# Estruturalismo (arquitetura)

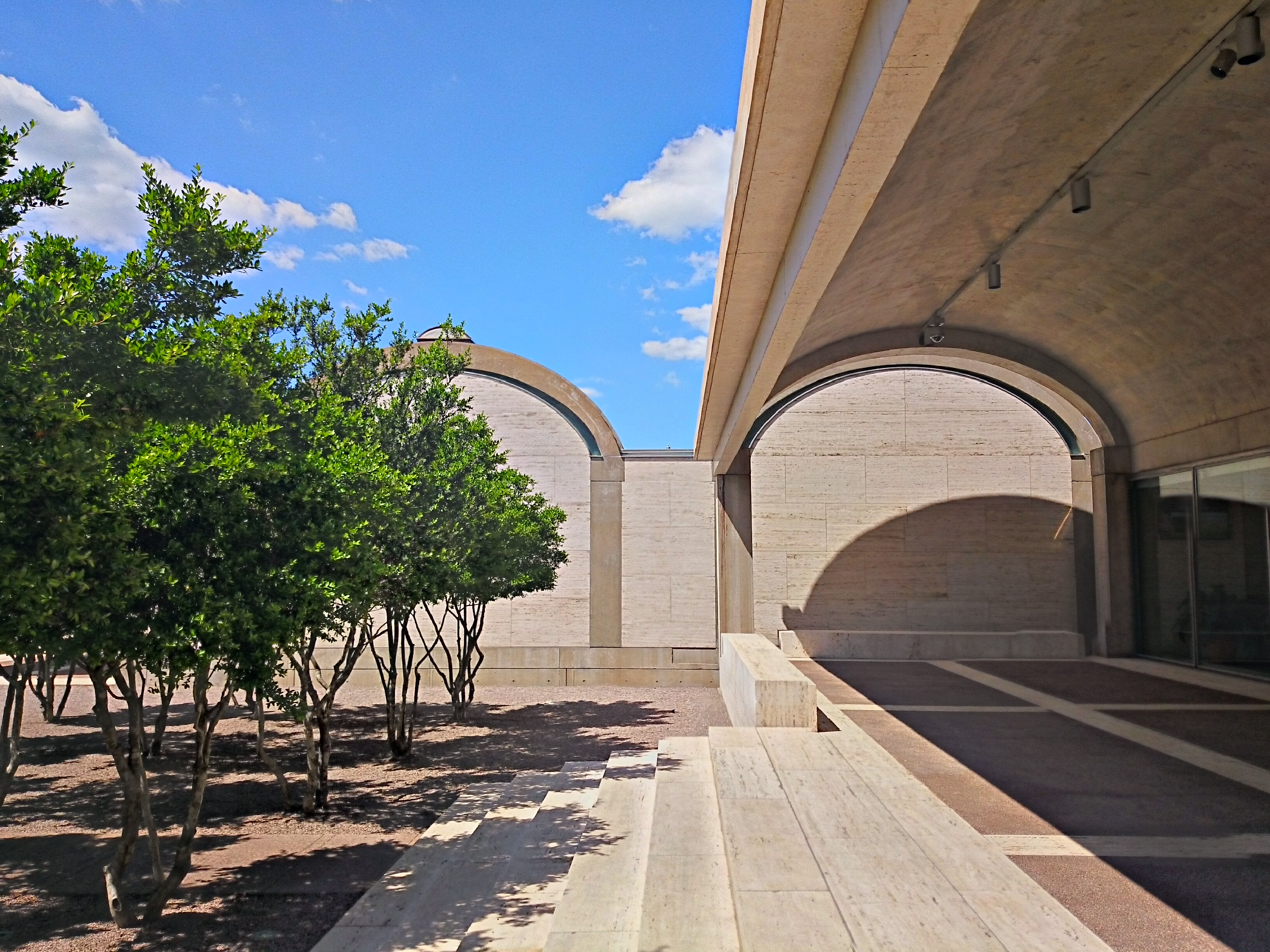
Kimbell Art Museum em Fort Worth, área de entrada, 1972 (Louis Kahn)

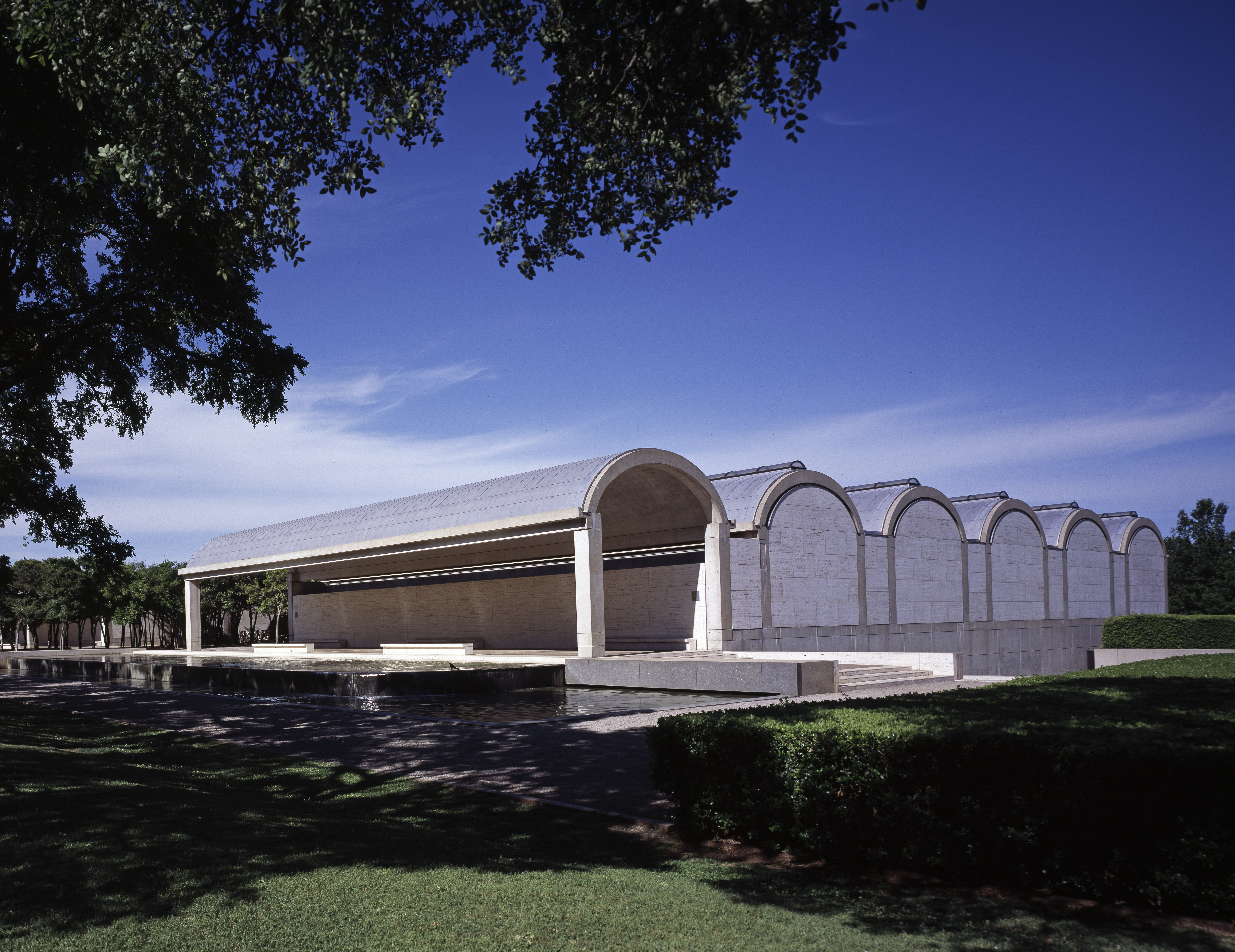
Museu de Arte Kimbell, 3 arquivos de unidades de construção (6+4+6) e 3 átrios

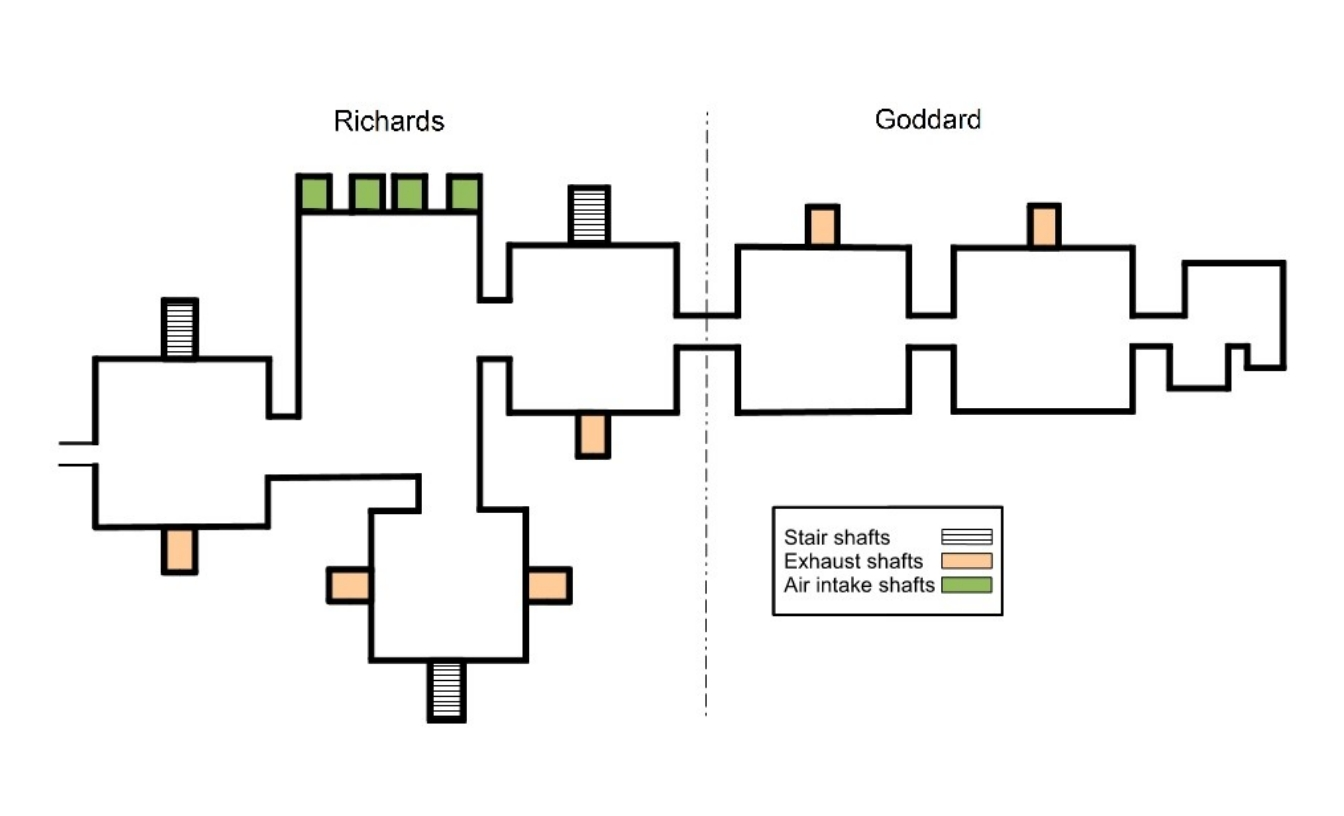
Medical Towers na Filadélfia, planta baixa, 1960 (Louis Kahn)

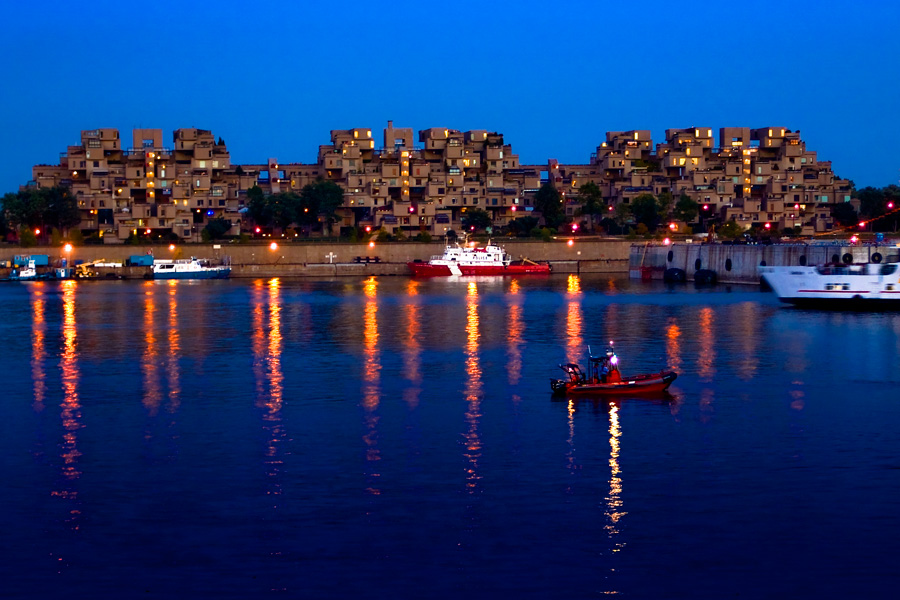
Habitat 67, Exposição Mundial de Montreal, 1967 (Moshe Safdie)

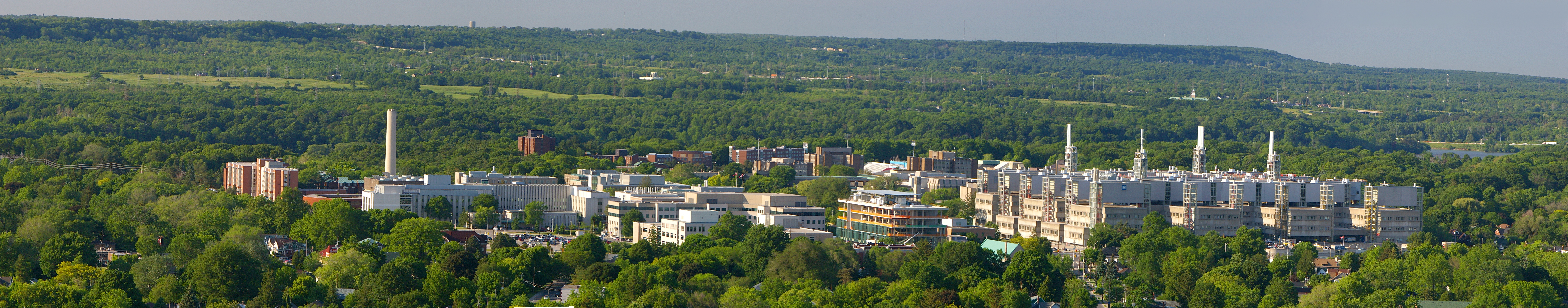
Centro Médico McMaster Hamilton Canadá, 1972 (Craig Zeidler & Strong)

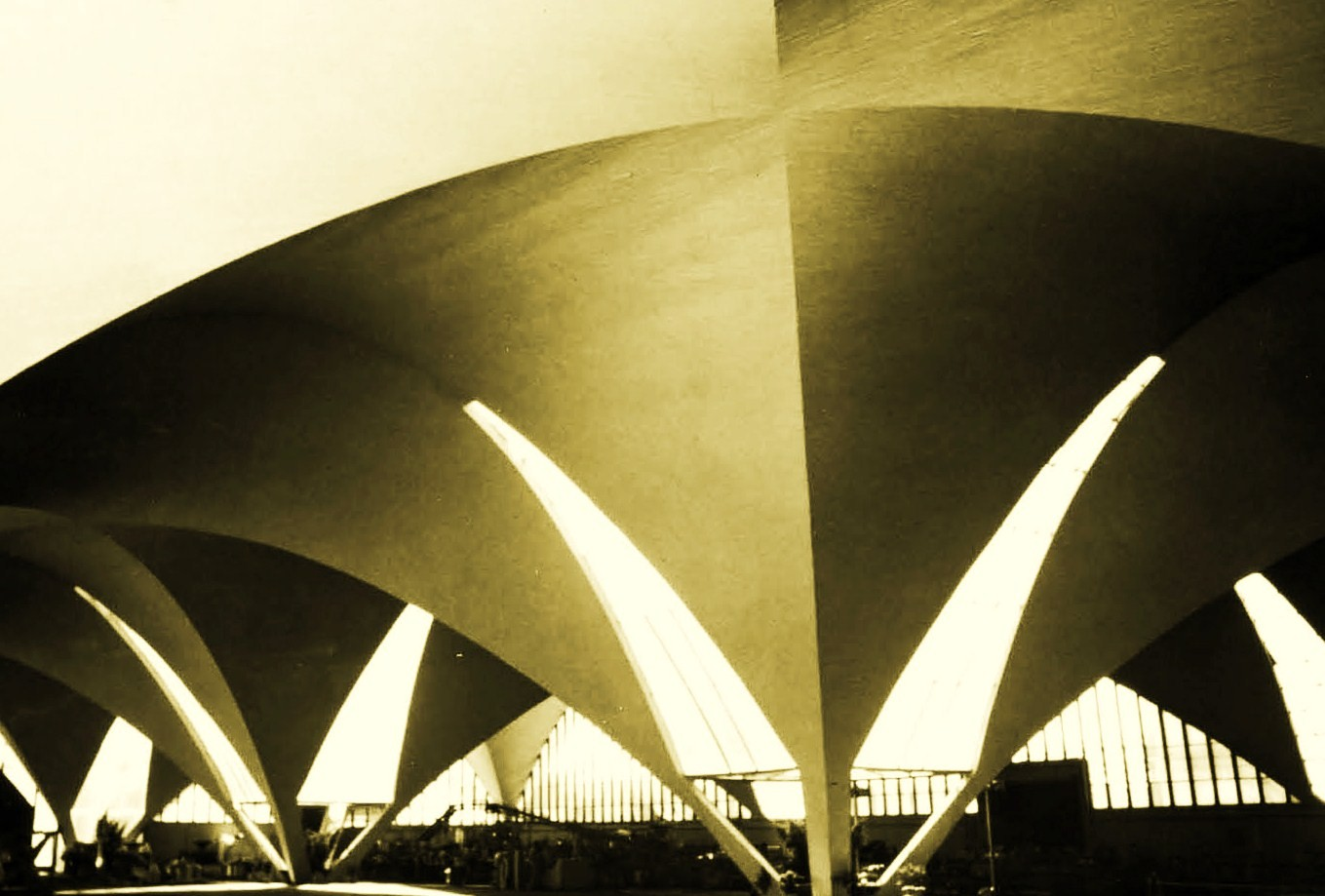
Bacardi -Fábrica em Cuautitlán perto da Cidade do México, 1960 (Félix Candela)

Estruturalismo é um movimento na arquitetura e no planejamento urbano que evoluiu em meados do século XX. Foi uma reação à expressão sem vida do planejamento urbano percebida pelo Racionalismo (CIAM - Funcionalismo) que ignorava a identidade dos habitantes e as formas urbanas.
Estruturalismo em um sentido geral é um modo de pensamento do século XX, que se originou na linguística. Outras disciplinas como a antropologia, a psicologia, a economia, a filosofia e também a arte assumiram ideias estruturalistas e desenvolveram-nas ainda mais. Um papel importante no desenvolvimento do estruturalismo foi desempenhado pelo Formalismo Russo, também o Escola de Praga. Roland Barthes, uma figura-chave do pensamento estruturalista, argumentou que não havia uma filosofia estruturalista completa, mas apenas um método estruturalista.
Os arquitetos holandeses do estruturalismo fizeram estudos de forma semelhante aos de Claude Lévi-Strauss (antropologia) e se interessaram pelo princípio "langue et parole" de Ferdinand de Saussure (linguística), especialmente pelo tema participação .
No início do artigo geral Estruturalismo, as seguintes explicações são anotadas: "O estruturalismo é um paradigma teórico que enfatiza que os elementos da cultura devem ser entendidos em termos de sua relação com um sistema ou estrutura maior e abrangente." - Alternativamente, conforme resumido pelo filósofo Simon Blackburn: "Estruturalismo é a crença de que os fenômenos da vida humana não são inteligíveis exceto através de suas inter-relações. Essas relações constituem uma estrutura, e por trás das variações locais nos fenômenos superficiais existem leis constantes da cultura abstrata.

## Estruturalismo e Pós-modernismo
Na Europa, o estruturalismo teve forte influência no debate teórico até o final da década de 1960. Em seu esforço para oferecer uma alternativa à arquitetura clássica moderna, teve paralelo com Novo Brutalismo. Em 1975, a filosofia estruturalista perdeu a sua posição predominante nas humanidades devido a importantes mudanças sociais e políticas. Na arquitetura, sua posição foi prejudicada pela crescente popularidade da arquitetura pós-moderna promovida por autores como Charles Jencks, Robert Venturi e Denise Scott Brown . As ideias estruturalistas continuaram a informar o trabalho de importantes arquitetos durante e após a era pós-moderna, que se estima ter terminado em 1995.
Os conceitos teóricos do estruturalismo na arquitetura foram desenvolvidos principalmente na Europa e no Japão, com importantes contribuições dos Estados Unidos e Canadá. As contribuições em revistas de arquitetura de Arnulf Lüchinger e sua compilação de projetos estruturalistas publicados em 1980 (Estruturalismo em Arquitetura e Planejamento Urbano) apresentaram o estruturalismo a um público mais amplo. Avaliações importantes sobre a teoria estruturalista em arquitetura foram feitas por Kenneth Frampton e Jürgen Joedicke.
Na década de 2010, pode ser detectado um novo interesse pelo estruturalismo na arquitectura, embora se possa estabelecer que não é acompanhado por um renascimento do estruturalismo nas humanidades. Em 2011, uma compilação científica abrangente da "atividade estruturalista" apareceu numa publicação chamada Structuralism Reloaded. Neste extenso livro foram publicados artigos de 47 autores internacionais sobre aspectos filosóficos, históricos, artísticos e outros aspectos relevantes. As partes seguintes deste artigo baseiam-se no estado atual da publicação “Structuralism Reloaded”.
Poucos meses após a publicação deste livro, o Instituto RIBA em Londres discutiu os novos candidatos à RIBA Gold Medal em 2012. Uma questão real era: "Deveria o Venturis receberá a Medalha de Ouro RIBA deste ano?" Surpreendentemente, o comitê do RIBA não premiou os Venturis com sua visão pós-modernista e, em vez disso, deu a Herman Hertzberger o prêmio por sua arquitetura estruturalista e contribuições teóricas. Os tempos mudaram e ocorreu uma mudança de ênfase. O comentário do ex-presidente do RIBA, Jack Pringle, foi: "A Royal Gold Medal, o prêmio de maior prestígio da Grã-Bretanha, deveria ir para um arquiteto que nos levou para frente, não para trás." Hoje, a arquitetura pós-moderna pode ser comparada, a até certo ponto com o movimento arquitetônico, Traditionalismus, na Europa.

## Vários movimentos e direções

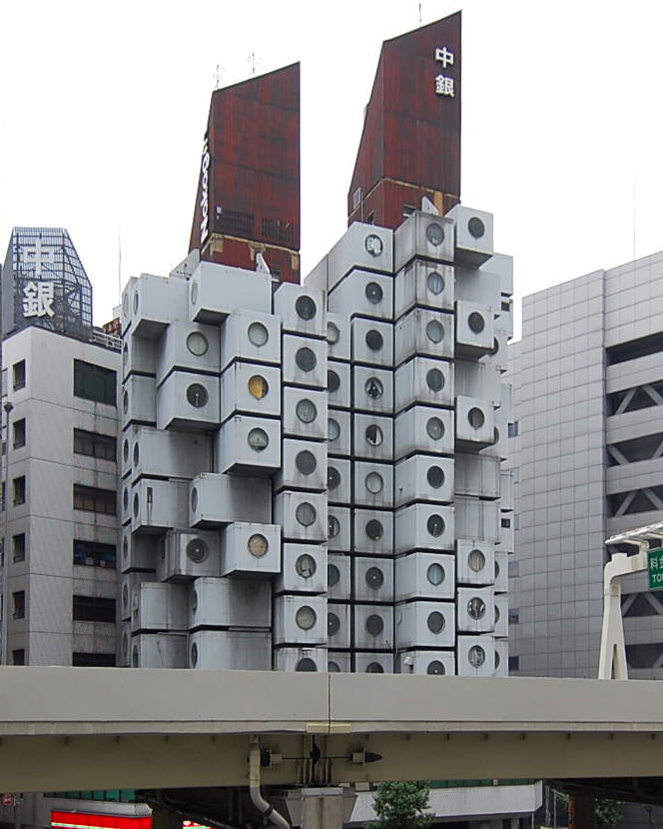
Nakagin Capsule Tower em Tóquio, Estrutura primária: duas torres, elementos secundários: cápsulas, 1972 (Kisho Kurokawa)

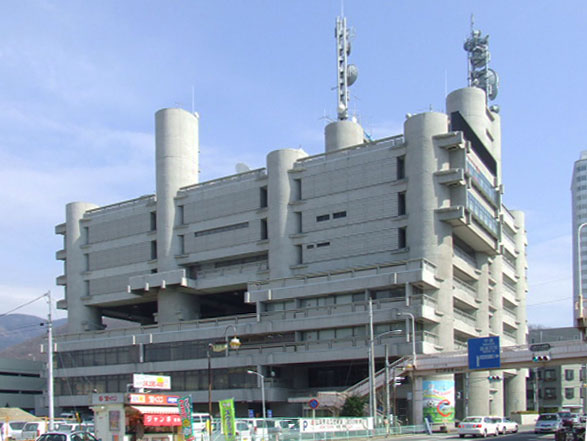
Câmara de Cultura Yamanashi em Kofu, Protótipo de uma arquitetura interpretável, adaptável e expansível, 1967 (Kenzo Tange)

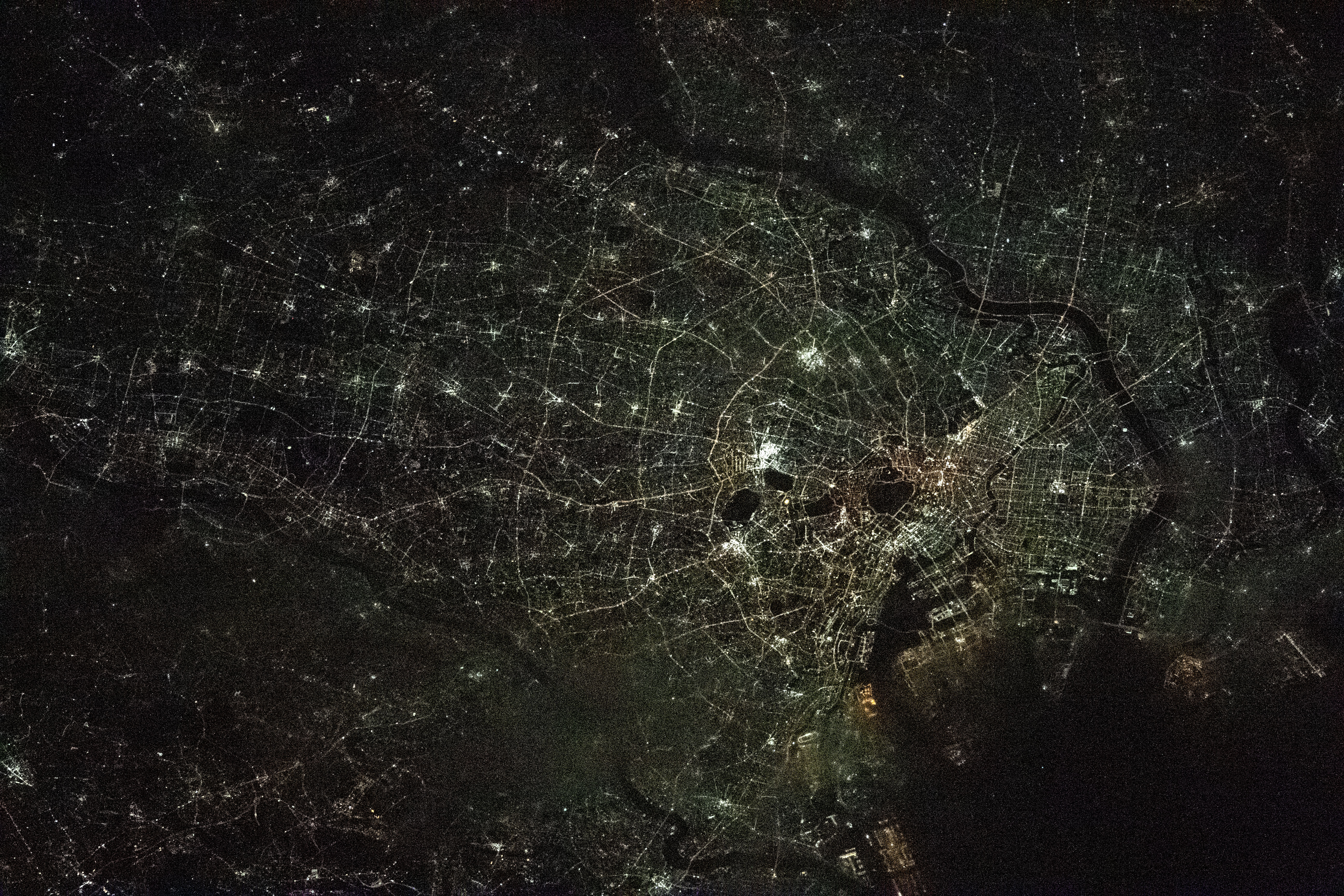
Baía de Tóquio, em 1960 Kenzo Tange projetou o Plano estruturalista da Baía de Tóquio (il. ver Metabolismo)

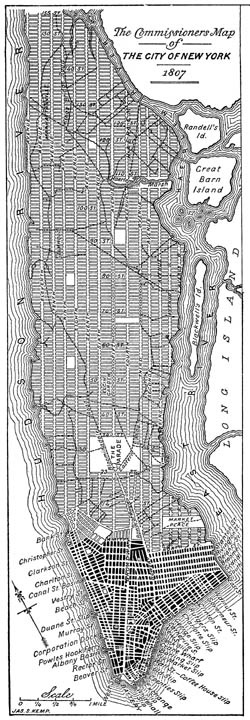
Manhattan : Plano Gridiron 1807 e 2007, estrutura e preenchimento, baseado em regras e interpretável

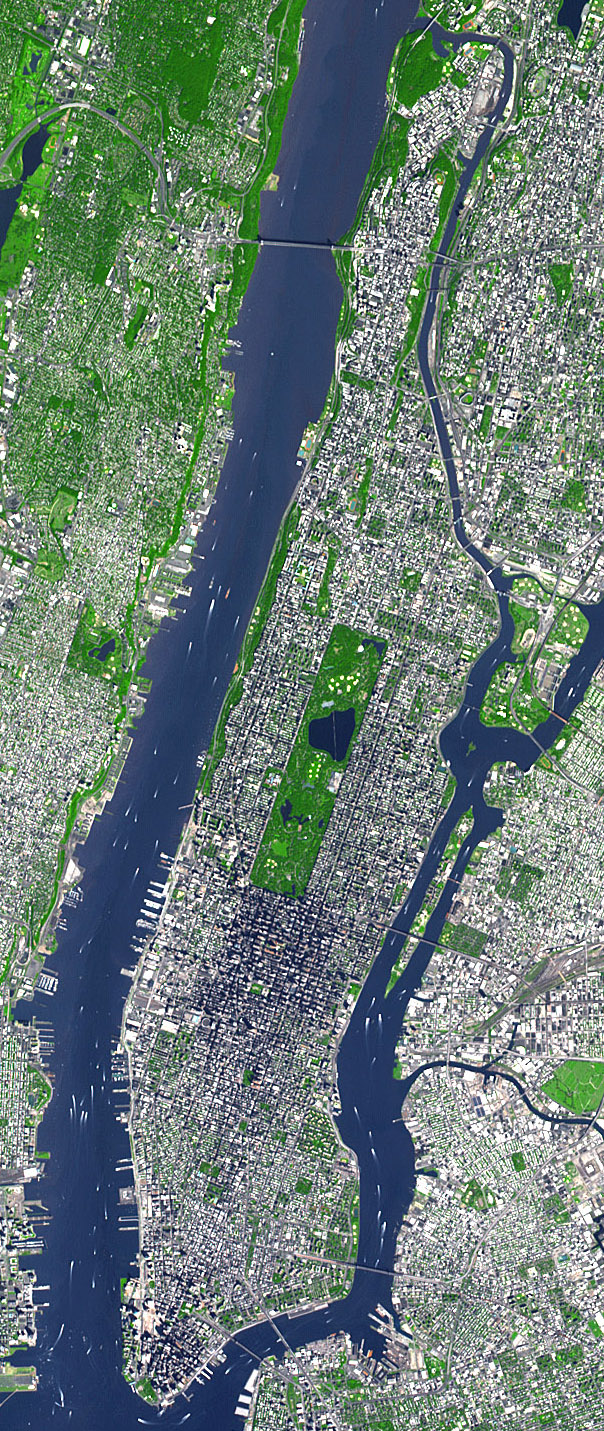

O antropólogo, Claude Lévi-Strauss, observou: "Não acredito que ainda possamos falar de um estruturalismo. Houve muitos movimentos que se afirmavam estruturalistas." Essa diversidade também pode ser encontrado na arquitetura. Contudo, o estruturalismo arquitetônico possui uma autonomia que não obedece a todos os princípios do estruturalismo nas ciências humanas. Na arquitetura, as diferentes direções criaram imagens diferentes. Neste artigo são discutidas duas direções. Às vezes, estes ocorrem em combinação.
Por um lado, existe a Estética do Número que foi formulada por Aldo van Eyck em 1959. Este conceito pode ser comparado ao tecido celular. O protótipo mais influente dessa direção é o orfanato de Amsterdã de Aldo van Eyck, concluído em 1960. A "Estética do Número" também pode ser descrita como "Configurações Espaciais na Arquitetura" ou "Mat-Building" (Alison Smithson).
Por outro lado, existe a Arquitetura de Variedade Viva (Estrutura e Preenchimento) que foi formulada para usuário participação em habitação por John Habraken em 1961. Além disso, na década de 1960, muitos projetos utópicos conhecidos baseavam-se no princípio de "Estrutura e preenchimento". Um protótipo influente desta direção é a Câmara de Cultura Yamanashi em Kofu por Kenzo Tange, concluída em 1967.
Em relação aos projetos habitacionais com participação Herman Hertzberger utilizou os termos "Arquitetura como meio produto" ou "Estruturas abertas" e Alejandro Aravena os termos "Processo de projeto participativo", "Habitação incremental" e "Metade-casas".

## Origens
O estruturalismo na arquitetura e no planejamento urbano teve suas origens no Congrès International d'Architecture Moderne (CIAM) após a Segunda Guerra Mundial. Entre 1928 e 1959, o CIAM foi uma importante plataforma de discussão sobre arquitetura e urbanismo. Vários grupos com opiniões muitas vezes conflitantes atuavam nesta organização; por exemplo, membros com uma abordagem científica da arquitetura sem premissas estéticas (racionalistas), membros que consideravam a arquitetura uma forma de arte (Le Corbusier), membros que eram proponentes de edifícios altos ou baixos (Ernst Maio), membros que apoiam um curso de reforma após a Segunda Guerra Mundial (Team 10), membros da velha guarda e assim por diante.
Membros individuais do pequeno grupo dissidente Team 10 lançaram as bases para o Estruturalismo. A influência desta equipe foi posteriormente interpretada pelo protagonista da segunda geração Herman Hertzberger quando ele disse: "Eu sou um produto do Team 10." Como um grupo de arquitetos de vanguarda, o Team 10 esteve ativo de 1953 a 1981, e dela surgiram dois movimentos diferentes: a Novo Brutalismo dos membros ingleses (Alison e Peter Smithson) e o Estruturalismo dos membros holandeses (Aldo van Eyck e Jacob Bakema).

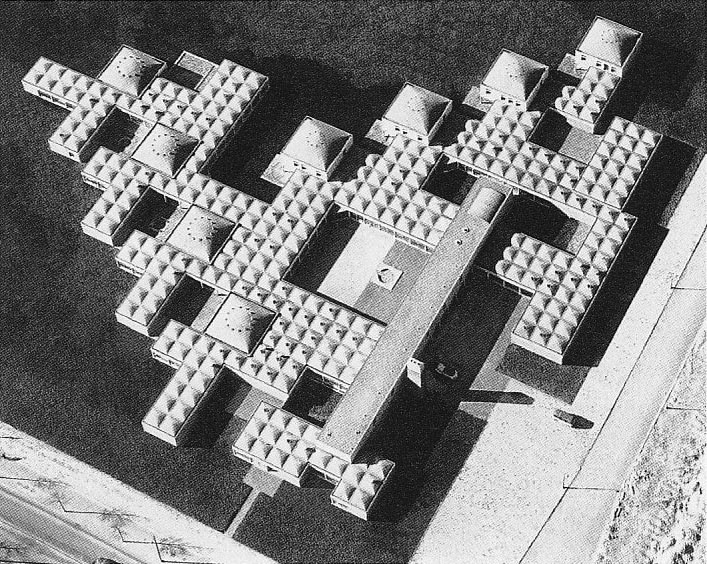
Orfanato em Amsterdã, "Estruturalismo Holandês", 1960 (Aldo van Eyck)

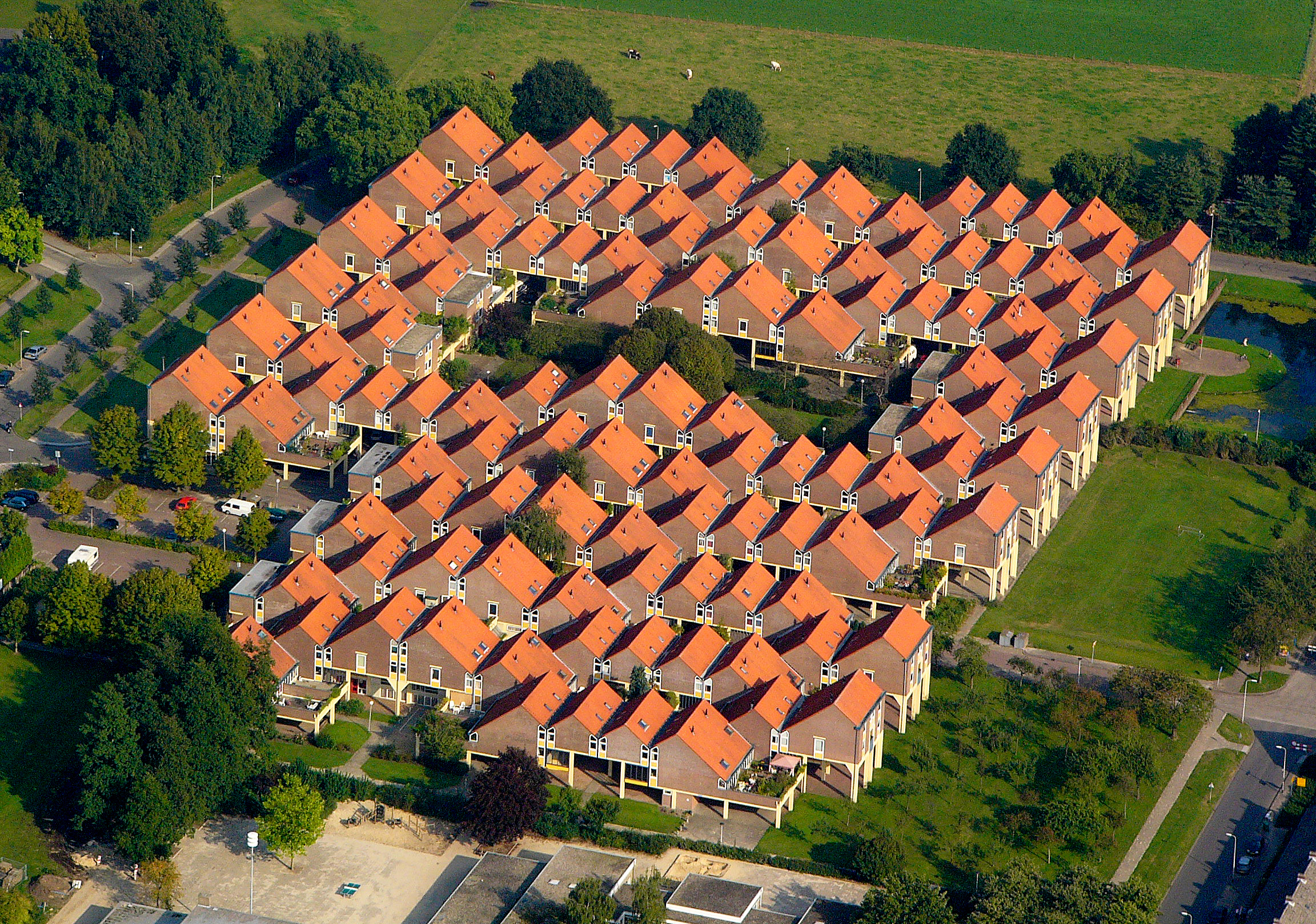
Conjunto habitacional Kasbah em Hengelo, 1973 (Piet Blom)

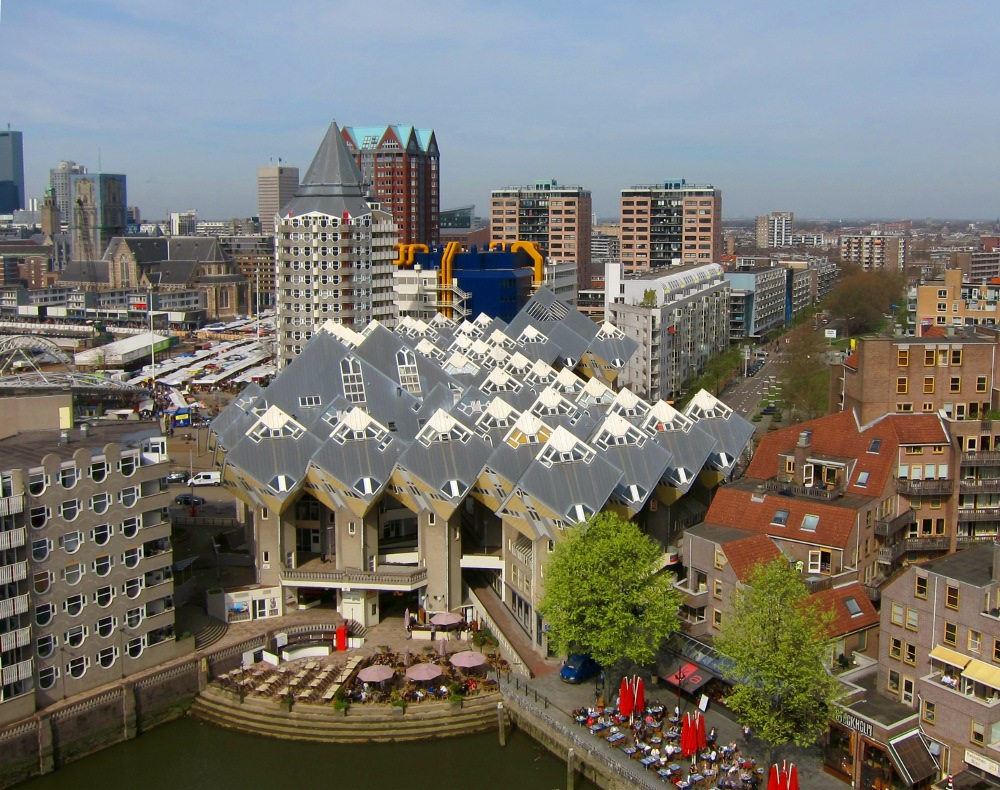
Distrito urbano Oude Haven em Rotterdam, 1985 (Piet Blom)

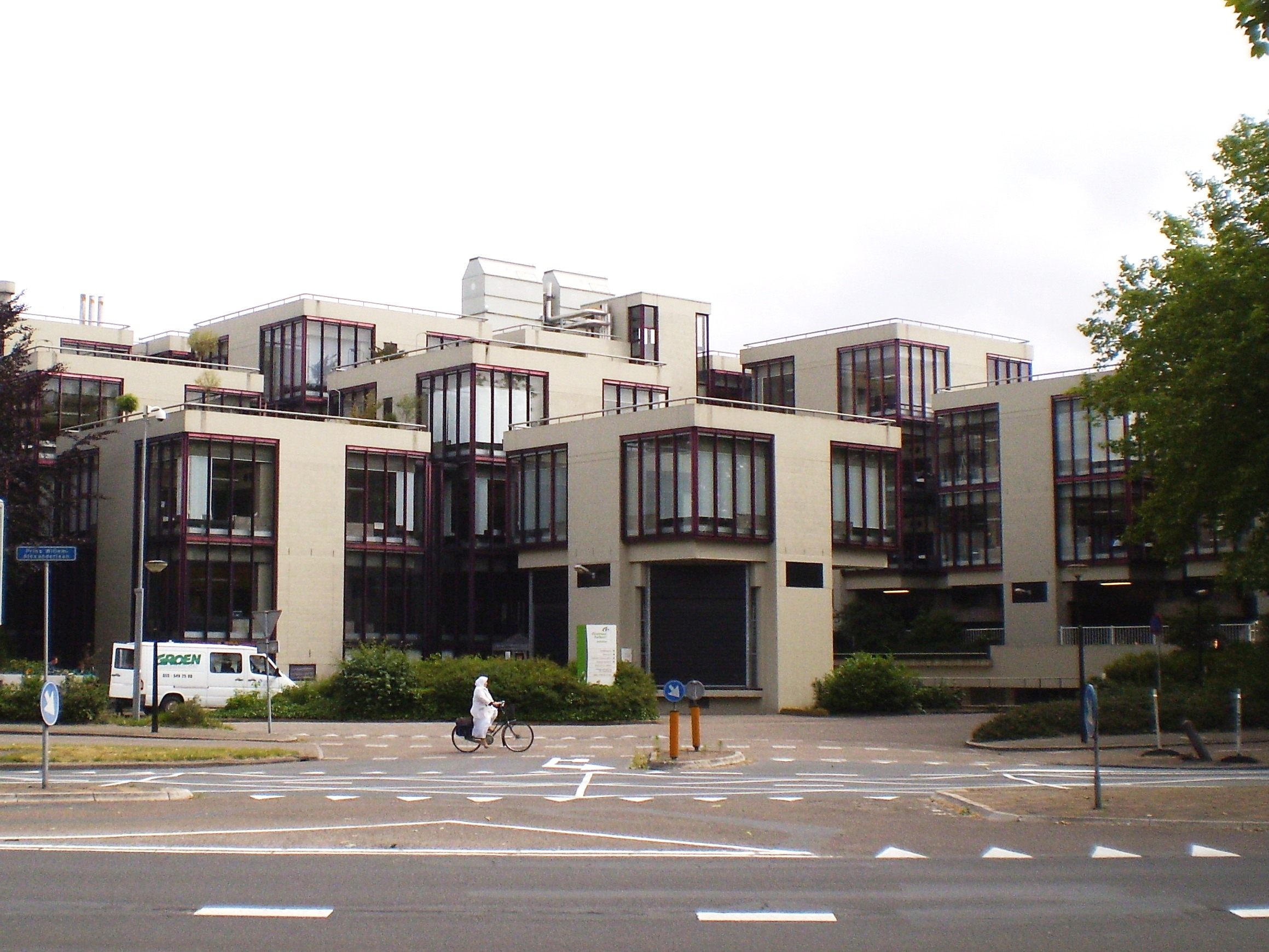
Edifício de escritórios Centraal Beheer em Apeldoorn, 1972 (Herman Hertzberger)

Fora do Team 10, desenvolveram-se outras ideias que promoveram o movimento Estruturalista - influenciado pelos conceitos de Louis Kahn nos Estados Unidos, Kenzo Tange no Japão e John Habraken na Holanda (com sua teoria da participação do usuário em habitação). Herman Hertzberger, Lucien Kroll e Alejandro Aravena deram importantes contribuições arquitetônicas no campo do participação.
Em 1960, o arquiteto japonês Kenzo Tange projetou seu conhecido Plano da Baía de Tóquio. Refletindo mais tarde sobre a fase inicial desse projeto, ele disse: "Foi, acredito, por volta de 1959 ou no início dos anos sessenta que comecei a pensar sobre o que mais tarde chamaria de Estruturalismo." Tange também escreveu o artigo "Função, Estrutura e Símbolo, 1966", no qual descreve a transição de uma abordagem funcional para uma abordagem estrutural no pensamento. Tange considera o período de 1920 a 1960 sob o título de "Funcionalismo" e o período de 1960 em diante sob o título de "Estruturalismo".
Le Corbusier criou vários projetos iniciais e construiu protótipos em um modo estruturalista, alguns deles datando da década de 1920. Embora tenha sido criticado pelos membros da Team 10 na década de 1950 por certos aspectos do seu trabalho (conceito urbano sem "sentido de lugar" e as ruas escuras do interior da Unité), eles o reconheceram como um grande modelo e personalidade criativa em arquitetura e arte.

## Manifesto
Um dos manifestos mais influentes do movimento Estruturalista foi compilado por Aldo van Eyck na revista de arquitetura Fórum 7/1959. Foi elaborado como programa do Congresso Internacional de Arquitetos em Otterlo (7 a 15 de setembro de 1959). O aspecto central desta edição do Fórum foi um ataque frontal aos representantes holandeses do Racionalismo CIAM que foram responsáveis pelo trabalho de reconstrução após a Segunda Guerra Mundial, (por razões tácticas, planeadores como van Tijen, van Eesteren, Merkelbach e outros não foram mencionados). A revista contém muitos exemplos e declarações a favor de uma forma mais humana de planejamento urbano. Este congresso em 1959 marca o início oficial do Estruturalismo, embora existissem projetos e edifícios anteriores. O termo estruturalismo na arquitetura foi publicado incidentalmente em diferentes países desde a década de 1950 (ver literatura).
Outro manifesto influente é publicado por John Habraken em 1961. Seu livro “Supports: An Alternative to Mass Housing” é o início da participação na arquitetura, como parte do movimento estruturalista. Este manifesto é publicado nos idiomas holandês, inglês, italiano, espanhol e alemão.

## Congresso Otterlo – participantes
Algumas apresentações e discussões ocorridas durante o Congresso de Otterlo em 1959 são vistas como o início do Estruturalismo na arquitetura e no urbanismo. Essas apresentações tiveram influência internacional. No livro CIAM '59 in Otterlo estão listados os nomes dos 43 arquitetos participantes.
Louis Miquel, Alger / Aldo van Eyck, Amsterdão / Josep Antoni Coderch, Barcelona / Wendell Lovett, Bellevue-Washington / Werner Rausch, Berlim / Willy Van Der Meeren, Bruxelas / Ch. Polonyi, Budapest / M. Siegler, Genf / Paul Waltenspühl, Genf / Hubert Hoffmann, Graz / Christian Farenholtz, Hamburgo / Alison Smithson, Londres / Peter Smithson, London / Giancarlo de Carlo, Milão / Ignazio Gardella, Milão / Vico Magistretti, Milan / Ernesto Nathan Rogers, Milão / Blanche Lemco van Ginkel, Montreal / Sandy van Ginkel, Montreal / Peter Callebout, Nieuwpoort / Geir Grung, Oslo / Arne Korsmo, Oslo / Georges Candilis, Paris / Aljoša Josić, Paris / André Wogenscky, Paris / Shadrach Woods, Paris / Louis Kahn, Philadelphia / Viana de Lima, Porto / F. Távora, Porto / Jacob B. Bakema, Roterdão / Herman Haan, Roterdão / J.M. Stokla, Rotterdam / John Voelcker, Staplehurst / Ralph Erskine, Estocolmo / Kenzo Tange, Tóquio / Terje Moe (arquiteto), Trondheim / Oskar Hansen, Varsóvia / Zofia Hansen, Varsóvia / Jerzy Sołtan, Varsóvia / Fred Freyler, Wien / Eduard F. Sekler, Viena / Radovan Nikšić, Zagreb / Alfred Roth, Zurique.

## Definição da forma estruturalista

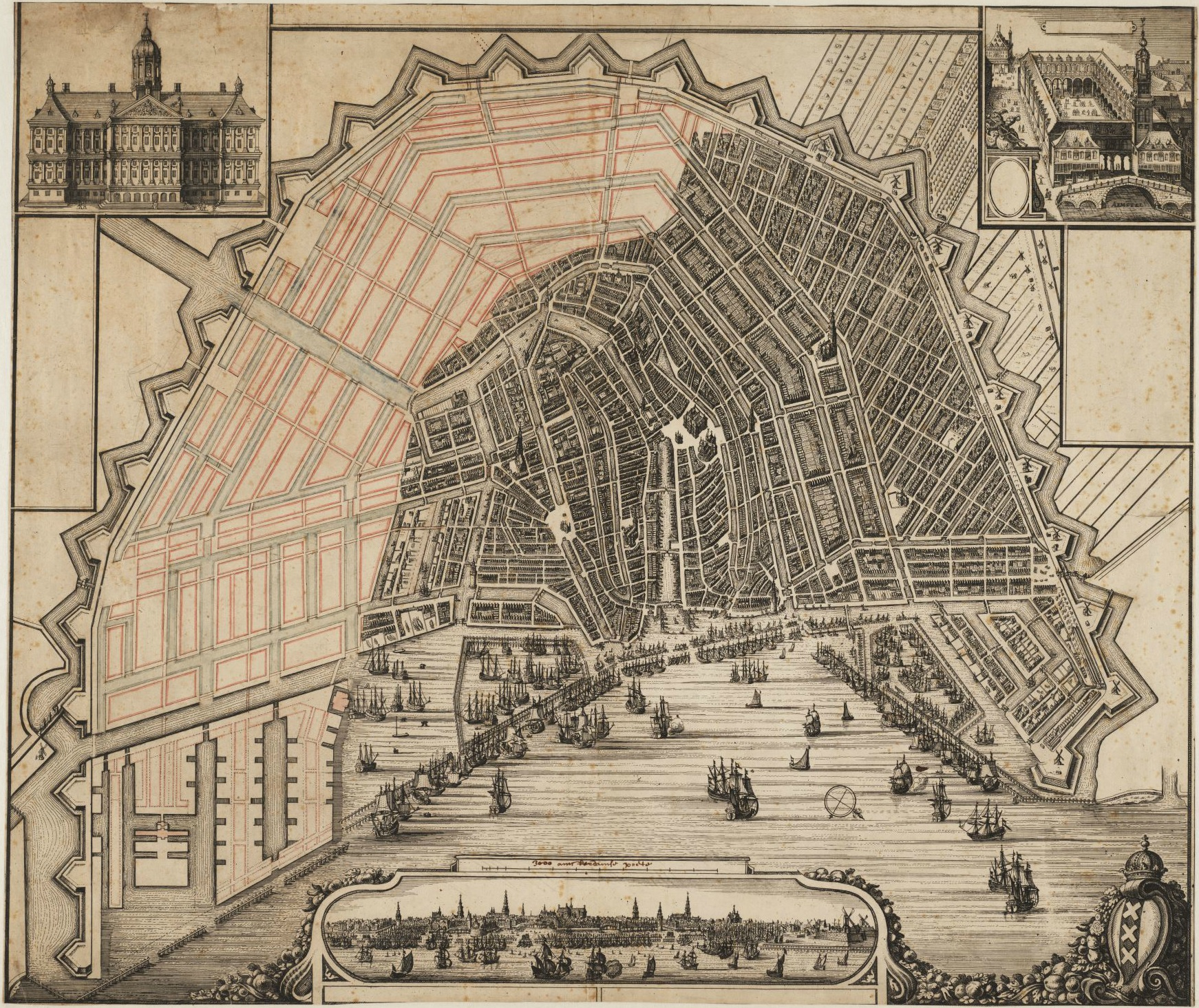
Amsterdã, estrutura e preenchimento (conjuntos urbanos), 1660

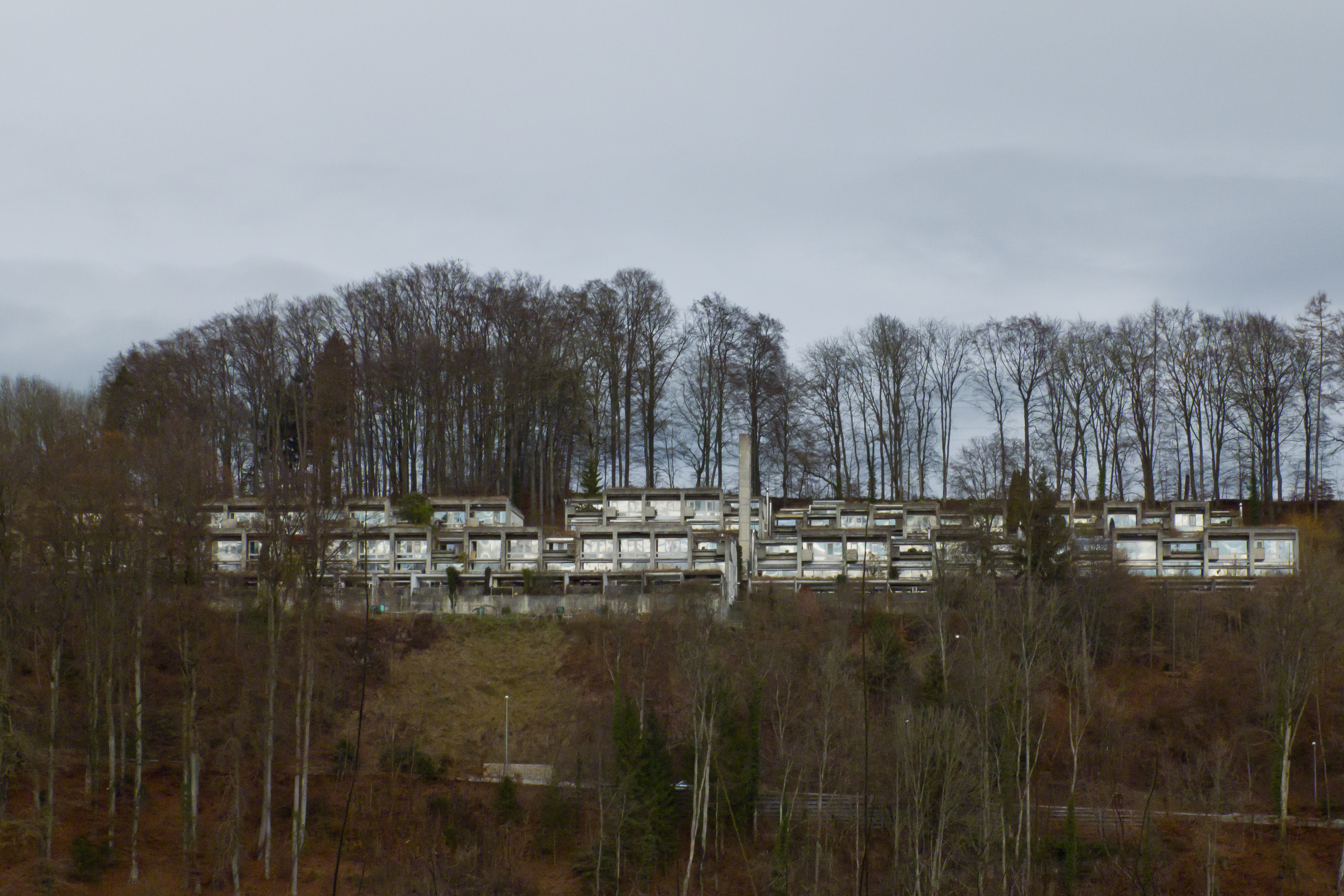
Conjunto habitacional Halen perto de Berna, 1961 (Atelier 5)

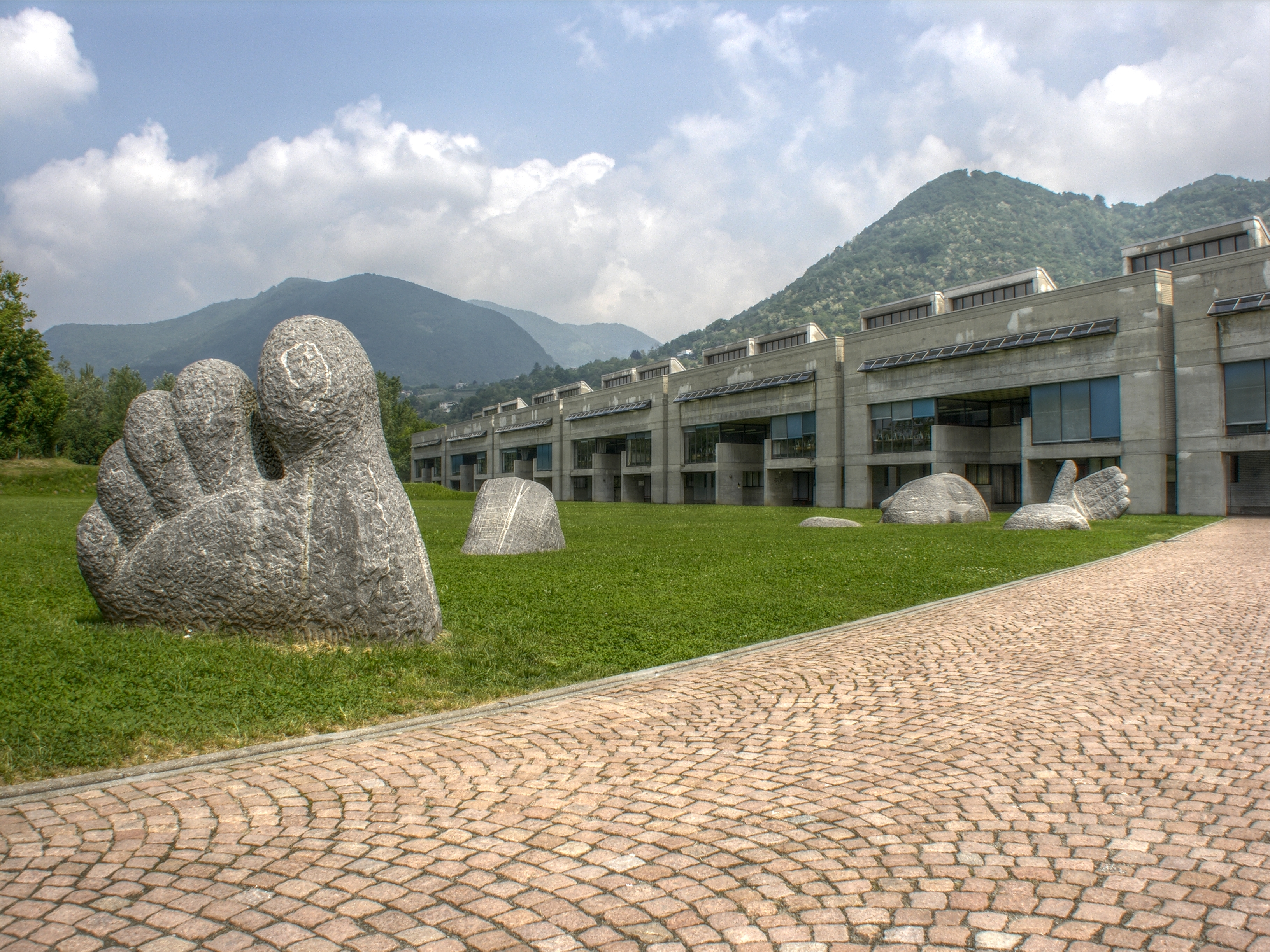
Escola secundária em Morbio Inferiore, 1976 (Mario Botta)

Como o estruturalismo tem direções diferentes, há mais de uma definição. A contribuição teórica de Herman Hertzberger pertence às versões mais interessantes. Uma declaração recente e frequentemente citada de Hertzberger é: "No Estruturalismo, diferencia-se entre uma estrutura com um ciclo de vida longo e preenchimentos com ciclos de vida mais curtos." 

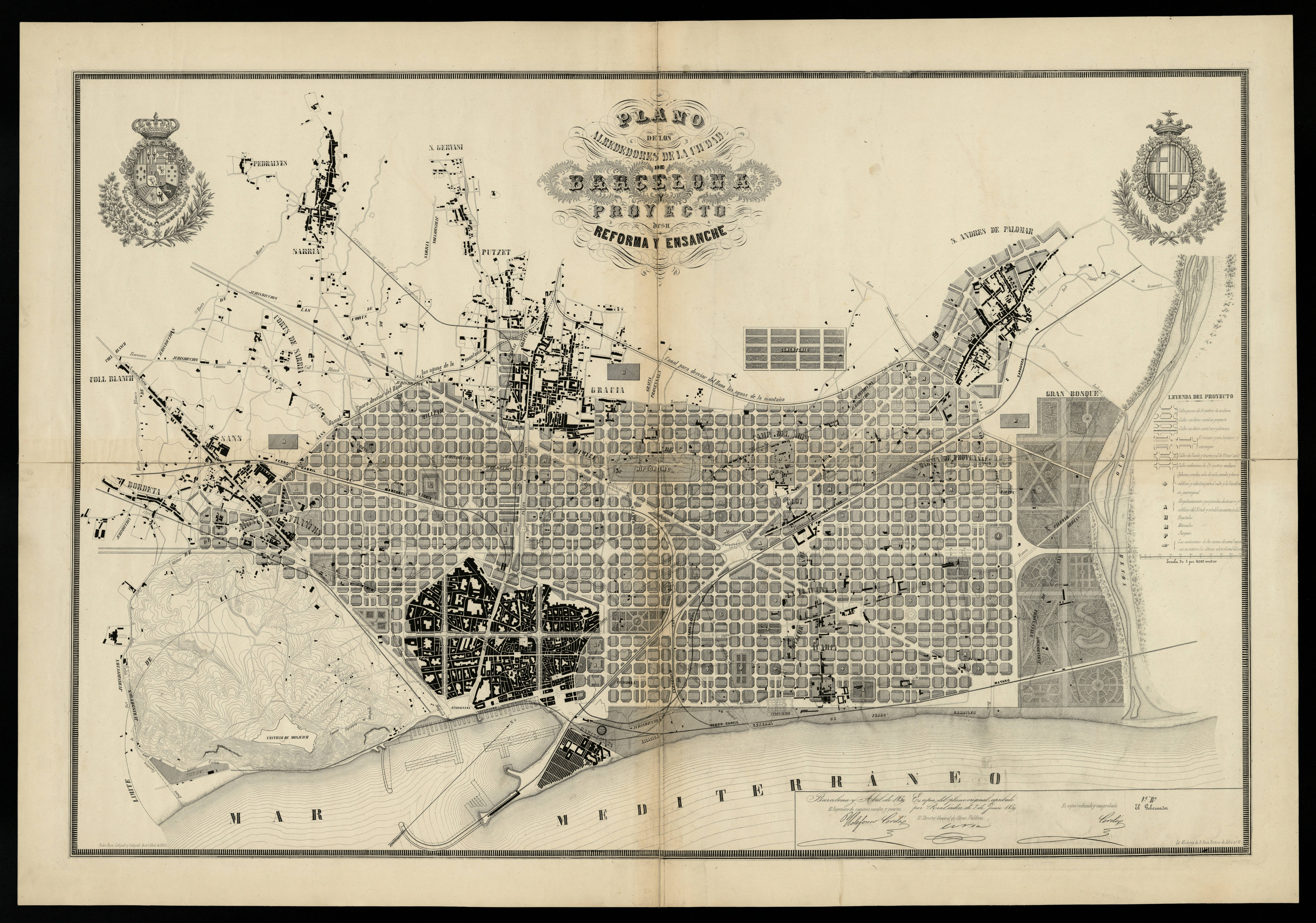
Barcelona, integração de estruturas duas diferentes: cidade histórica e plano de grau, 1859

Uma descrição mais detalhada de Hertzberger foi publicada em 1973. É uma definição estruturalista em um sentido geral, mas também o conceito base para o usuário participação: "O fato de colocarmos 'forma' em um posição central em relação a noções como "espaço" ou "arquitetura", significa em si nada mais do que uma mudança de ênfase. Estamos falando, na verdade, de outra noção de forma que não essa, que pressupõe uma relação formal e imutável entre objeto e observador, e mantém isso. Não é uma forma externa envolvida em torno do objeto que importa para nós, mas forma no sentido de capacidade inerente e veículo potencial de significado. A forma pode ser preenchida com significado, mas também pode ser novamente privado dele, dependendo do uso que dele se faz, através dos valores que lhe atribuímos, ou acrescentamos, ou dos quais até o privamos, - tudo isto dependente da forma como os utilizadores e o formulário reagem a , e brincar uns com os outros. O caso que queremos apresentar é que é esta capacidade de absorver, carregar e transmitir significado que define o que a forma pode provocar nos usuários - e inversamente - o que os usuários podem provocar na forma . O que importa é a interação entre forma e usuários, o que eles transmitem um ao outro e provocam um no outro, e como eles se apoderam mutuamente. O que temos de almejar é formar o material (das coisas que fazemos) de tal forma que - além de responder à função no sentido mais estrito - seja adequado para mais propósitos. E assim poderá desempenhar tantos papéis quanto possível ao serviço dos diversos utilizadores individuais - para que cada um possa então reagir por si mesmo, interpretando-o à sua maneira, anexando-o à sua ambiente familiar, para o qual dará então uma contribuição. p. 56

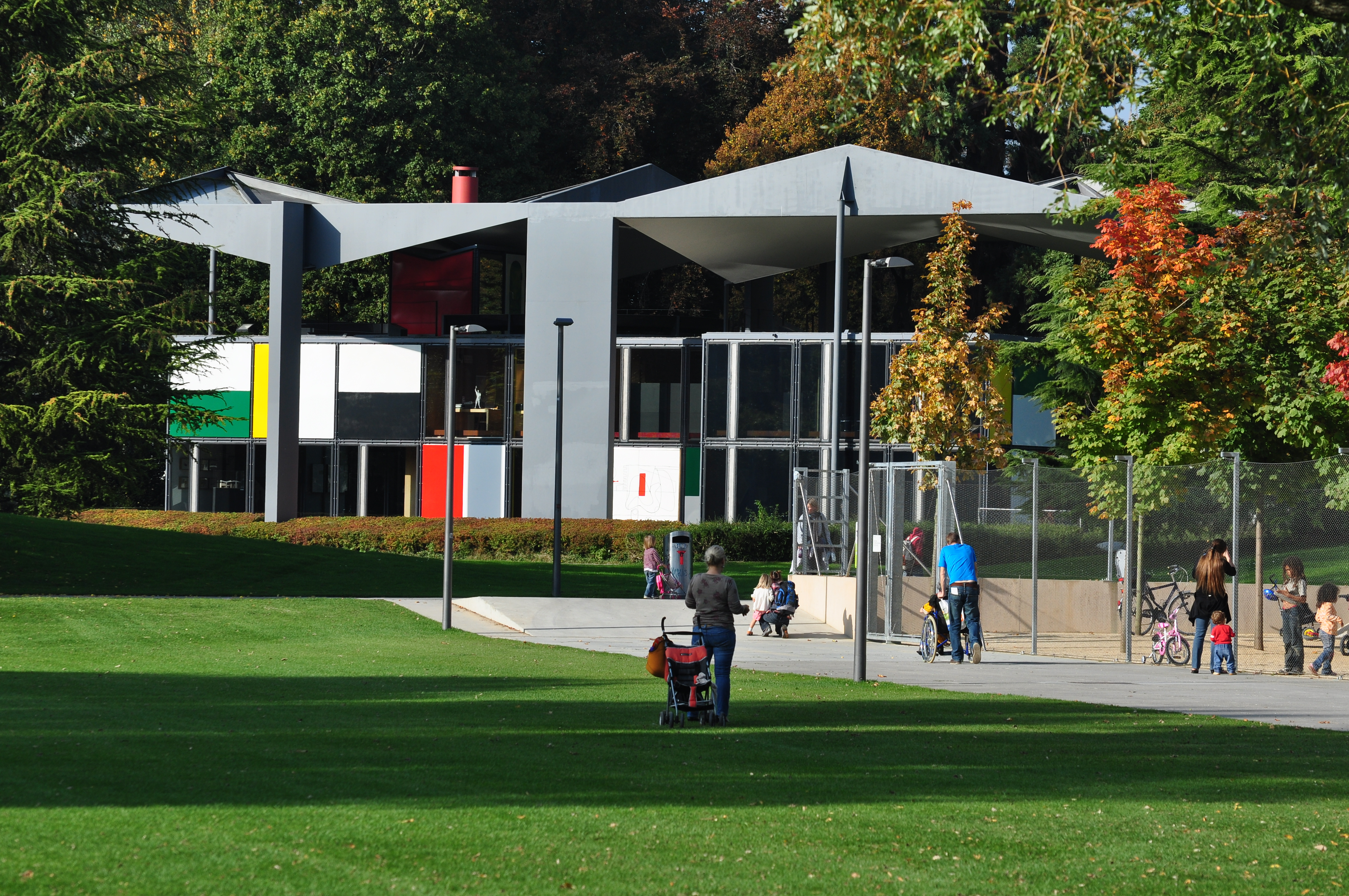
Centre Le Corbusier em Zurique, "Estrutura e preenchimento pelo arquiteto", 1963-67 (Le Corbusier)

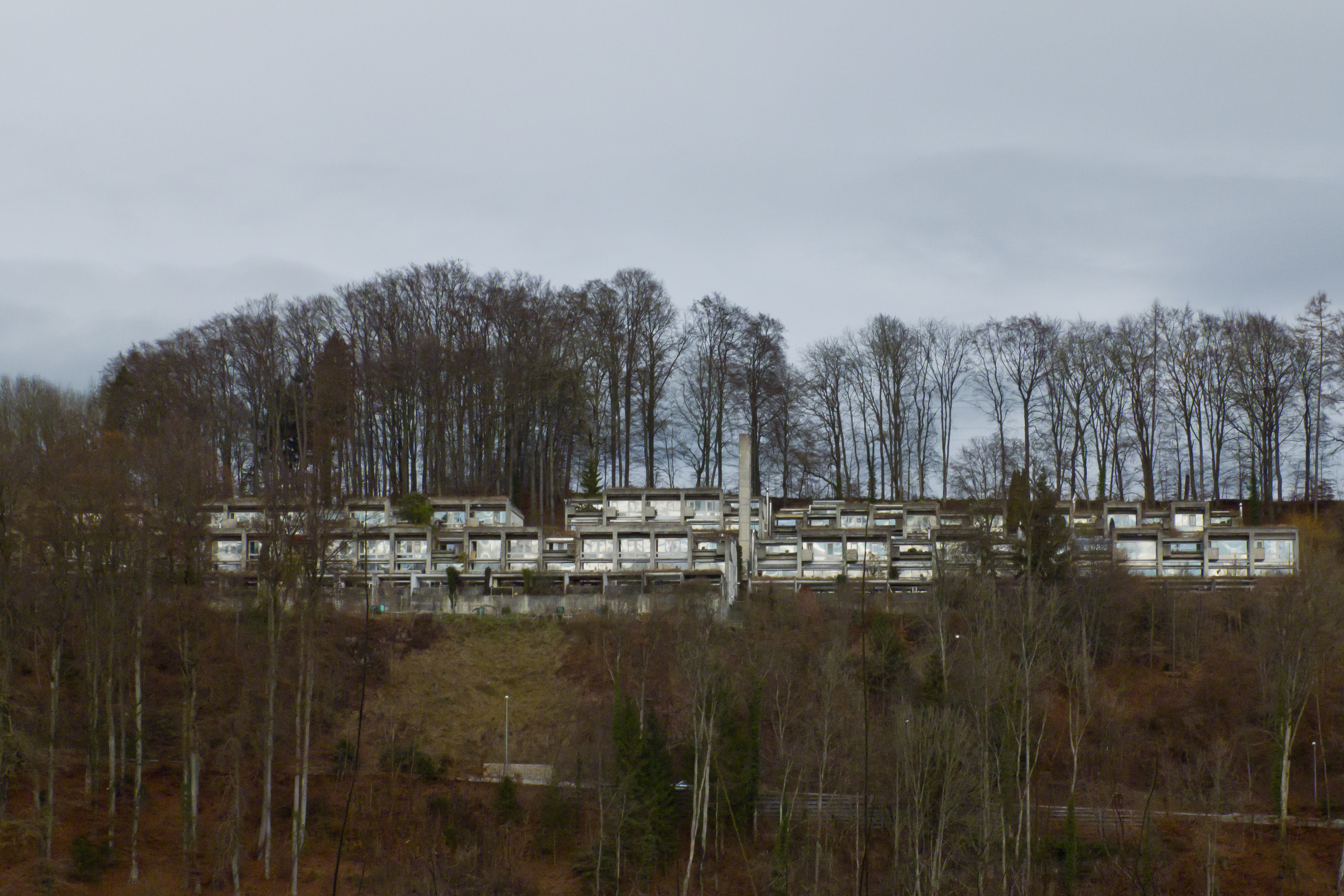
Halen conjunto habitacional perto de Berna, 1961 (Atelier 5)

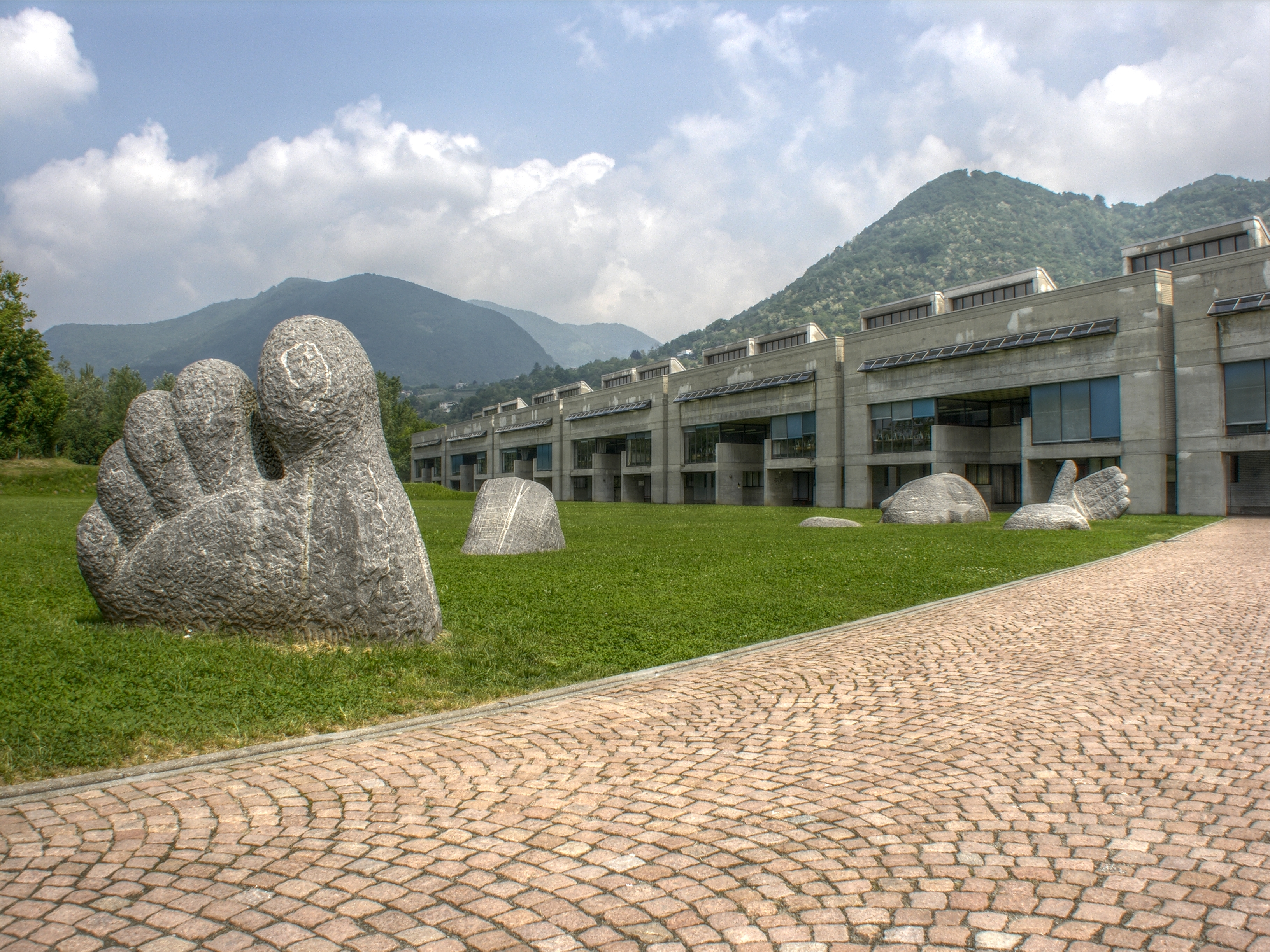
Escola secundária em Morbio Inferiore, 1976 (Mario Botta)

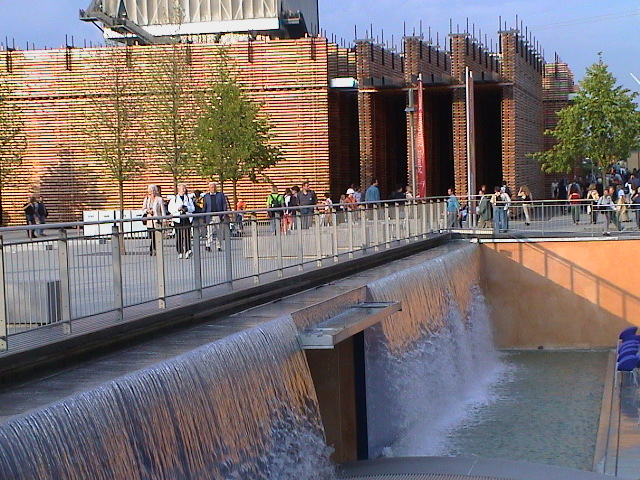
Pavilhão suíço Expo 2000 em Hannover (Peter Zumthor)

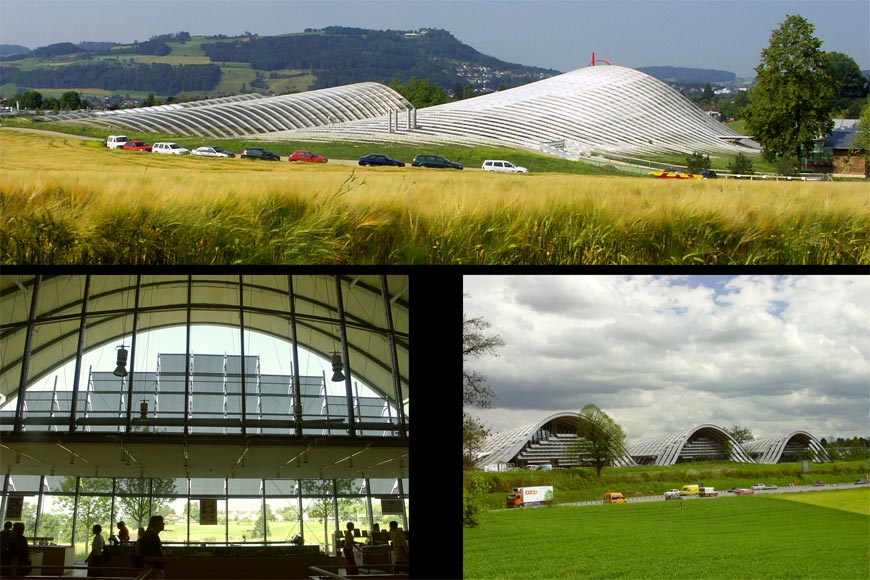
Zentrum Paul Klee, Berna 2005 (Renzo Piano)

Em comparação com outras direções do estruturalismo na arquitetura, observam-se os seguintes esclarecimentos: "No novo movimento arquitetônico há muitas vezes uma tendência a chamar de Estruturalista tudo o que se assemelha a uma textura tecida e tem uma grade. Esta seria uma forma superficial de olhar nas coisas. Por natureza, o Estruturalismo preocupa-se com a configuração de unidades de forma condicionadas e polivalentes (unidades espaciais, comunicacionais, construtivas ou outras) em todas as escalas urbanas. Somente quando os usuários tomam posse das estruturas através do contato, interpretação ou preenchimento- nos detalhes, as estruturas atingem seu status pleno. Qualquer arquitetura que tenha tendência ao formalismo é excluída. A forma flexível, que tem sido muito discutida, também é rejeitada como um sistema de fechamento neutro, uma vez que não oferece a solução adequada para qualquer programa espacial. Na arquitetura de Herman Hertzberger a forma estruturalista pode ser encontrada desde o menor detalhe até a estrutura mais complicada, seja em termos de design espacial, de fachada ou ambiental."  p.5

A próxima citação é uma definição de estruturalismo em diferentes campos. Também discute a autonomia da estrutura primária: "Muitos estruturalistas descreveriam uma estrutura aproximadamente nos seguintes termos: é um conjunto completo de relações, nas quais os elementos podem mudar, mas de tal forma que estes permanecem dependentes de o todo e retém seu significado. O todo é independente de sua relação com os elementos. As relações entre os elementos são mais importantes do que os próprios elementos. Os elementos são intercambiáveis, mas não as relações."  p. 16

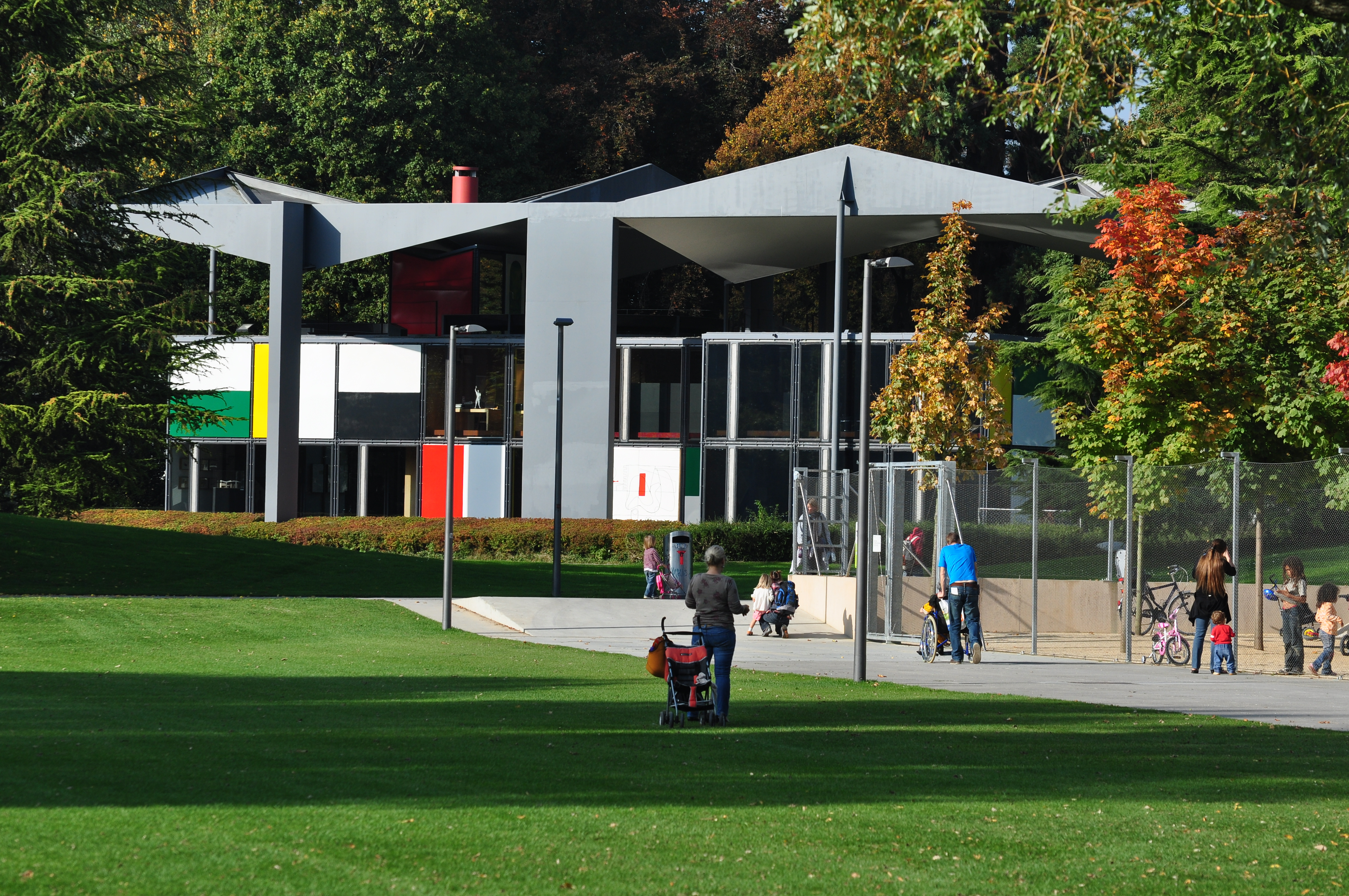
Centre Le Corbusier em Zurique, "Estrutura e preenchimento do arquiteto", 1963-67 (Le Corbusier)

## Origens teóricas, princípios e aspectos
- Estruturas construídas correspondentes em forma a estruturas sociais, de acordo com Team 10 (Grupo de trabalho para a investigação de inter-relações entre estruturas sociais e construídas).
- O comportamento arquetípico do homem como origem da arquitetura (cf. Antropologia, Claude Lévi-Strauss). Diferentes arquitetos Racionalistas tiveram contatos com grupos da Vanguarda Russa após a Primeira Guerra Mundial. Eles acreditavam na ideia de que o homem e a sociedade poderiam ser manipulados.
- Coerência, crescimento e mudança em todos os níveis da estrutura urbana. O conceito de Senso de lugar. Tokens de identificação (dispositivos de identificação). Estruturação Urbana e Articulação (do volume construído).
- Forma polivalente e interpretações individuais (compare o conceito de langue et parole de Ferdinand de Saussure). Usuário Participação em habitação. Integração da cultura “alta” e “baixa” na arquitetura (arquitetura fina e formas cotidianas de construção). Arquitetura pluralista.

O princípio Estrutura e Preenchimento permanece relevante até agora, tanto para esquemas habitacionais como para planejamento urbano. Para os conjuntos habitacionais, as seguintes imagens foram influentes: o desenho em perspectiva do projeto "Fort l'Empereur" em Argel por Le Corbusier (1934), o desenho isométrico do conjunto habitacional "Diagoon" em Delft por Herman Hertzberger (1971) e os projetos de habitação social realizados por Alejandro Aravena no século XXI. Ao nível da cidade, projetos importantes foram: o Plano da Baía de Tóquio de Kenzo Tange (1960) e as fascinantes imagens da maquete da Universidade Livre de Berlim de Candilis Josic &amp;amp; Madeiras (1963). Também merecem destaque as utopias de Metabolismo, Archigram e Yona Friedman. Em geral, os instrumentos de estruturação urbana são: linhas de tráfego (por exemplo, planos gridiron), simetrias, praças, edifícios notáveis, rios, beira-mar, áreas verdes, colinas, etc.
O princípio Estética do Número mostrou-se menos útil para estruturar uma cidade inteira. No entanto, surgiram configurações articuladas exemplares, tanto na arquitetura como nos esquemas habitacionais. As primeiras imagens influentes nesta direção Aldo van Eyck forneceu fotos aéreas de seu orfanato em Amsterdã (1960). Mais tarde construiu outra configuração inspiradora para o Centro Espacial Estec em Noordwijk (1989). Estas duas composições podem ser contadas entre os mais belos “ícones” do estruturalismo.

## Conjuntos habitacionais, edifícios e projetos
- OMA, escritório Rem Koolhaas: Projeto habitacional Homeruskwartier em Almere, 2012 (participação)
- Richard Rogers: Terminal 4 do Aeroporto de Madrid-Barajas, 2006
- Renzo Piano: Zentrum Paul Klee, Museu de Berna, 2005
- Alejandro Aravena: Projetos de habitação social em Iquique 2004, Santiago 2007, Monterrey 2010, Constitución 2016 (participação)
- Riegler Riewe: Fakultät für Information- und Elektrotechnik der Technischen Universität Graz, 2000
- Adriaan Geuze et al.: Novo distrito urbano Borneo-Sporenburg Scheepstimmermanstraat em Amsterdã, 1997 (participação)
- Rafael Moneo: Museu Nacional de Arte Romana, Mérida, 1986
- Renzo Piano & Richard Rogers: Centre Georges-Pompidou em Paris, 1977
- Lucien Kroll: Centro de Estudantes St. Lambrechts-Woluwe em Louvain-la-Neuve, perto de Bruxelas, 1976 (participação)
- Verhoeven Klunder Witstok & Brinkman: conjunto habitacional em Berkel-Rodenrijs, perto de Rotterdam, 1973
- Piet Blom: Conjunto habitacional Kasbah em Hengelo, 1973 / Distrito urbano Oude Haven em Rotterdam, 1985
- Craig Zeidler & Forte: Centro Médico da Universidade McMaster em Hamilton, Canadá, 1972

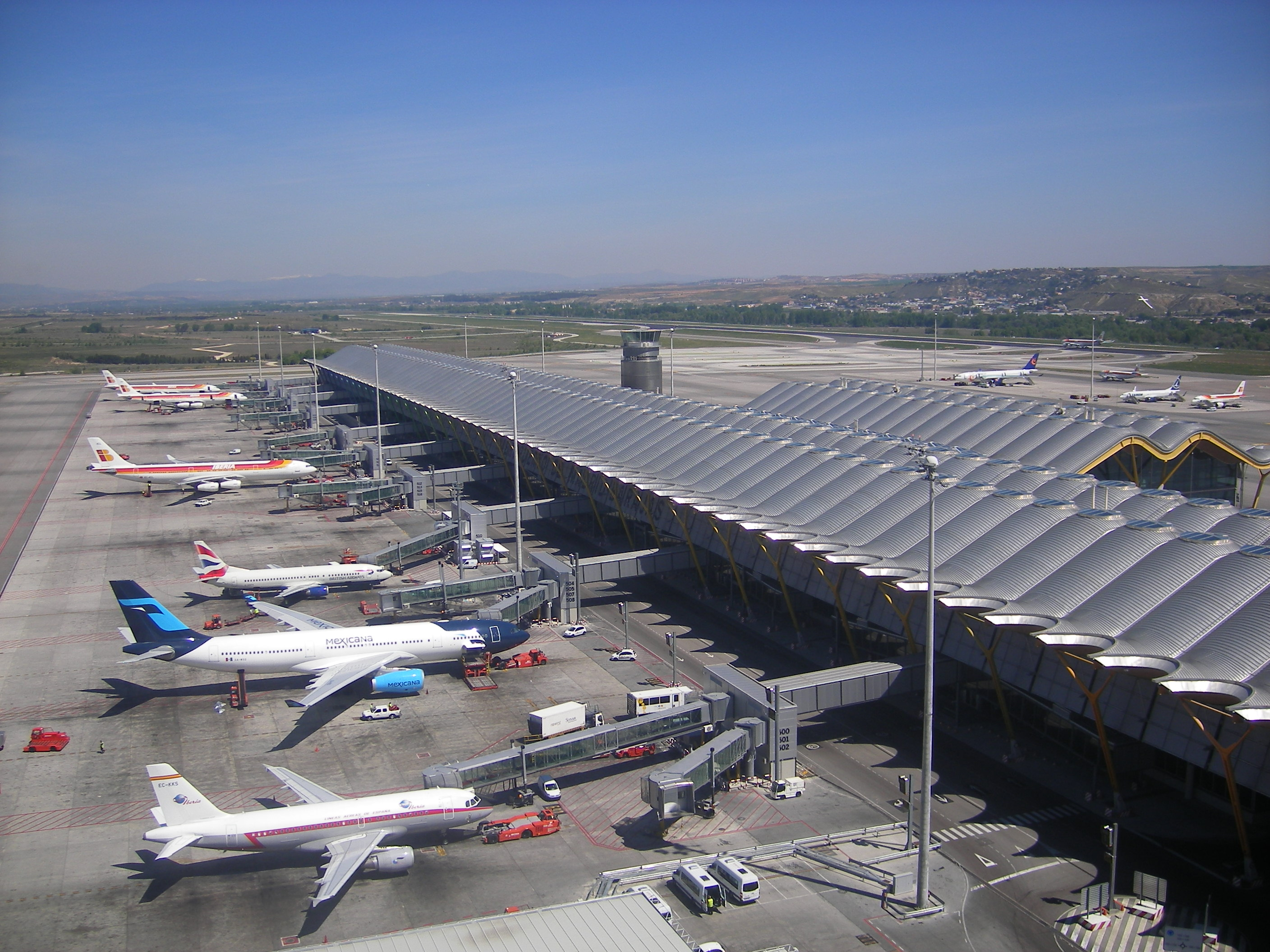
Aeroporto de Madrid-Barajas, 2006 (Richard Rogers)

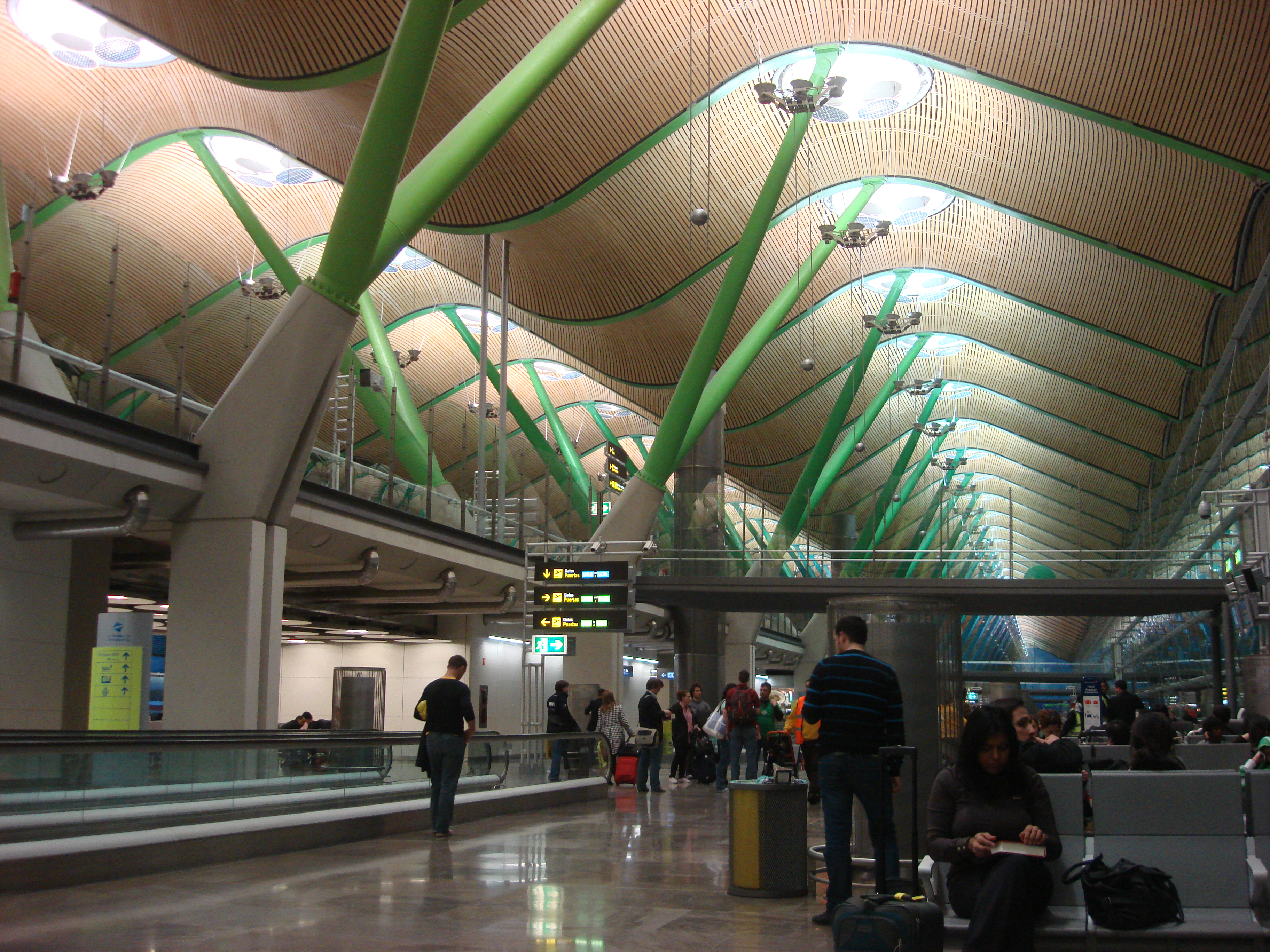
Aeroporto de Madrid-Barajas, terminal 4

- Kisho Kurokawa: Torre da Cápsula Nakagin em Tóquio, 1972
- Herman Hertzberger: Edifício de escritórios Centraal Beheer em Apeldoorn, 1972 (participação, dentro) / Diagoon, oito casas experimentais em Delft, 1971 (participação)
- Moshe Safdie: Conjunto habitacional Habitat '67, Exposição Mundial em Montreal, 1967 / Monumento às Crianças Yad Vashem em Jerusalém, 2005
- Giancarlo De Carlo: Alojamento estudantil Collegio del Colle Urbino, 1966
- Stefan Wewerka: Novo distrito urbano de Ruhwald em Berlim, projeto 1965
- Candilis Josic & Woods: Universidade Livre de Berlim, 1963–73
- Atelier 5: conjunto habitacional Halen perto de Berna, 1961
- Kenzo Tange: Plano da Baía de Tóquio, projeto 1960 / Câmara de Cultura Yamanashi em Kofu, 1967
- Aldo van Eyck: Orfanato em Amsterdã, 1960 / Centro Europeu de Pesquisa e Tecnologia Espacial Estec, restaurante-biblioteca-sala de conferências em Noordwijk, 1989
- Louis Kahn: Centro Comunitário Judaico em Trenton, projeto 1954 / Instituto Salk em La Jolla Califórnia, 1965 / Museu de Arte Kimbell em Fort Worth, 1972
- Alison e Peter Smithson: Conjunto habitacional Golden Lane em Londres, projeto 1952 / Esquema de planejamento urbano 1953: Hierarquia de associação "casa-rua-distrito-cidade"
- Van den Broek & Bakema, Stokla: Novos distritos de Rotterdam: projeto Pendrecht 1949 / projetos Alexanderpolder 1953 e 1956
- Le Corbusier: Desenho em perspectiva do novo bairro da cidade Fort l'Empereur em Argel, projeto 1934 (participação) / Casa de fim de semana perto de Paris, 1935 / Centro Le Corbusier em Zurique, 1967

## Unidades de estrutura – uma característica da arquitetura estruturalista
Uma característica da arquitetura e do urbanismo estruturalista é a configuração com unidades de estrutura e grade, em diferentes variações. No livro Estruturalismo na Arquitetura e Urbanismo os edifícios e projetos são publicados com os seguintes títulos:
- 1. Estruturas formadas por unidades construtivas
- 2. Estruturas formadas por construindo grupos
- 3. Estruturas formadas por unidades estruturais
- 4. Estruturas formadas por unidades de comunicação (unidades verticais, unidades horizontais)
- 5. Outras estruturas (sem grade)

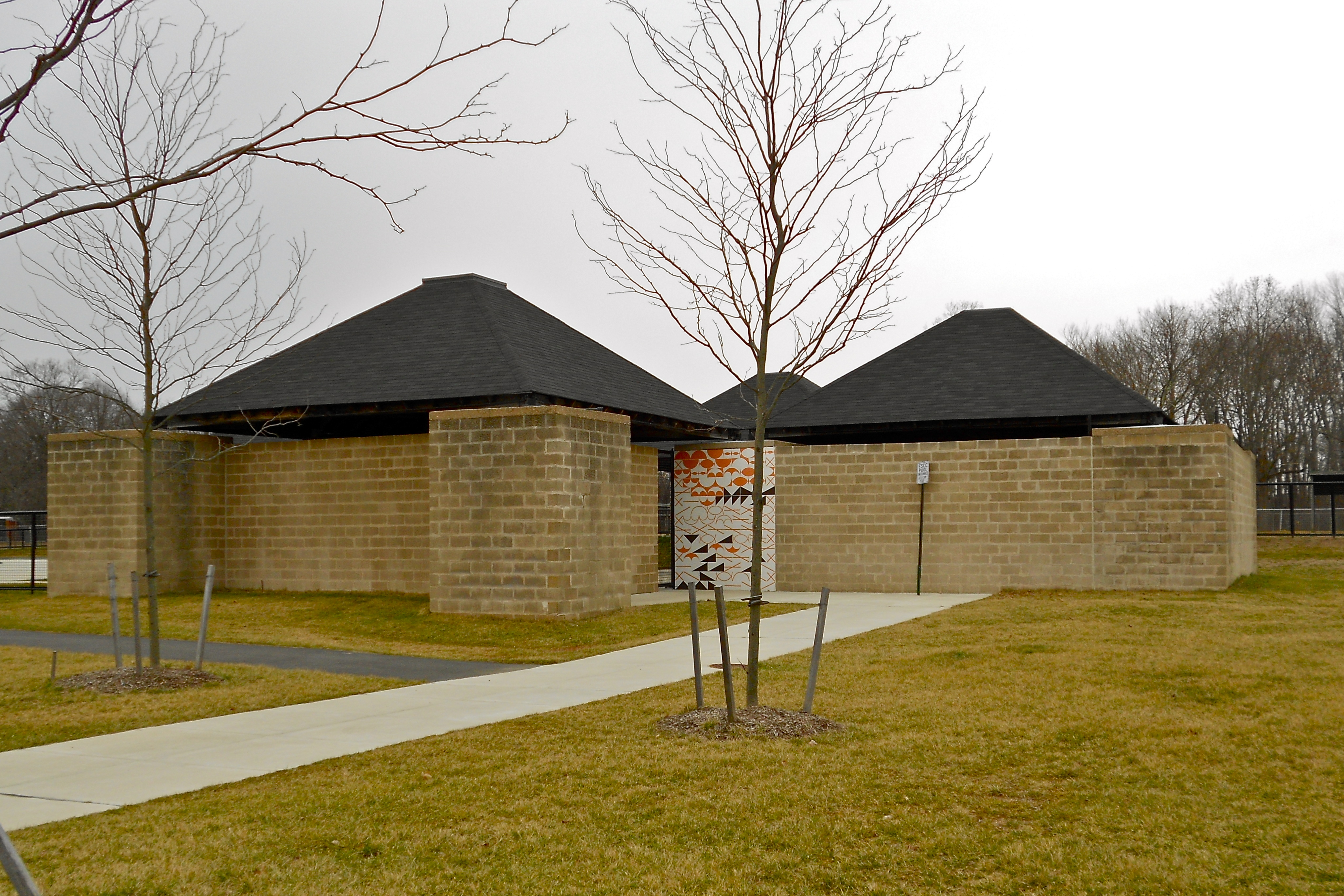
1 – Trenton Bath House, em Ewing Township NJ, parte de um plano maior, 1955 (Louis Kahn)
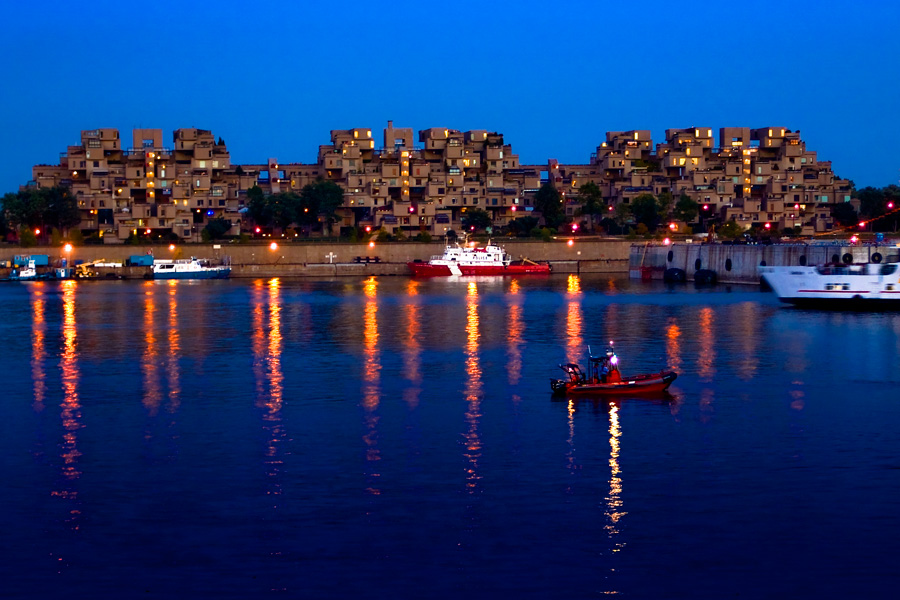
2 – Habitat 67 em Montreal, 1967 (Moshe Safdie)
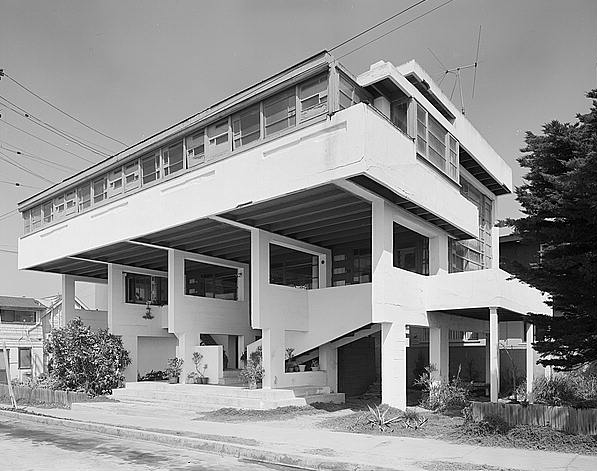
3 – Lovell Beach House em Newport Beach, 1926 (Rudolph Schindler)
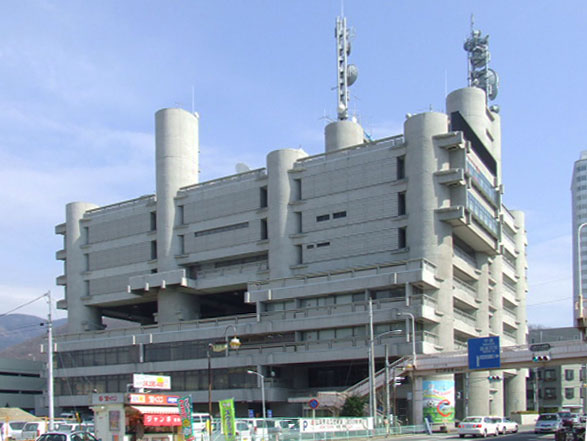
4a – Câmara de Cultura Yamanashi em Kofu, 1967 (Kenzo Tange)
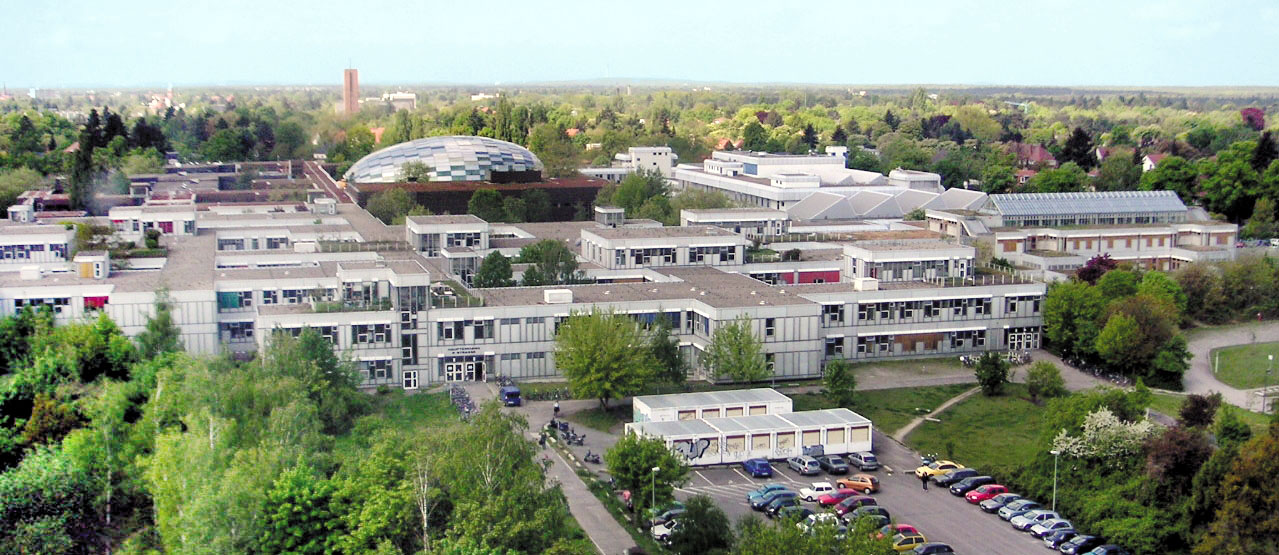
4b – FU Berlim 1963-1973 (Candilis Josic Woods)
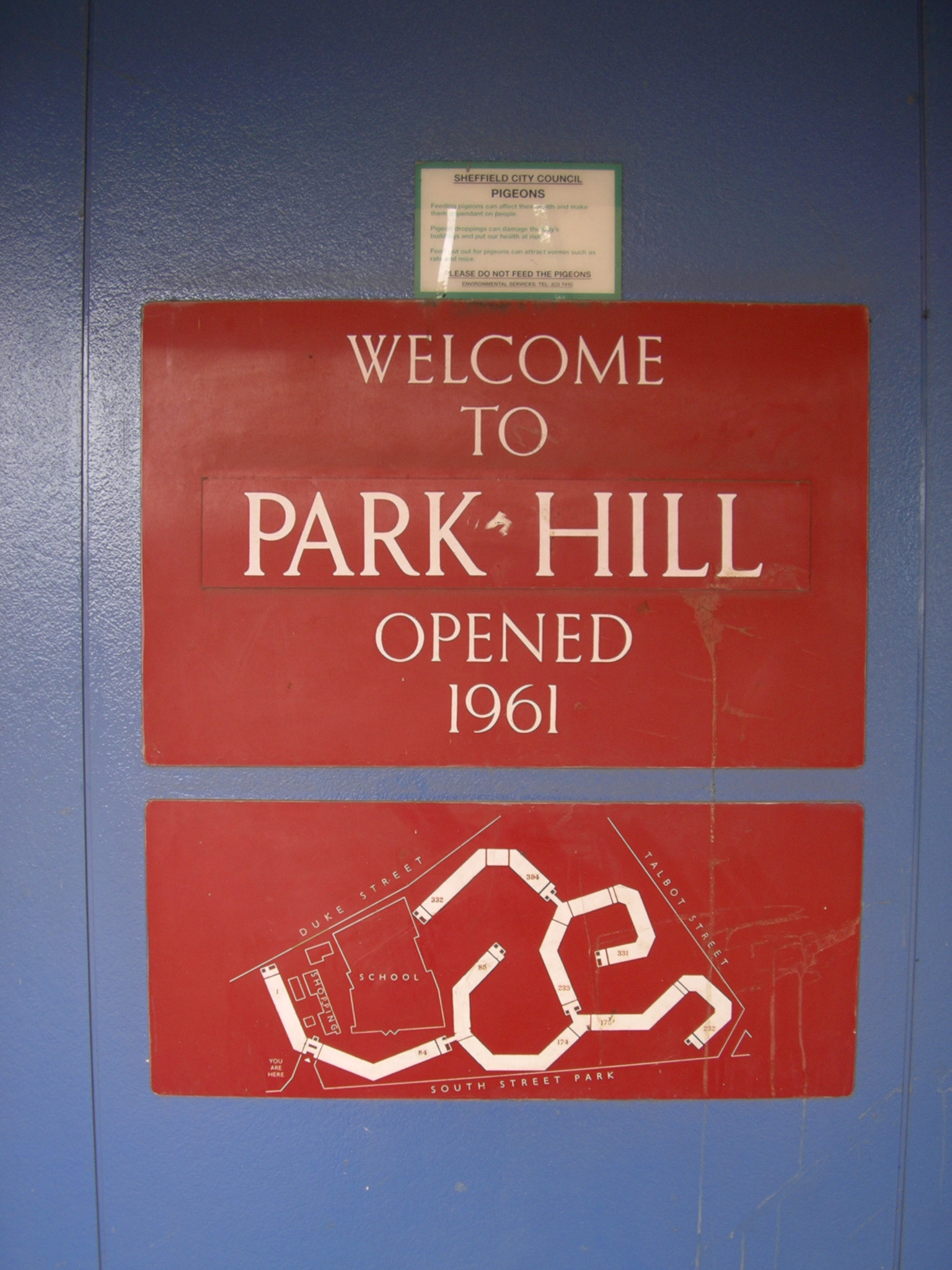
5 – Park Hill em Sheffield, 1961 (Lynn Smith Womersley)

## Diferentes tipos de estruturas

### Estética do número
O termo "estética do número" é introduzido por Aldo van Eyck na revista de arquitetura Forum 7/1959. Em seu artigo van Eyck mostrou duas obras de arte: uma pintura estruturalista do artista contemporâneo Richard Paul Lohse e um tecido Kuba (tecido Bakuba) de um artista africano da cultura "primitiva". A combinação destas duas culturas tem um significado simbólico no movimento estruturalista. A aparência externa desta arquitetura é imutável.

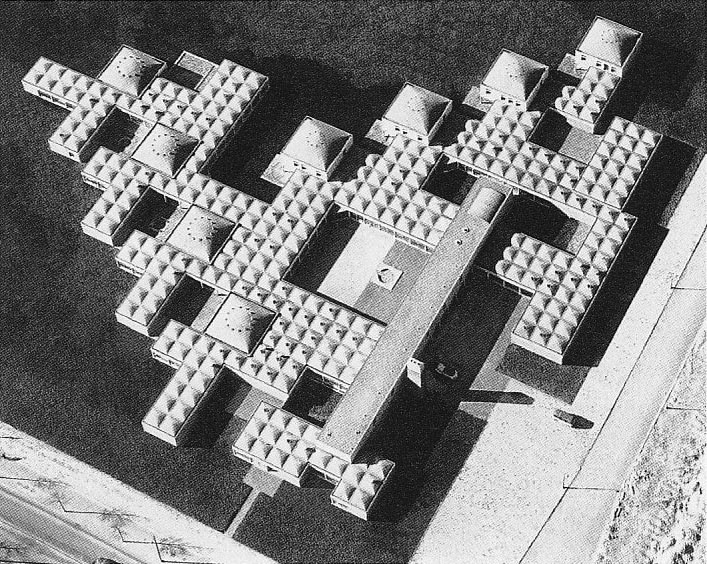
Orfanato Municipal de Amsterdã, "Estética do Número", 1960 (Aldo van Eyck)
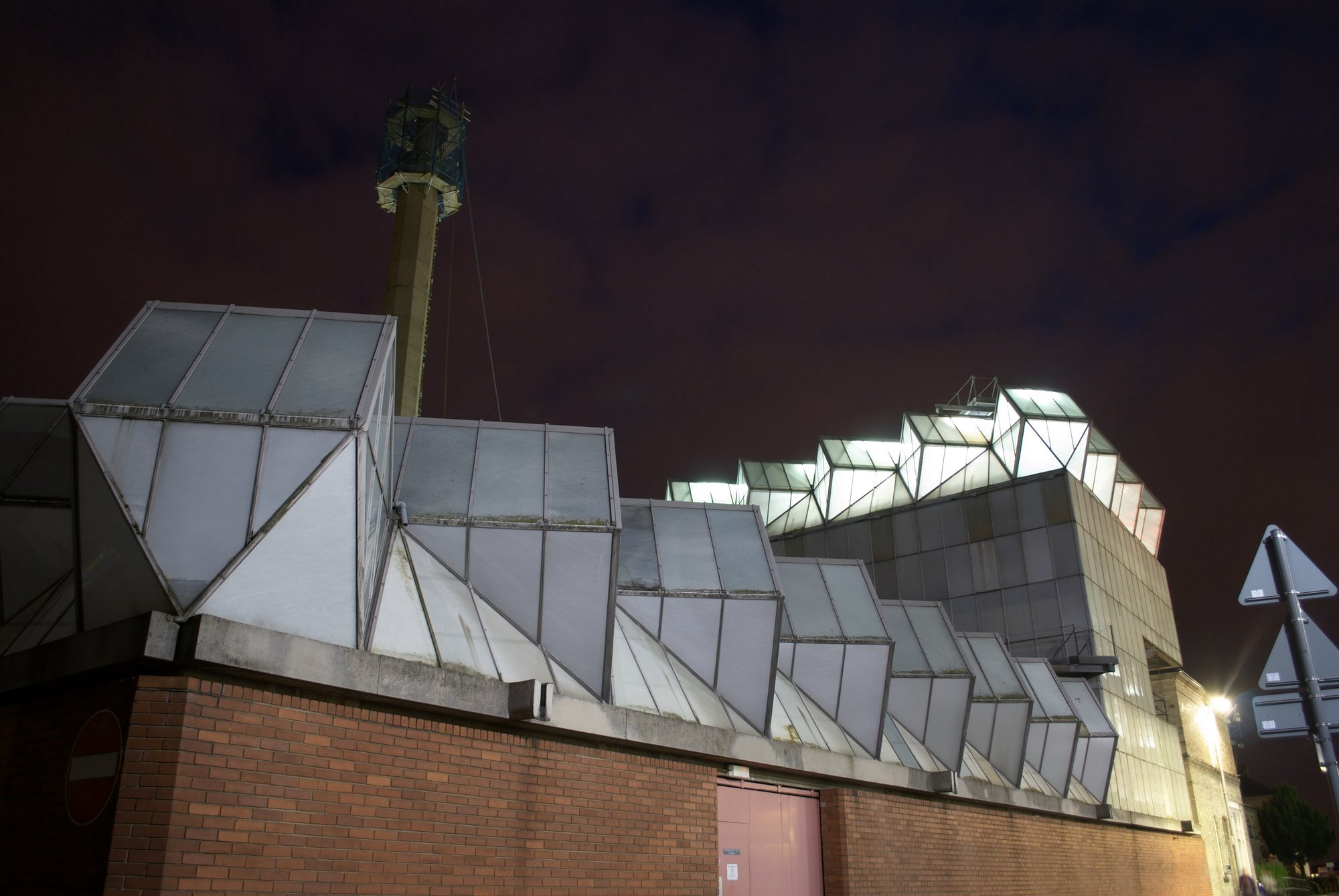
Edifício de Engenharia da Universidade de Leicester, 1959–1963 (Stirling-Gowan)
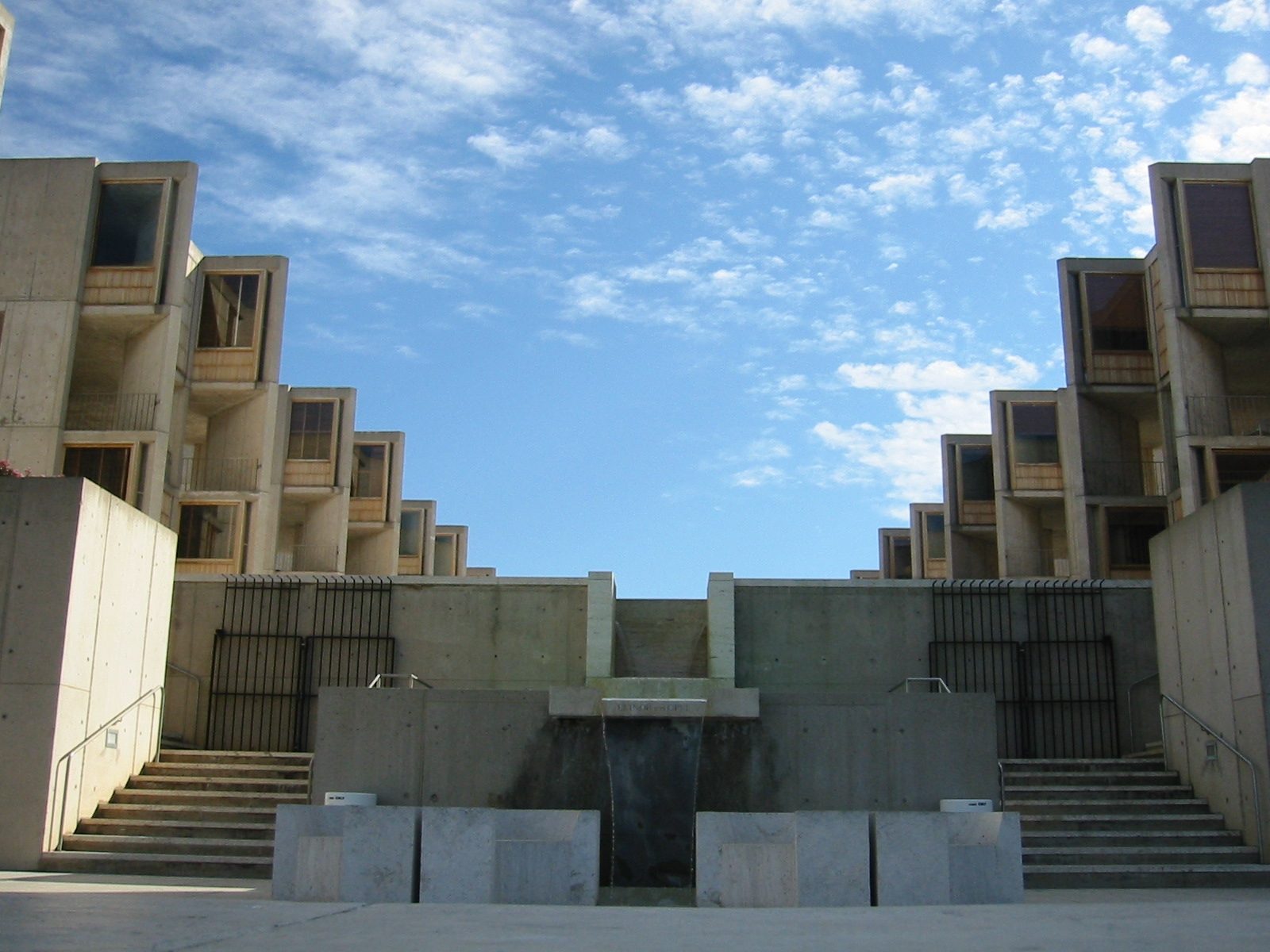
Instituto Salk em La Jolla, Califórnia, 1965 (Louis Kahn)
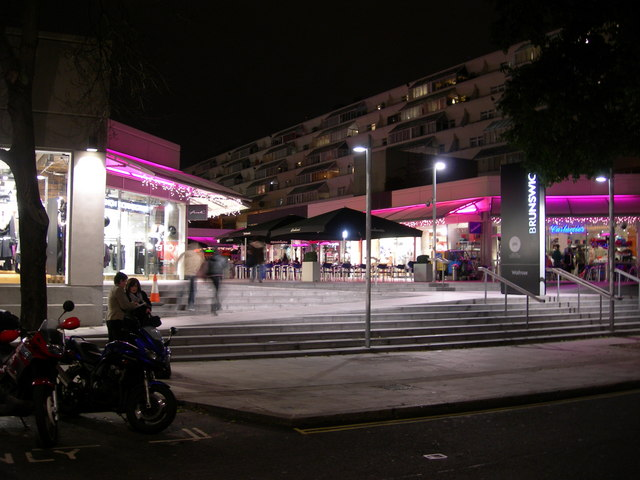
Brunswick Centre Bloomsbury Londres, 1972 (Patrick Hodgkinson)
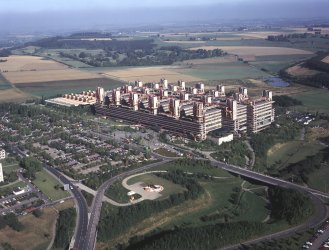
Klinikum Aachen, 1971–1985
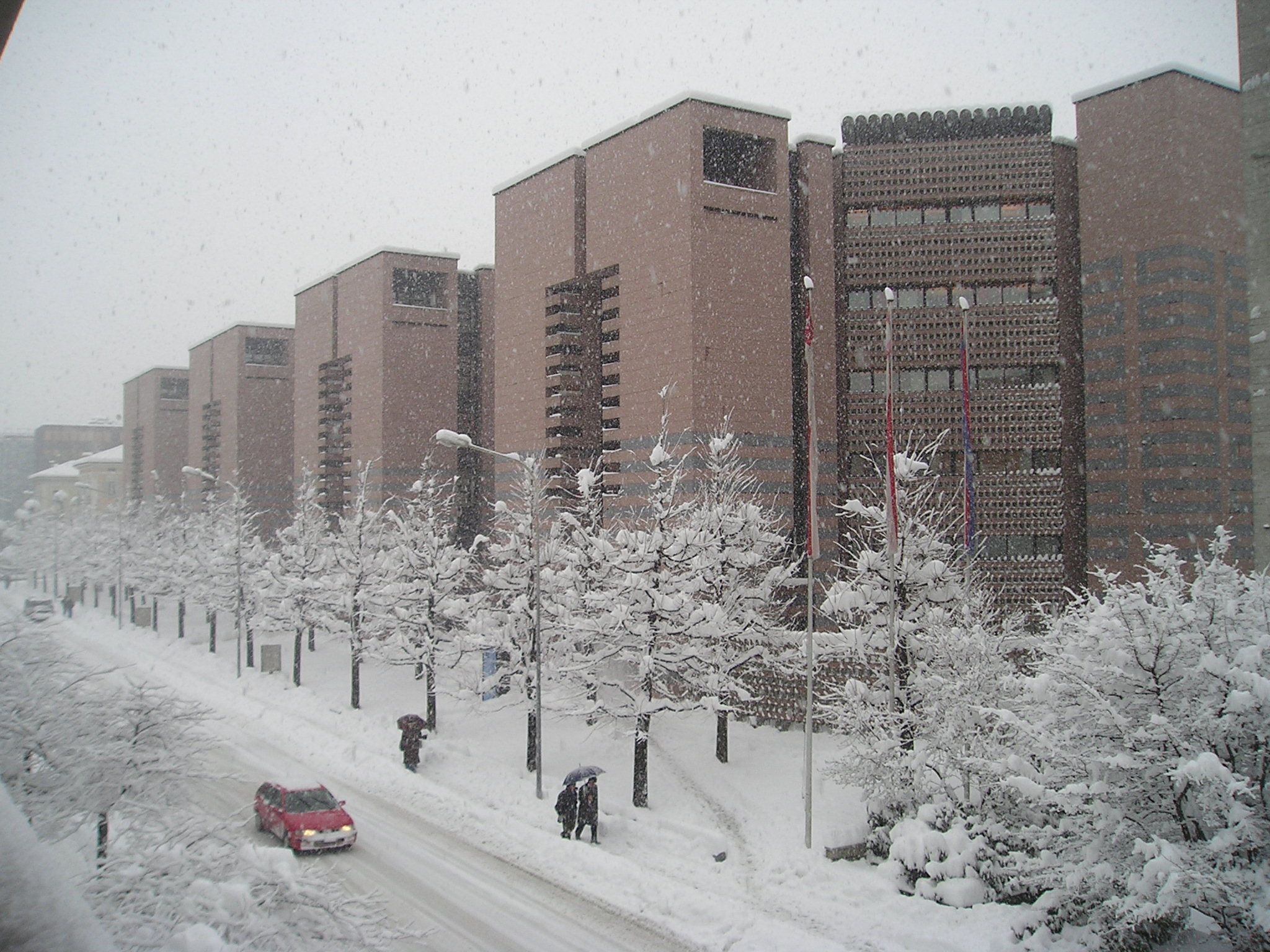
Prédio de escritórios Banca del Gottardo em Lugano, 1987 (Mario Botta)
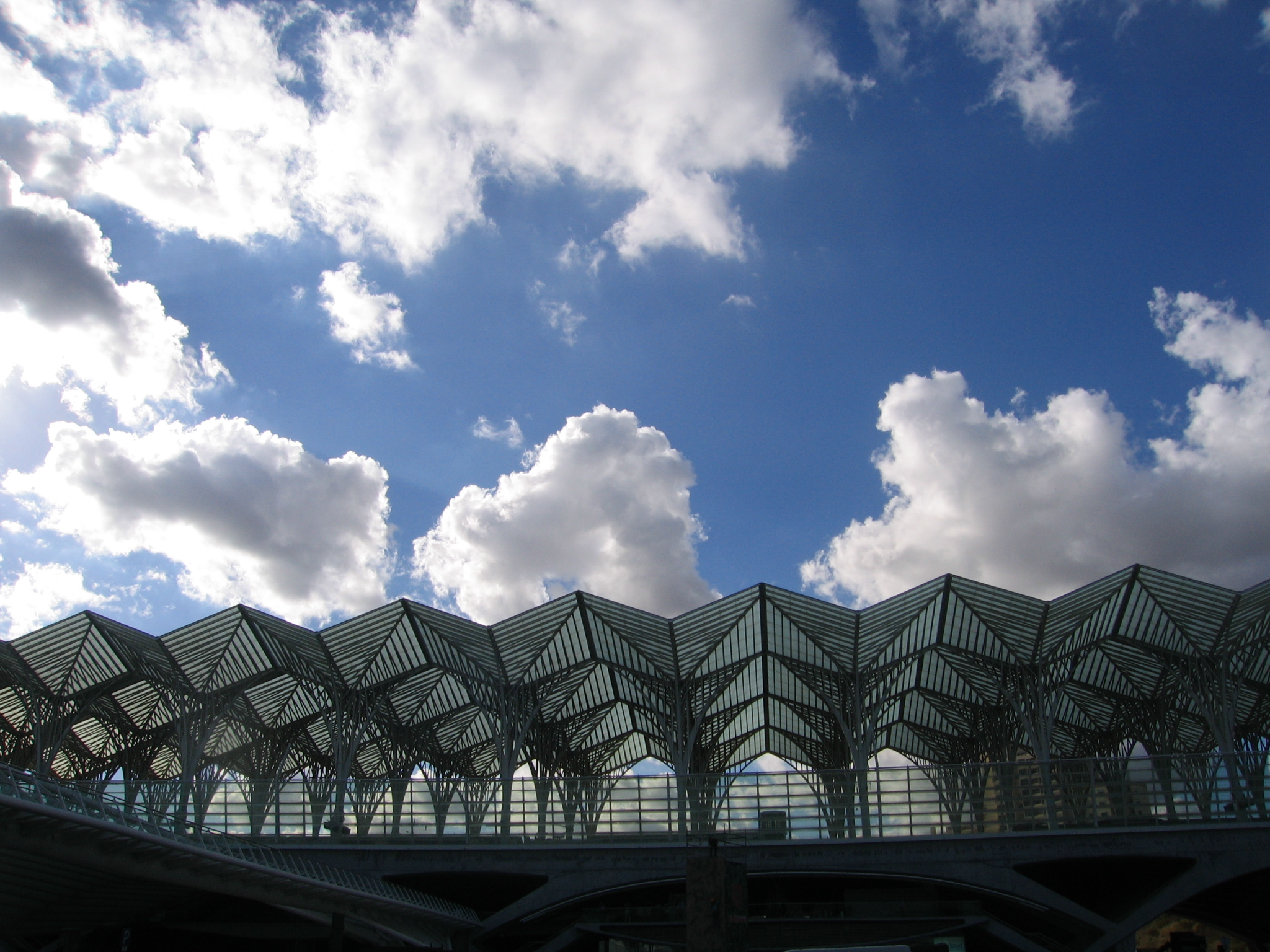
Gare do Oriente, Estação de Lisboa, 1998 (Santiago Calatrava)
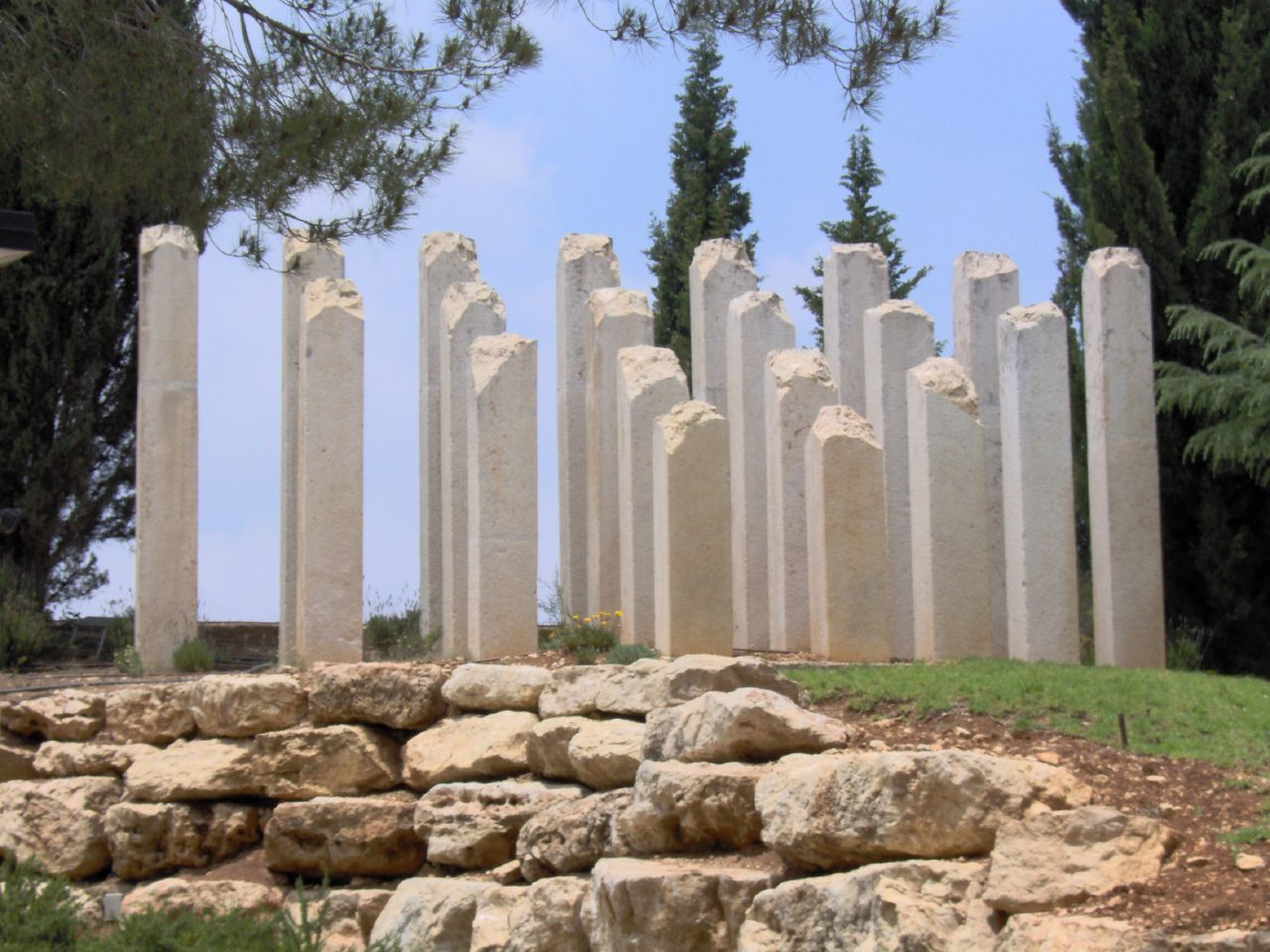
Monumento das Crianças Yad Vashem Jerusalém, 2005 (Moshe Safdie)
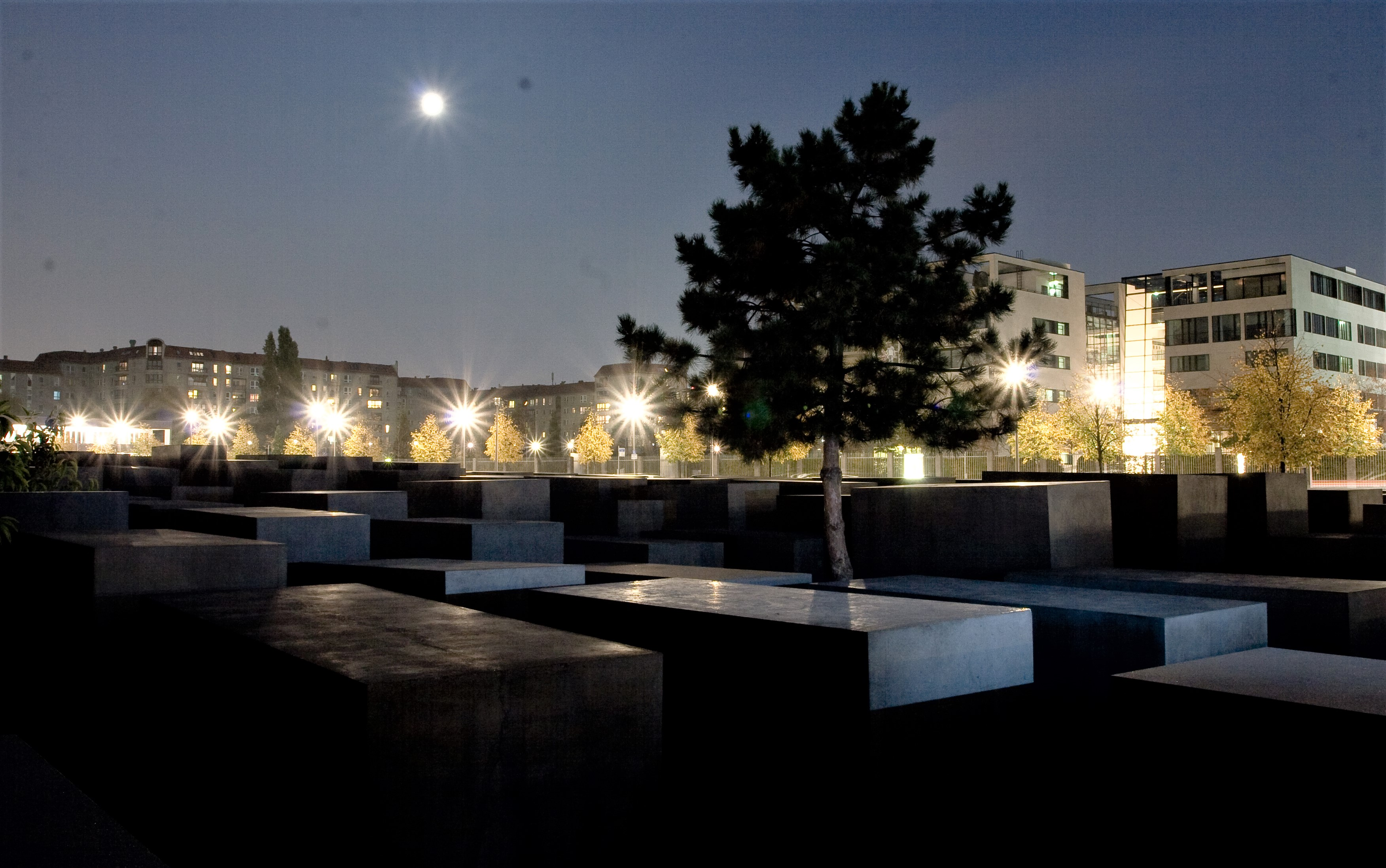
Memorial em Berlim, 2005 (Peter Eisenman)

### Estrutura e preenchimento – abordagem de dois componentes – participação
Na década de 1960, os estruturalistas holandeses criticaram a estreiteza do princípio funcional "A forma segue a função". Nas cidades históricas encontraram soluções para um princípio de forma mais relevante: uma arquitetura interpretável, adaptável e expansível (ver abaixo “Cidades históricas – Reciprocidade de forma”). Na revista Fórum desenvolveram ideias sobre "Forma polivalente e interpretações individuais", "Reciprocidade de forma", "Estrutura e preenchimento" e "Participação". Herman Hertzberger também usou os termos "Arquitetura como meio produto" e "Estruturas abertas".
O iniciador da participação na arquitetura, como parte do movimento estruturalista, foi John Habraken. Em 1961 publicou o livro “Apoios: Uma Alternativa à Habitação em Massa” em diferentes idiomas. No século 21, o arquiteto Alejandro Aravena do Chile está trabalhando com princípios semelhantes de participação. Em relação aos seus projetos de habitação social, Aravena fala sobre “Processo de desenho participativo”, “Meias casas para participação” e “Habitação incremental”. Embora Aravena tenha recebido o Pritzker-Prize em 2016 por seu trabalho arquitetônico, não há fotos de seus projetos habitacionais na Wikipedia. No lugar das fotos que faltam, há fotos das cidades desta matéria. Ilustrações de seus projetos habitacionais podem ser encontradas no Google (Maps e Images) com os endereços adicionados. Em 2008, para a Trienal de Milão, Alejandro Aravena construiu um protótipo de "Meia-casa" de forma semelhante ao Pavillon de l'Esprit Nouveau em Paris por Le Corbusier em 1925.
Estrutura e preenchimento – unidades de comunicação verticais e horizontais

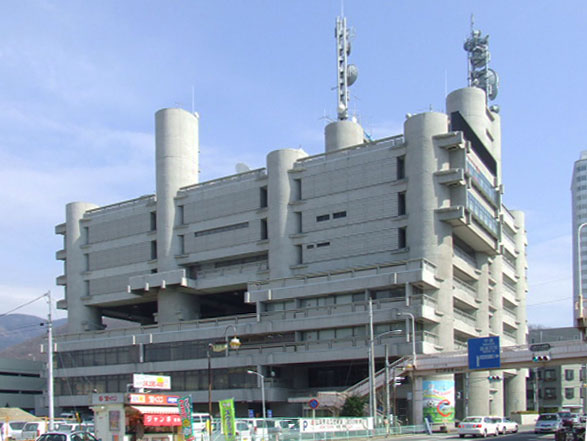
"Interpretável, adaptável e expansível" – Yamanashi em Kofu, 1967 (Kenzo Tange)
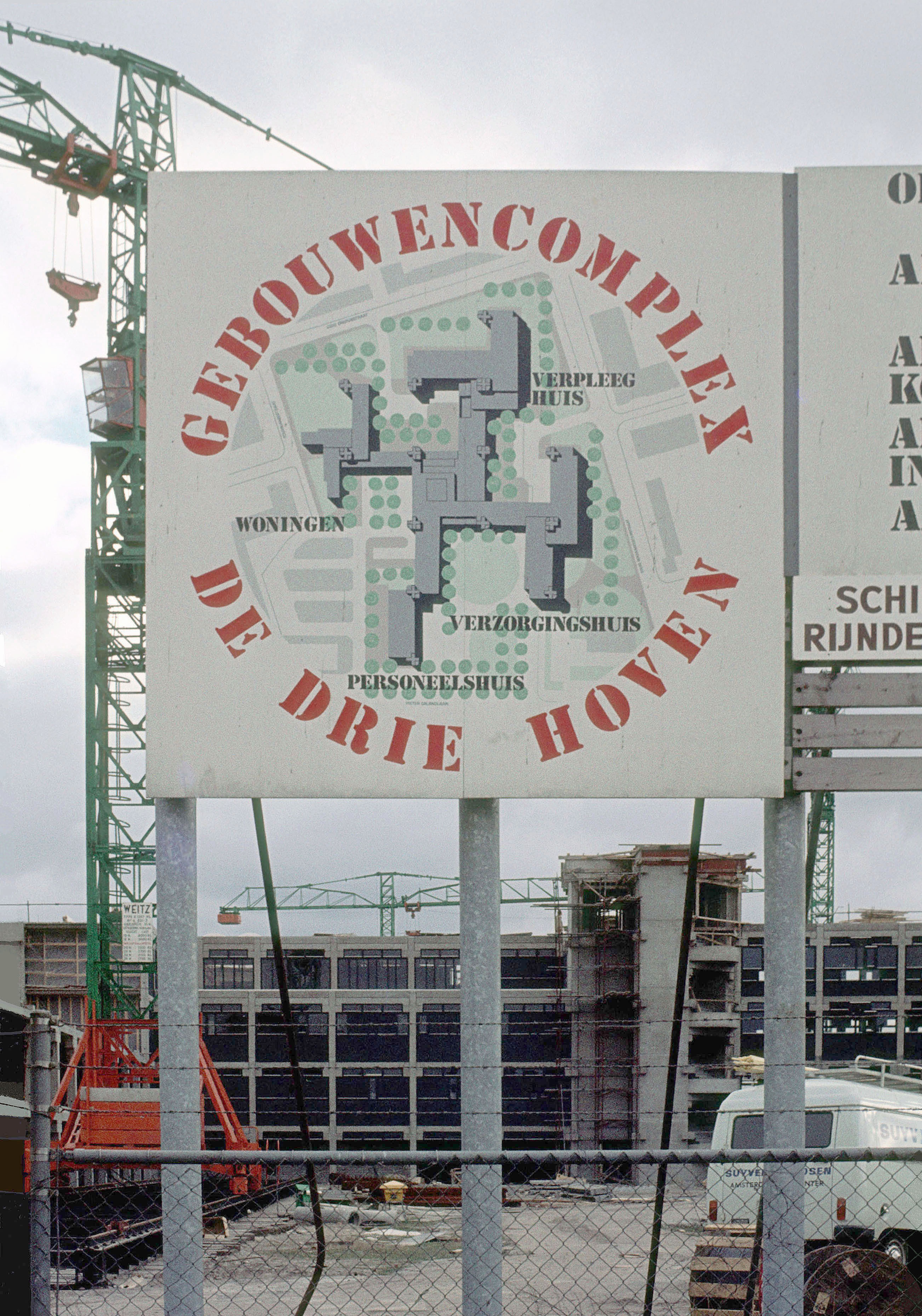
De Drie Hoven para idosos em Amsterdã, 1974 (Herman Hertzberger)
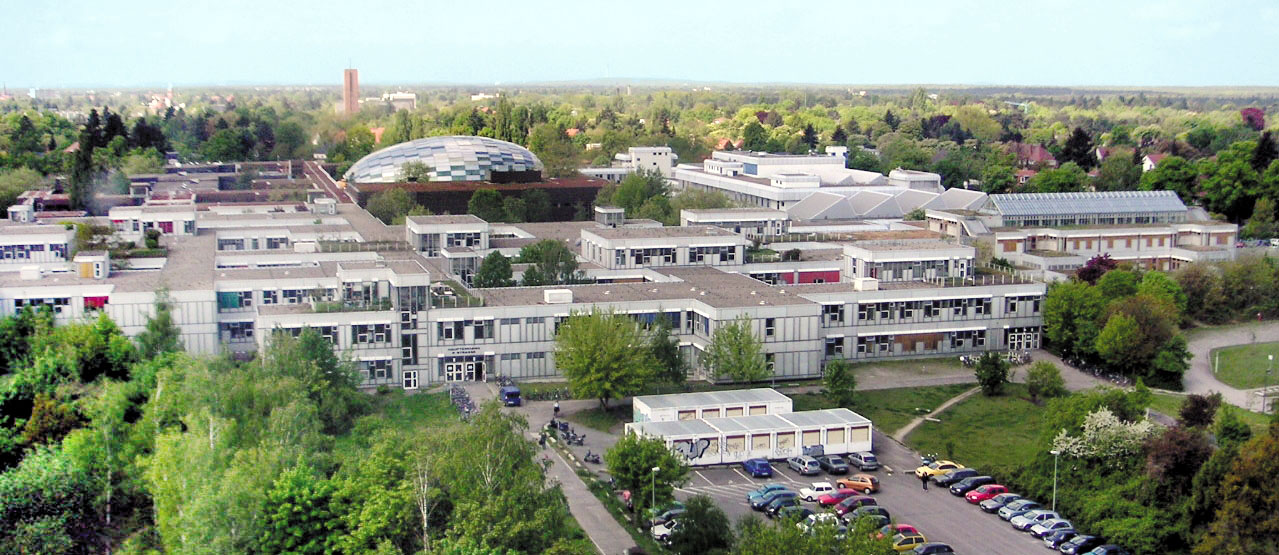
Universidade Livre de Berlim, 1963-1973 (Candilis Josic Woods)
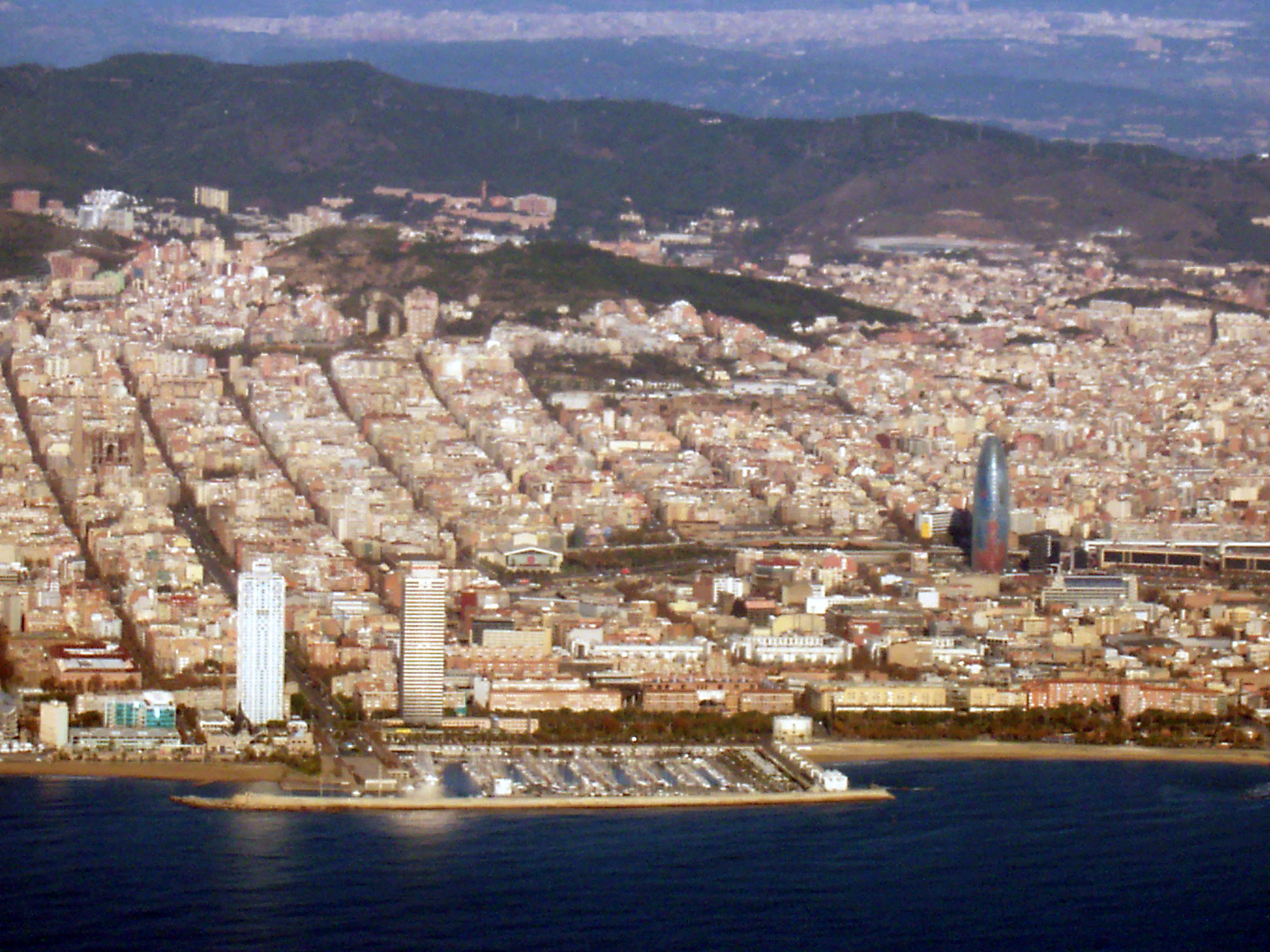
Barcelona, plano urbano do século XIX

Participação em habitação

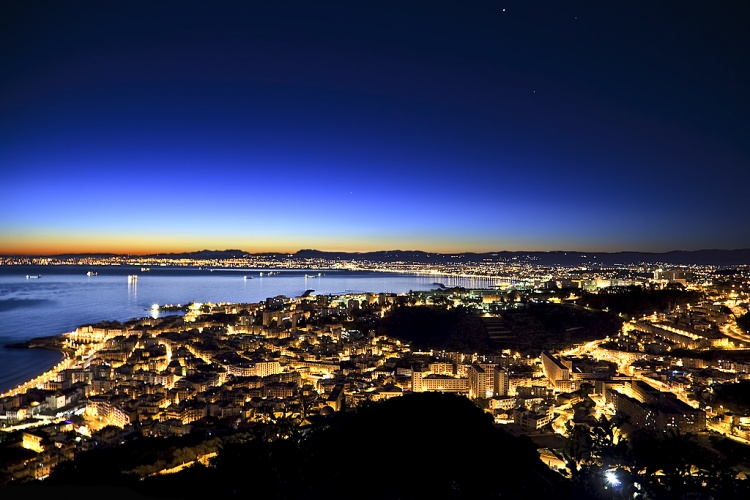
Em 1934, Le Corbusier desenhou o projeto Fort l'Empereur em Argel, para a participação dos residentes
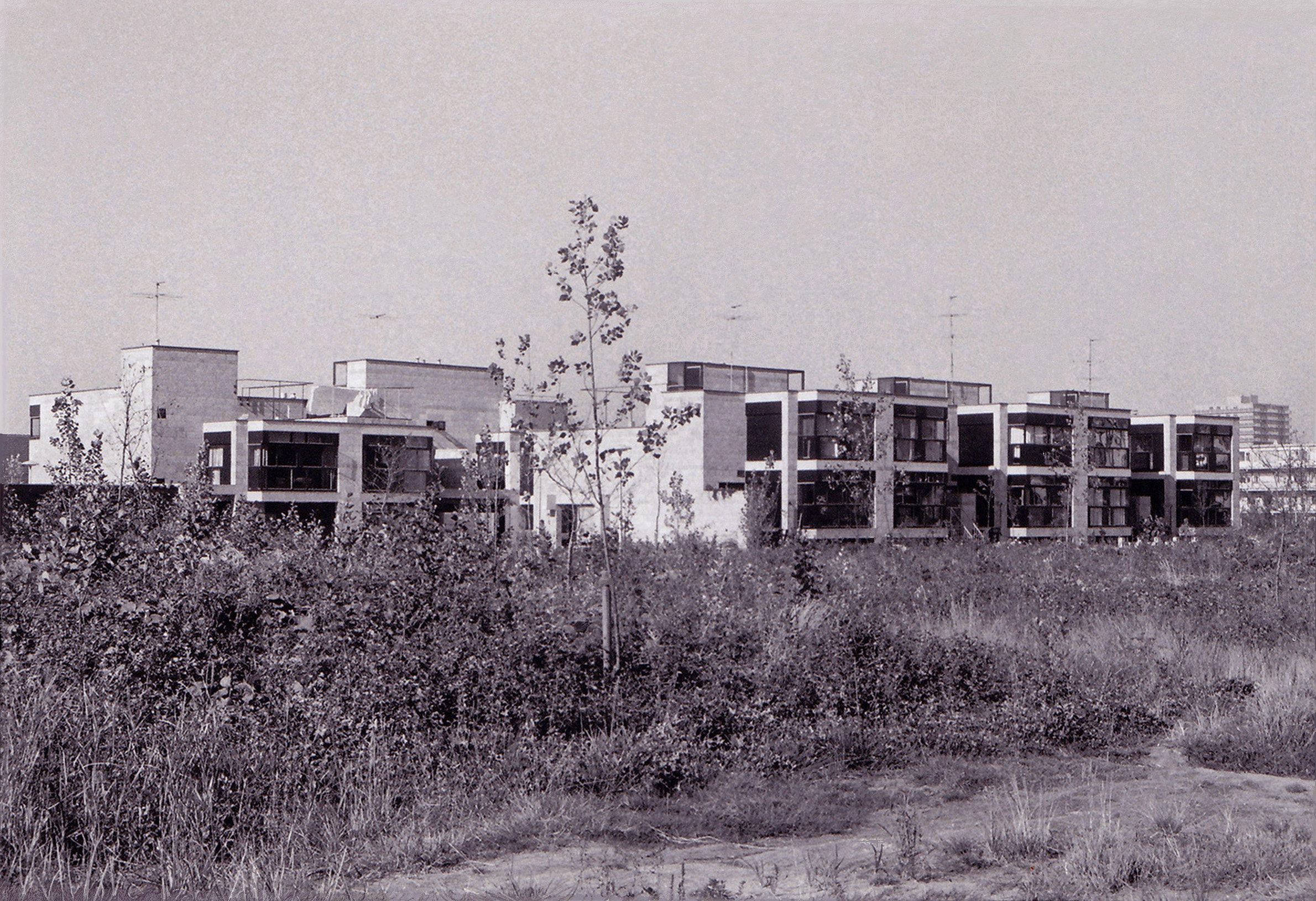
Moradia Diagoon em Delft, 1971 (Herman Hertzberger)
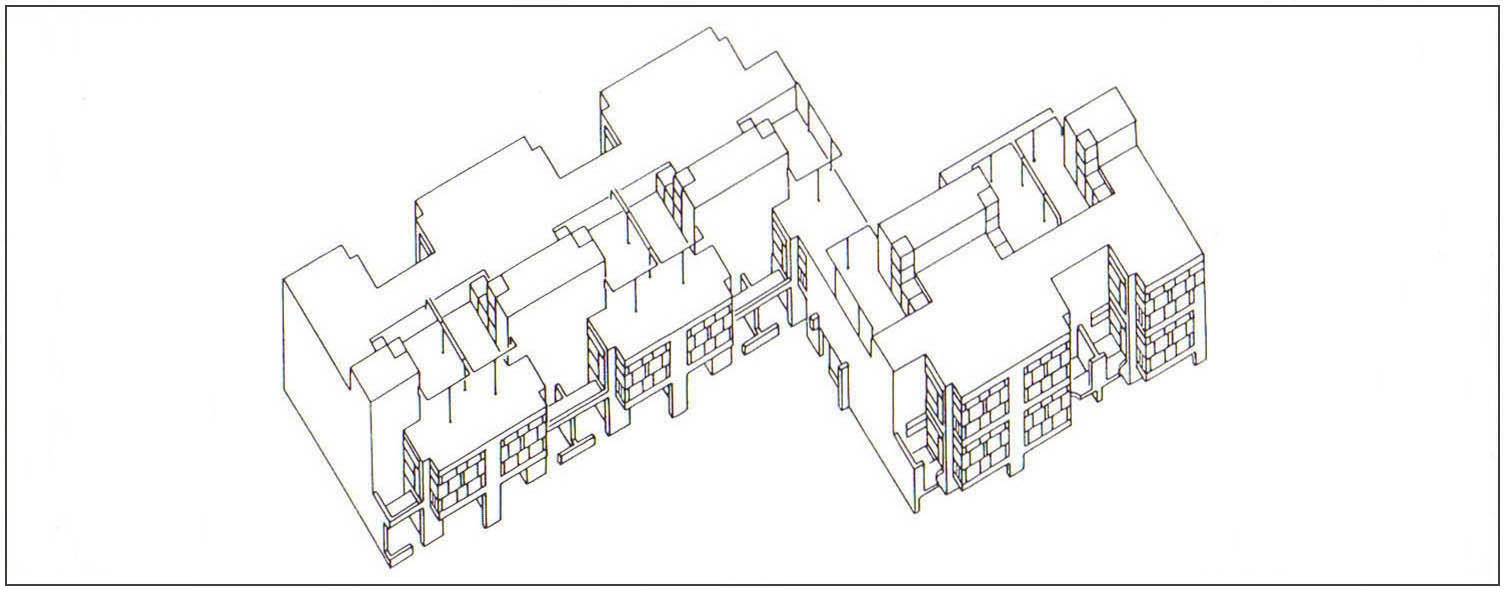
Habitação Diagoon, estrutura básica para participação
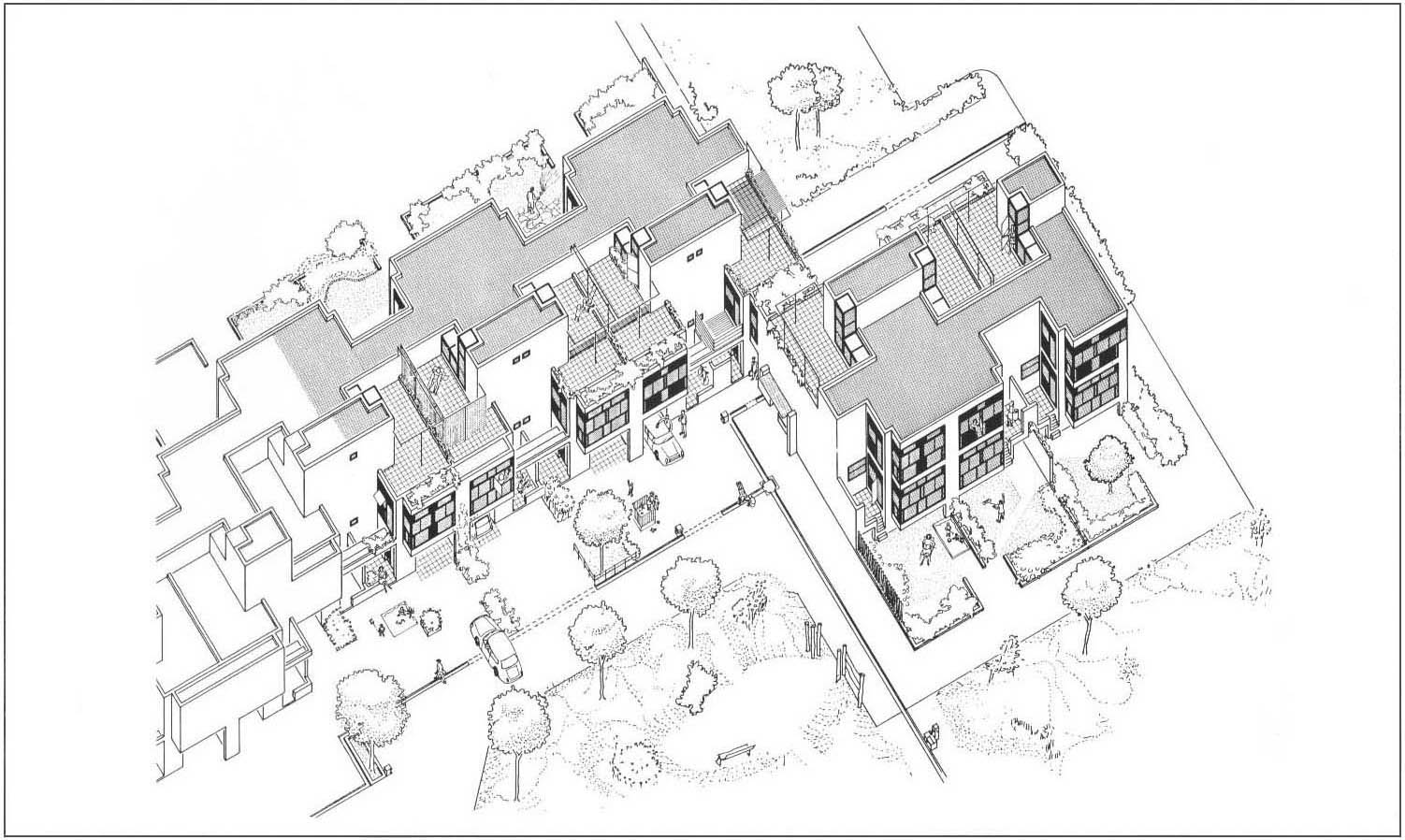
Habitação Diagoon, participação dentro e fora
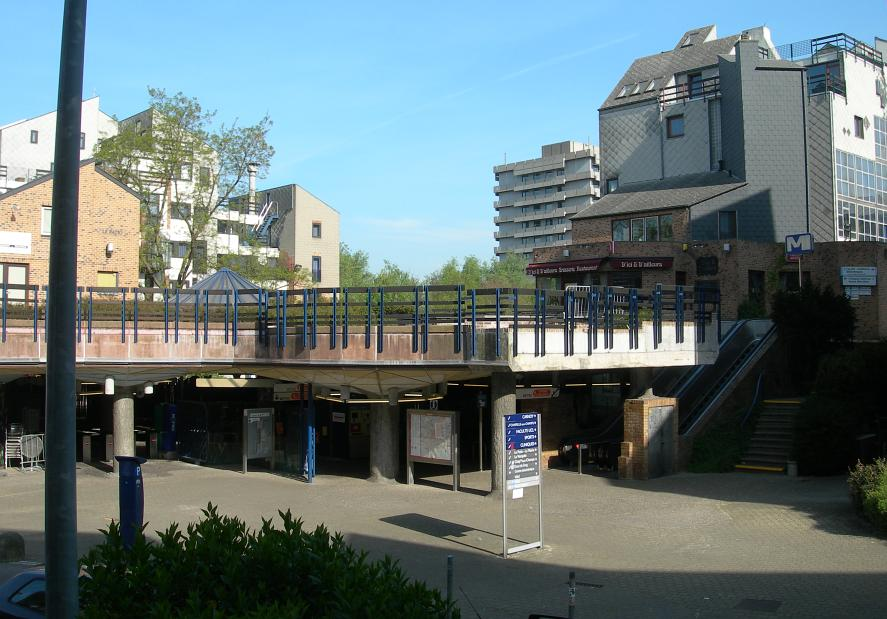
Alojamento da Faculdade de Medicina, Louvain-la-Neuve, perto de Bruxelas, 1976 (Lucien Kroll)
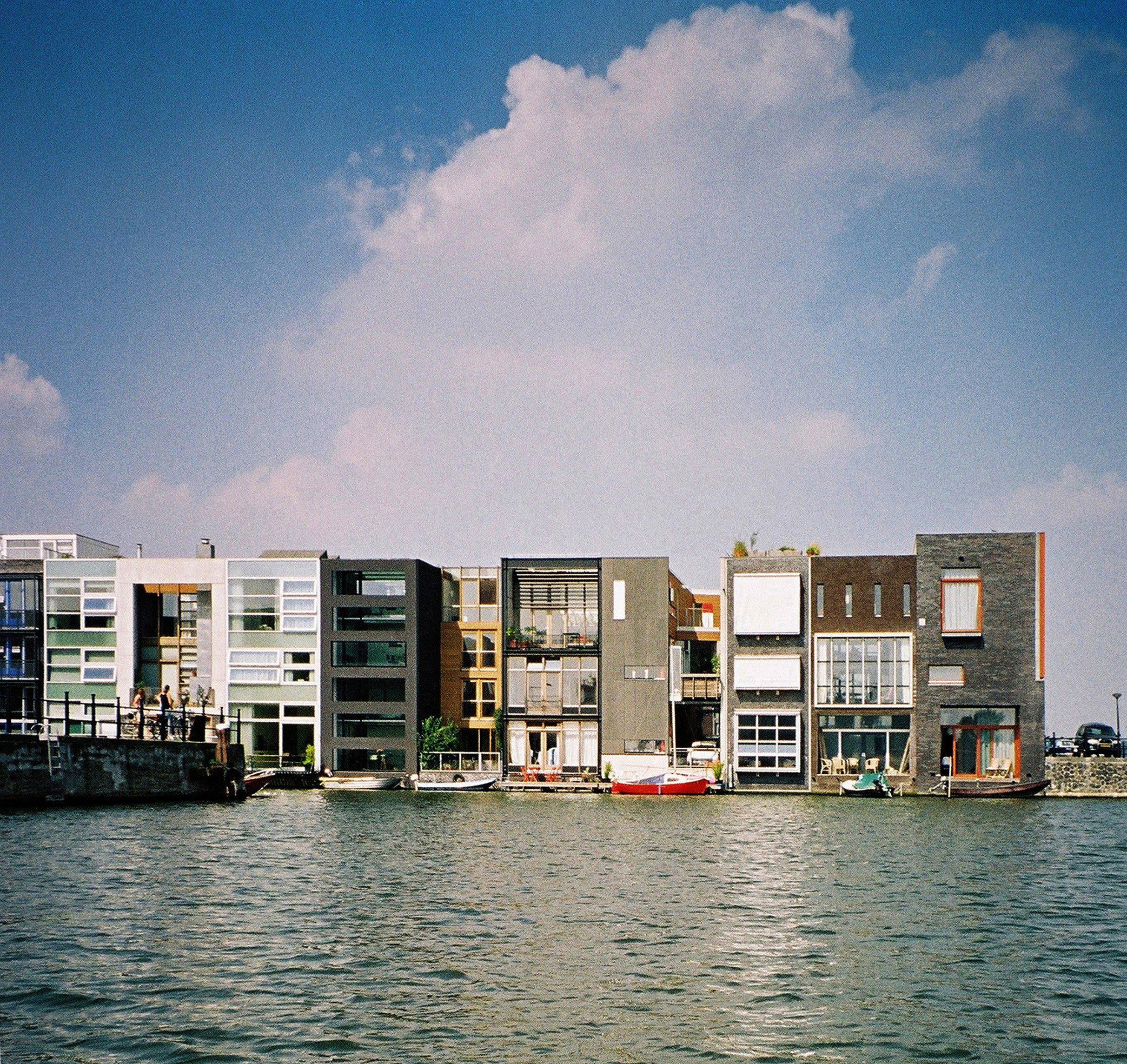
Amsterdam Scheeps- timmermanstraat, estilo cubista, 1997 (Adriaan Geuze, coordenação)
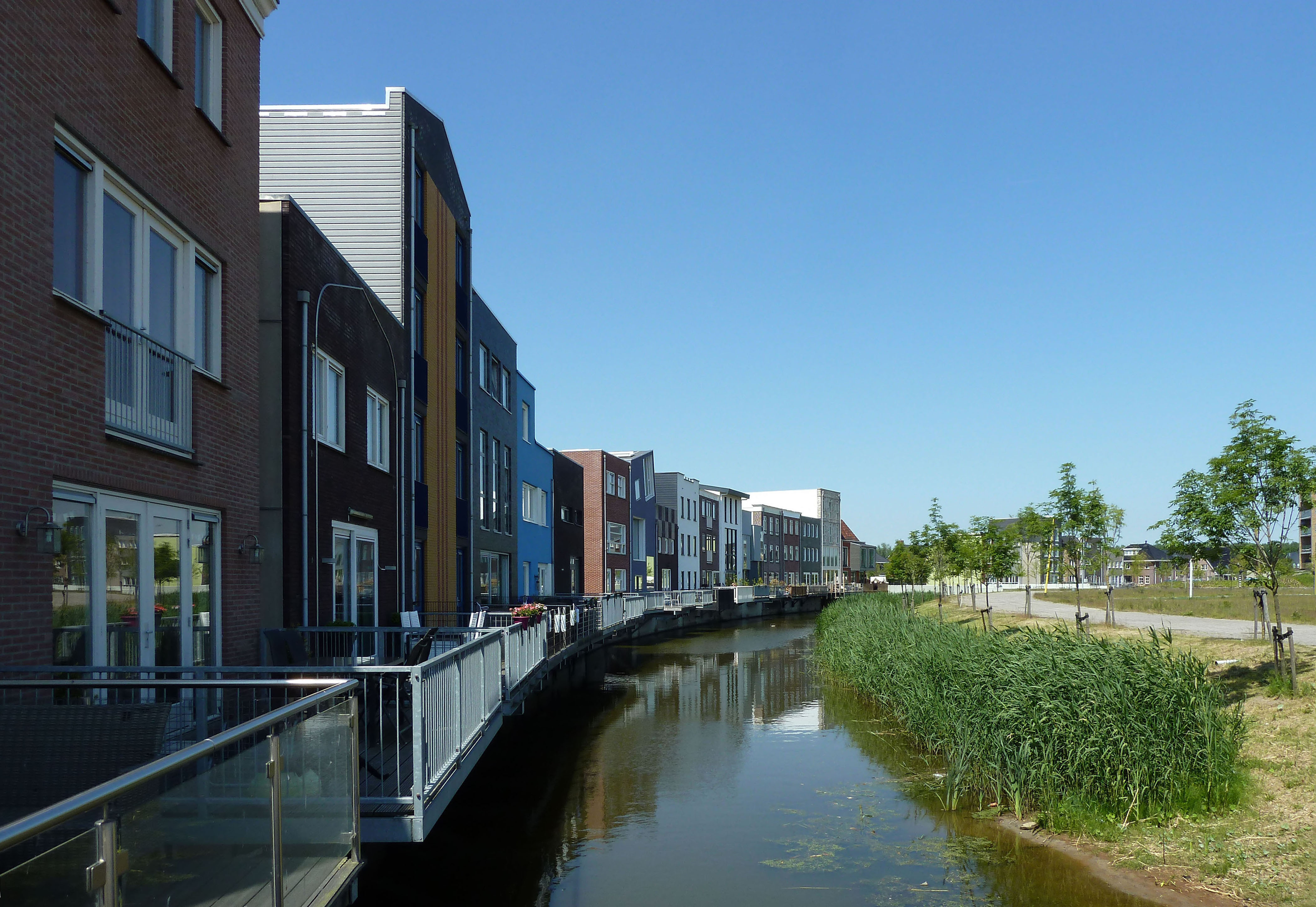
Almere Homerus-kwartier, mistura de estilos, 2012 (OMA, masterplan e coordenação)
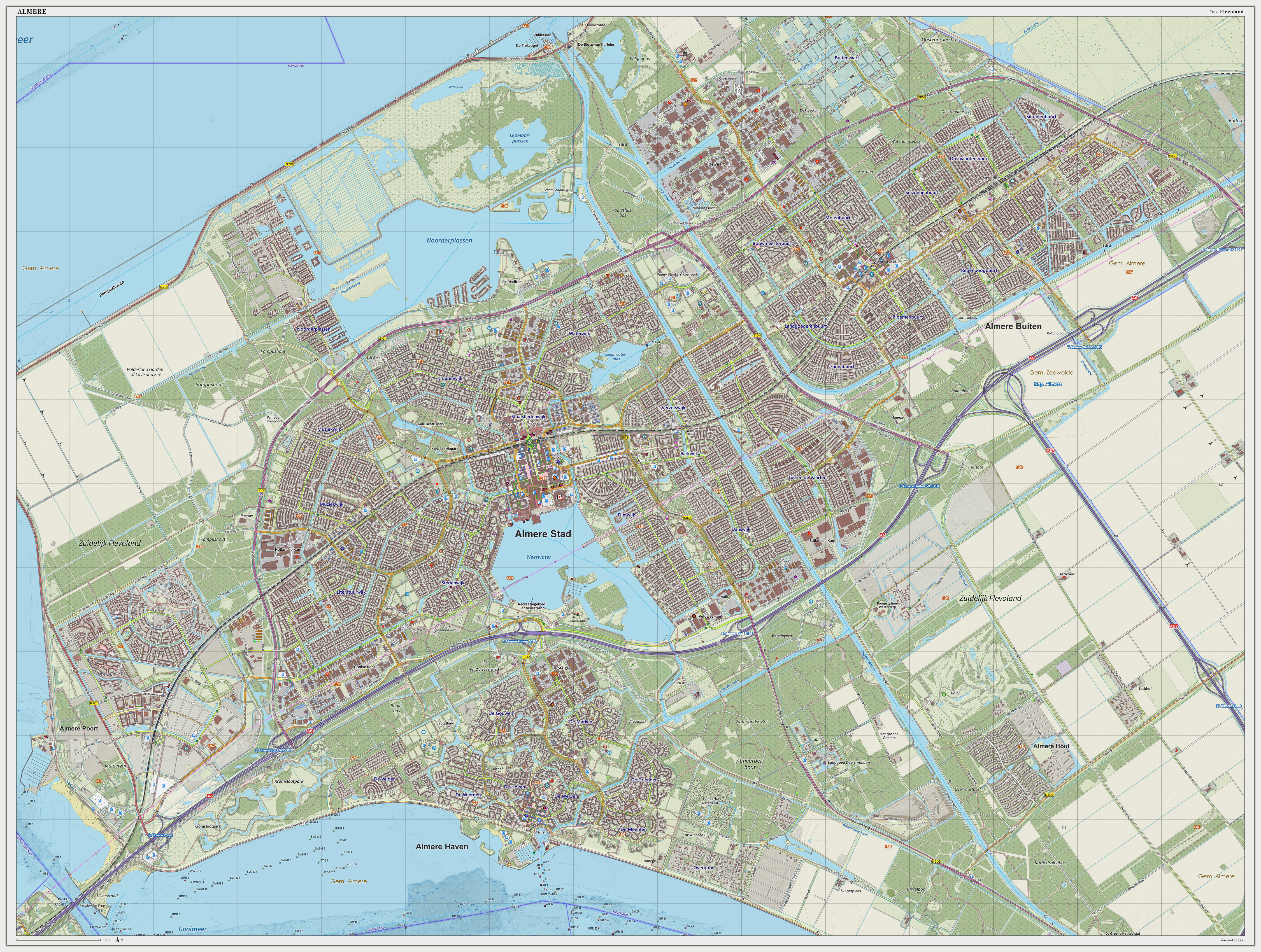
Planta da cidade de Almere, Homeruskwartier (círculo à esquerda)

Participação com "Meias-casas", cinco projetos de habitação social em Chile, México e Itália, realizado por Alejandro Aravena:

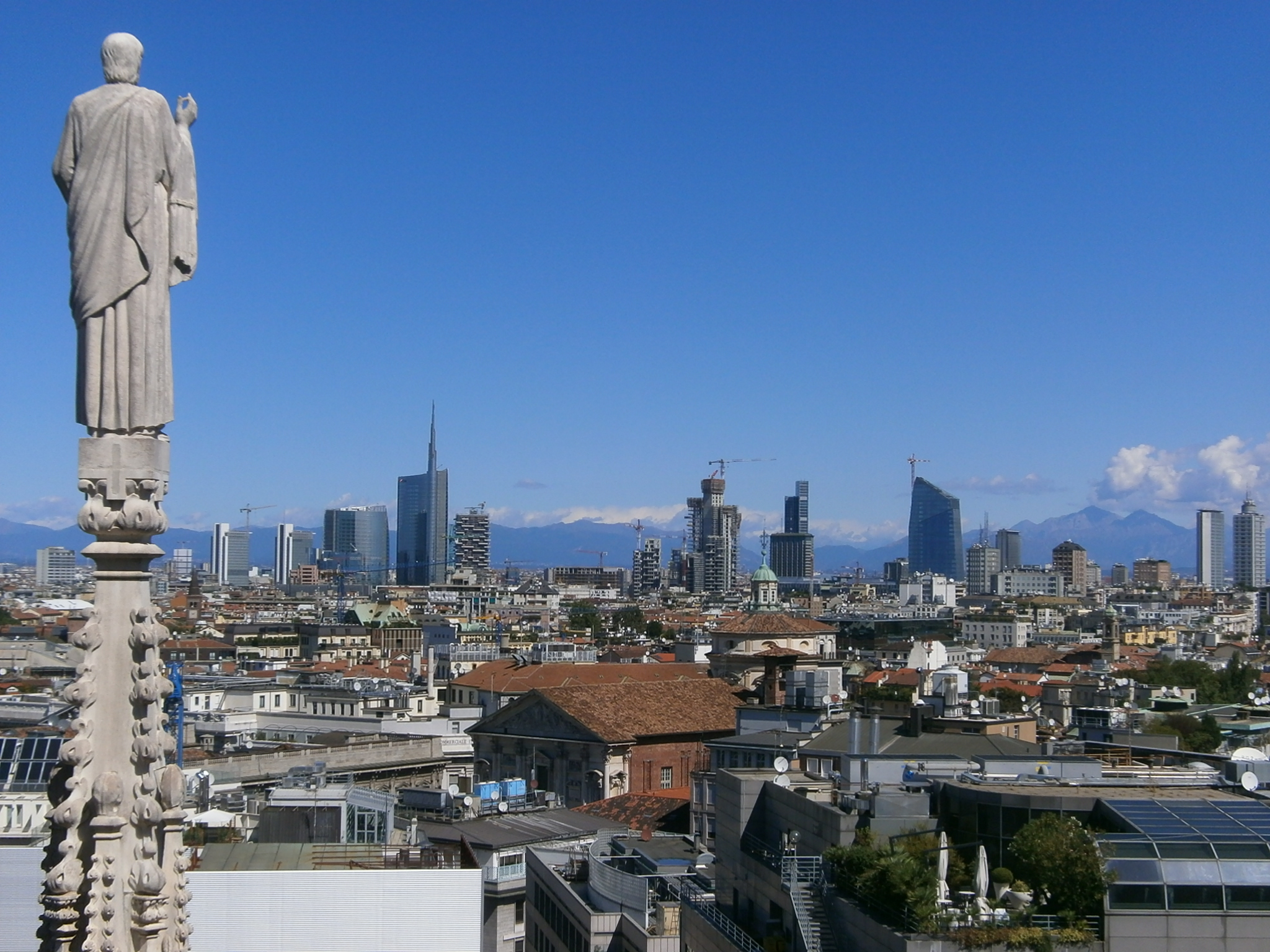
Milão, Trienal, protótipo de uma "Meia-casa", 2008
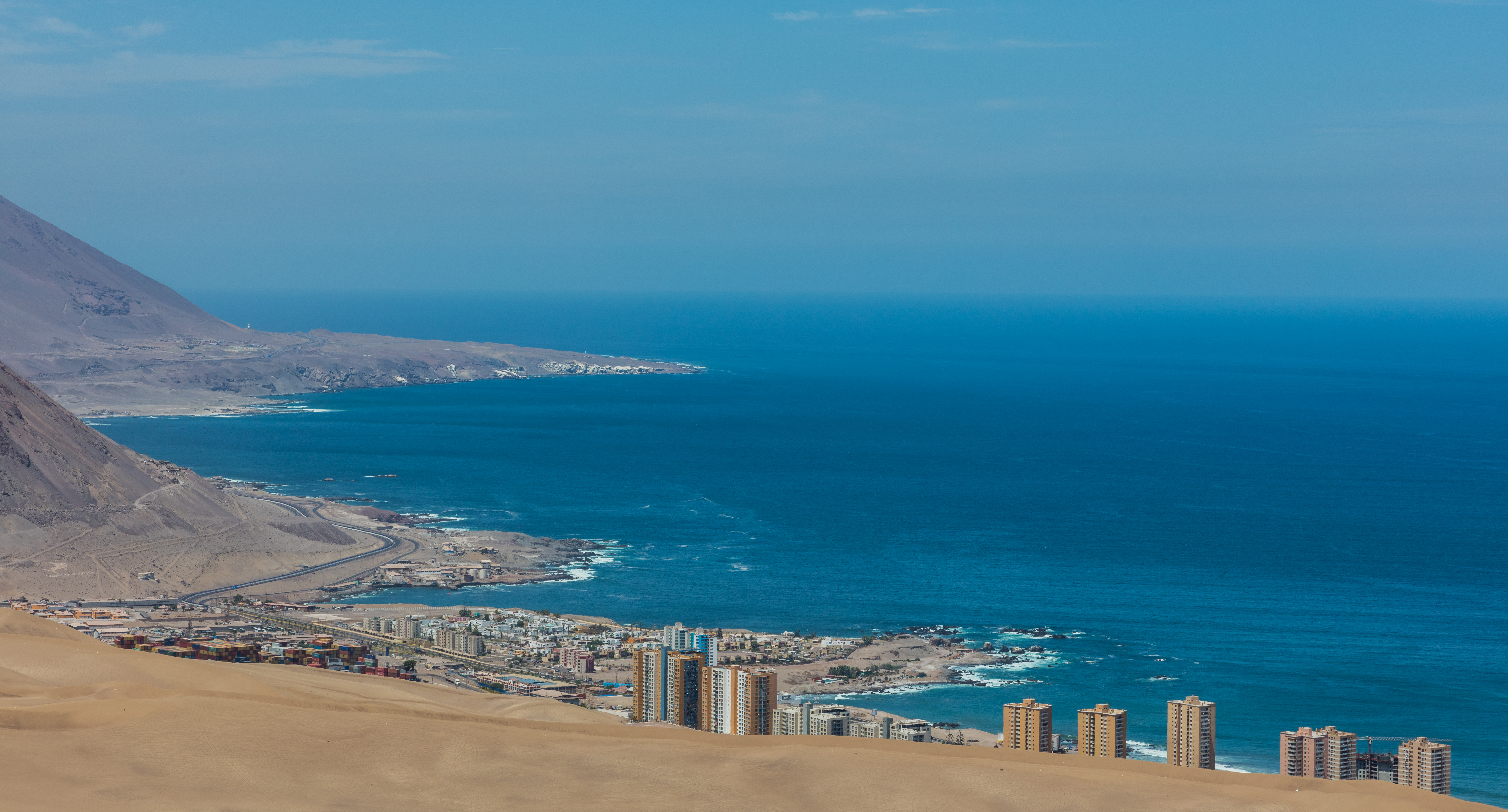
Iquique, Quinta Monroy, 2004
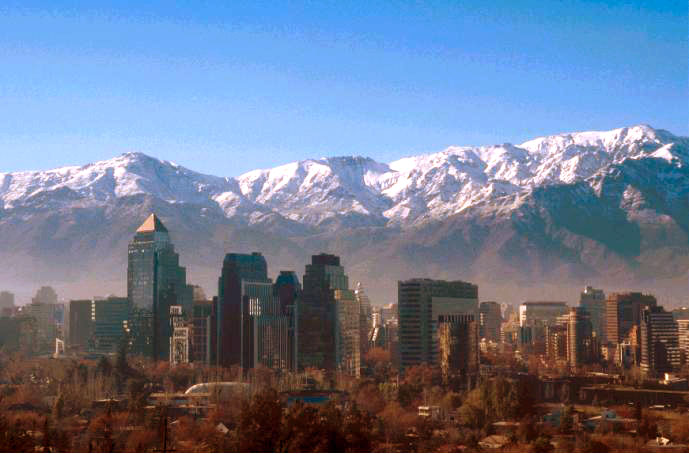
Santiago do Chile, Lo Espejo, Don Francisco, 2007
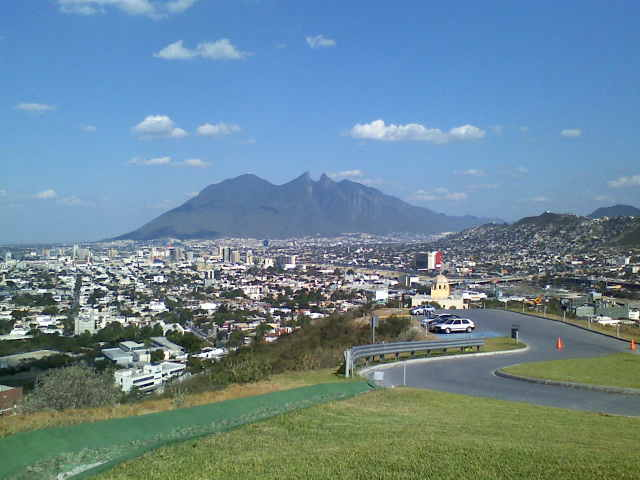
Monterrey, Las Anacuas, 2010
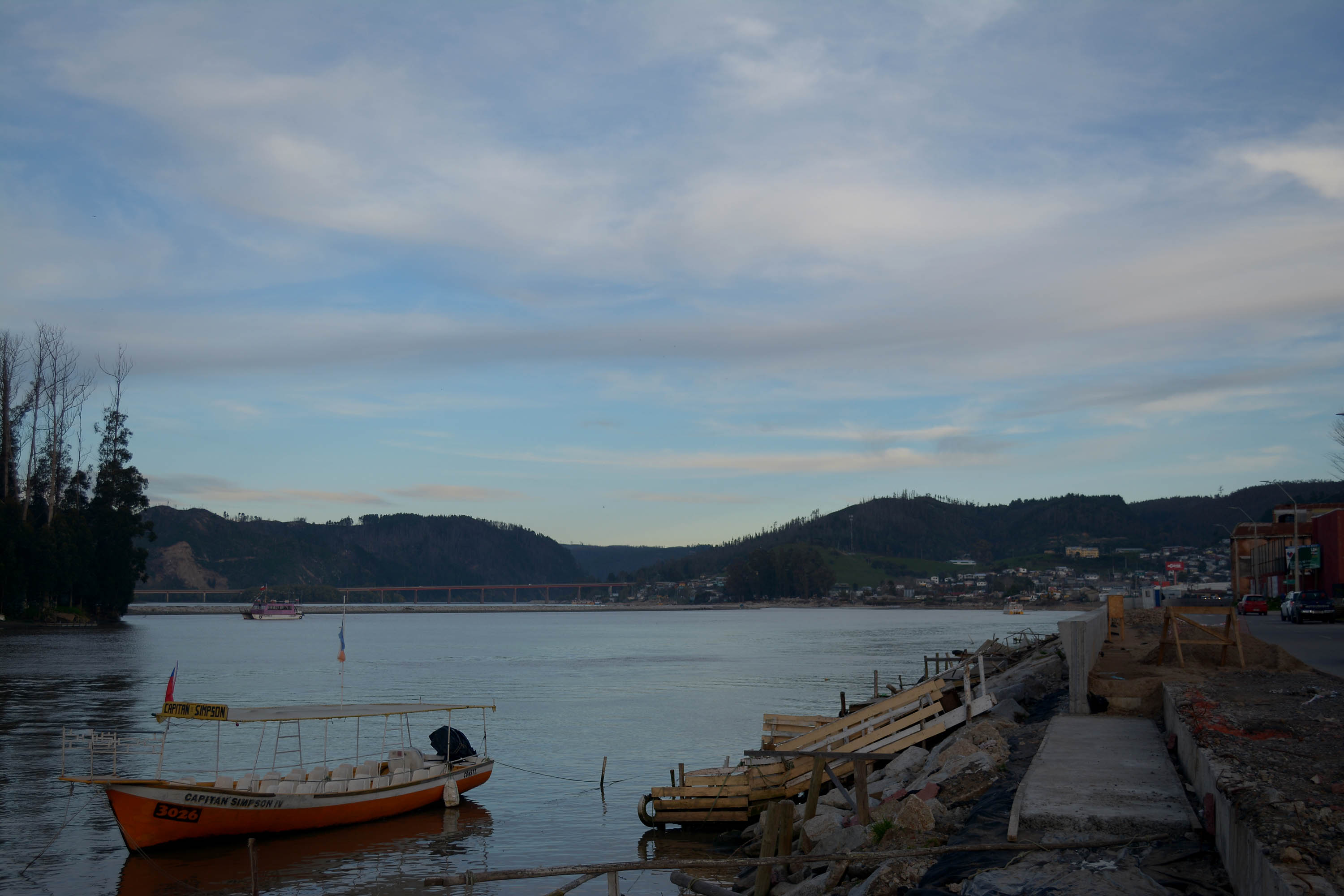
Constituição, Villa Verde, Rio Loncamilla, 2016

### Outras estruturas

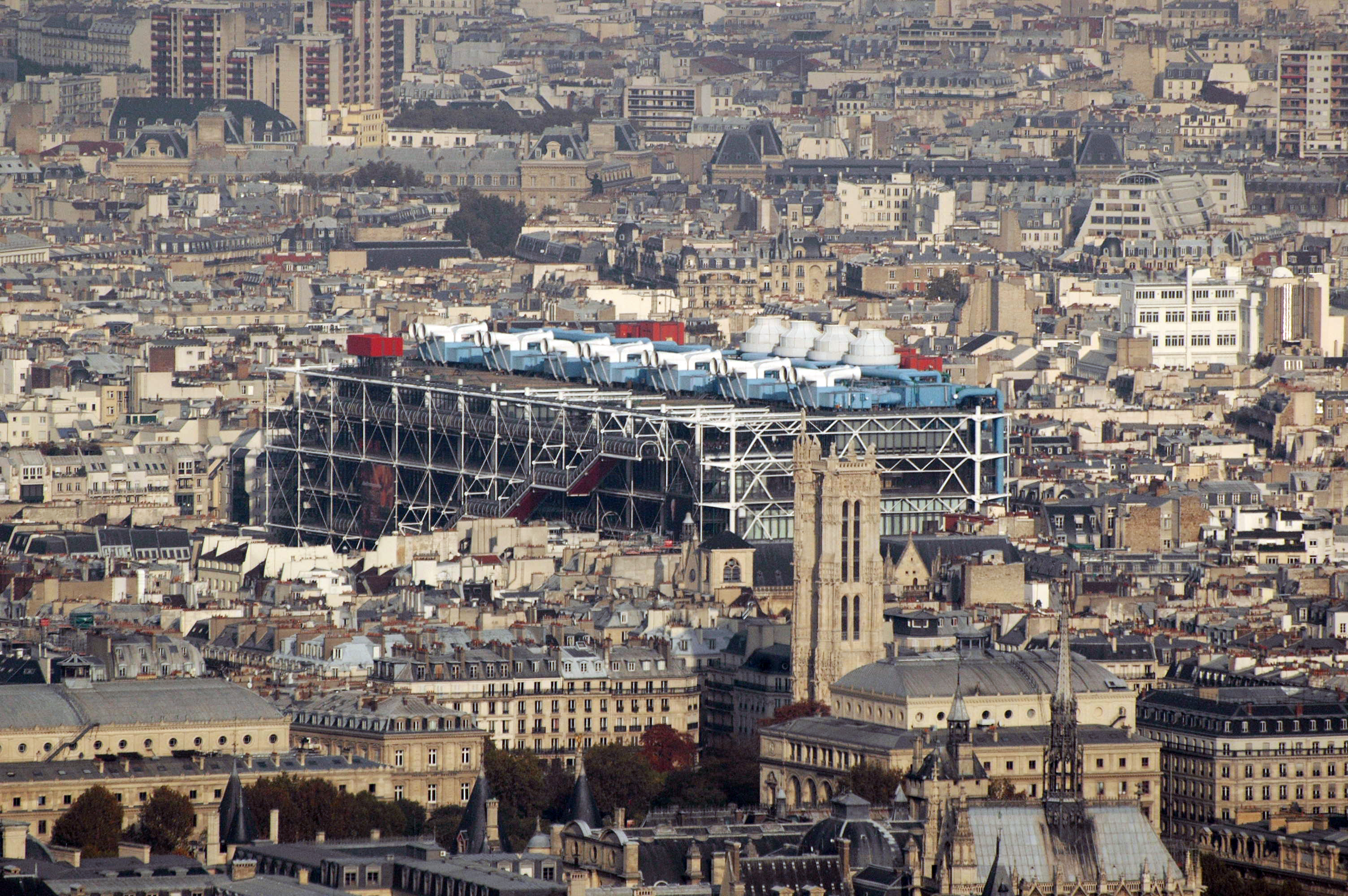
Centre Pompidou in Paris, "Megastructure", 1977 (Renzo Piano & Richard Rogers)
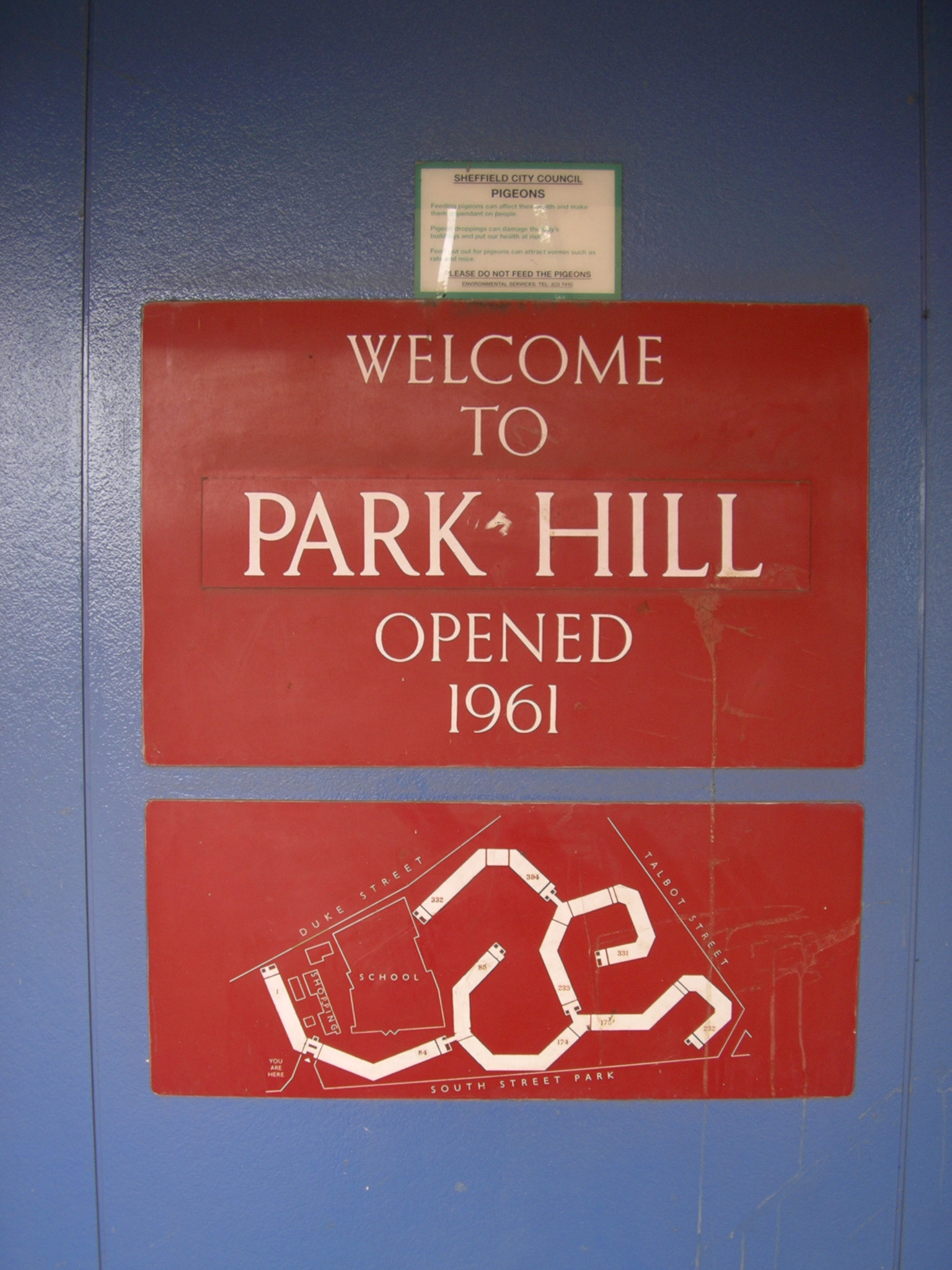
Park Hill housing estate in Sheffield, "Gridless structure", 1961 (Jack Lynn & Ivor Smith)
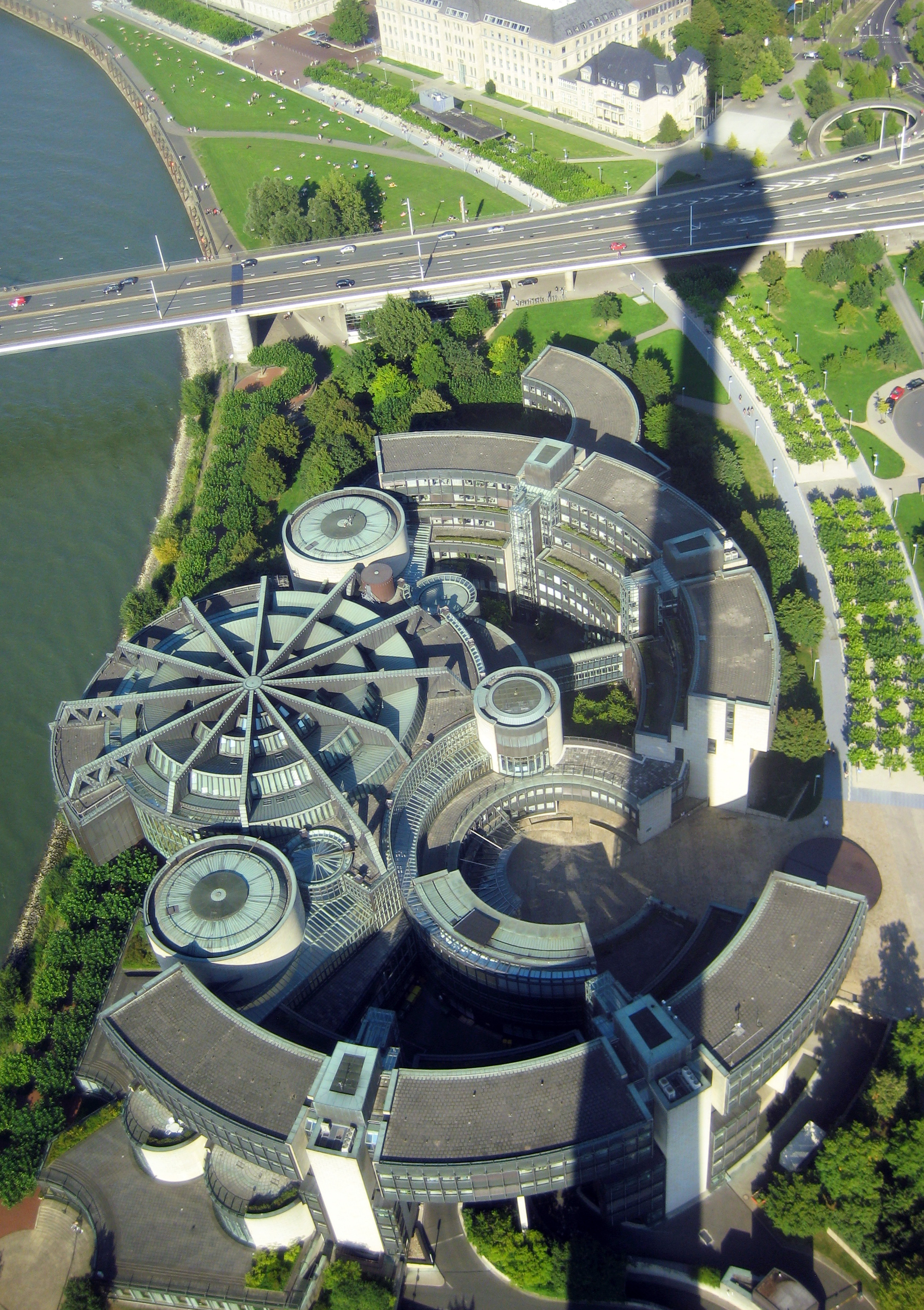
Parliament building of North Rhine-Westphalia in Düsseldorf, 1979-1988

## Estruturação urbana – a arte do planeamento urbano – estruturas abrangentes

### Cidades históricas
Exemplos de planejamento urbano e estruturação urbana. Sobre a relação entre arquitetura histórica e contemporânea, Le Corbusier escreveu: "Fui rotulado de revolucionário, enquanto meu maior professor foi o Passado. Minhas chamadas idéias revolucionárias vêm diretamente da própria história da arquitetura." Citação em Nº2.

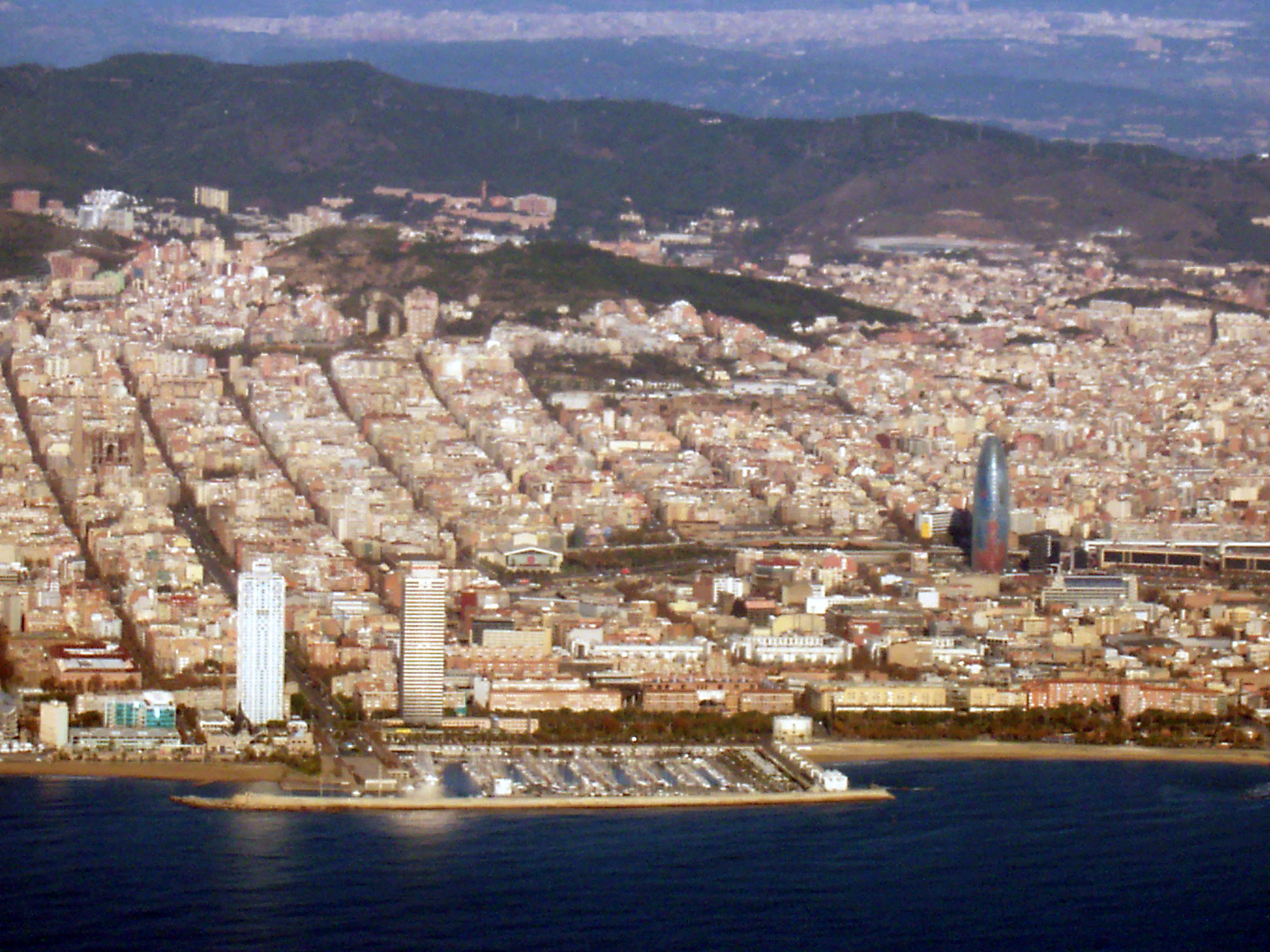
Barcelona, Gridiron Plan 1859
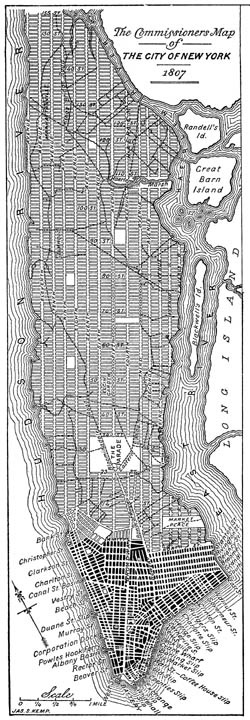
Manhattan, Gridiron Plan 1807
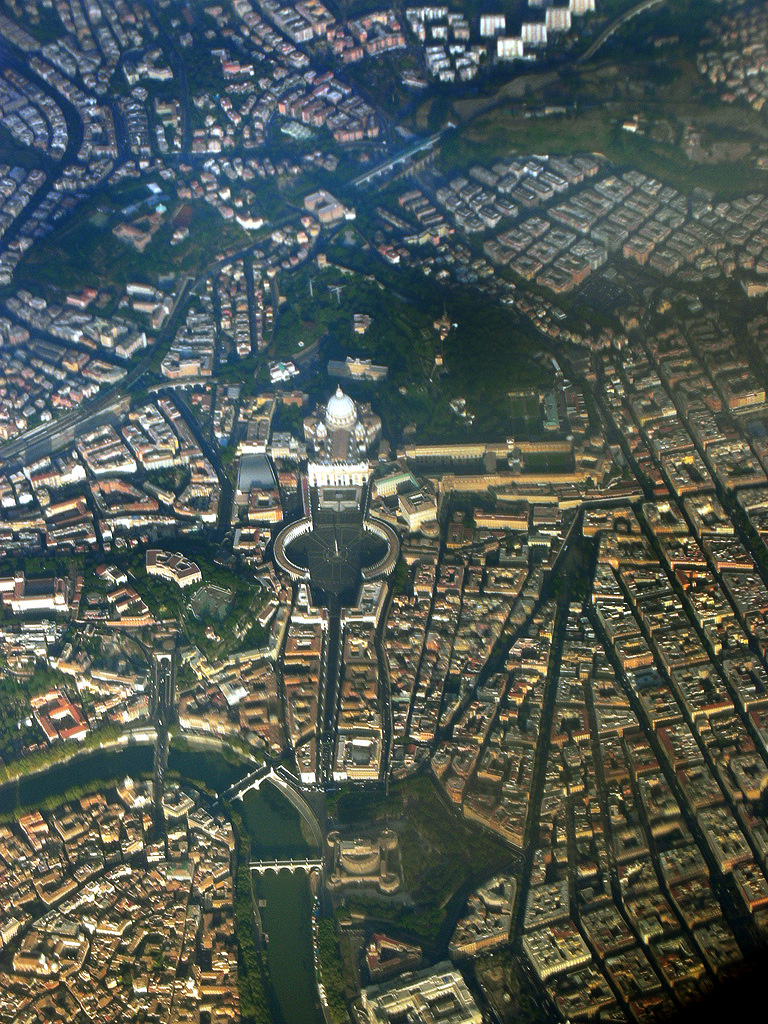
Rome, Symmetries Axes River Hills etc.
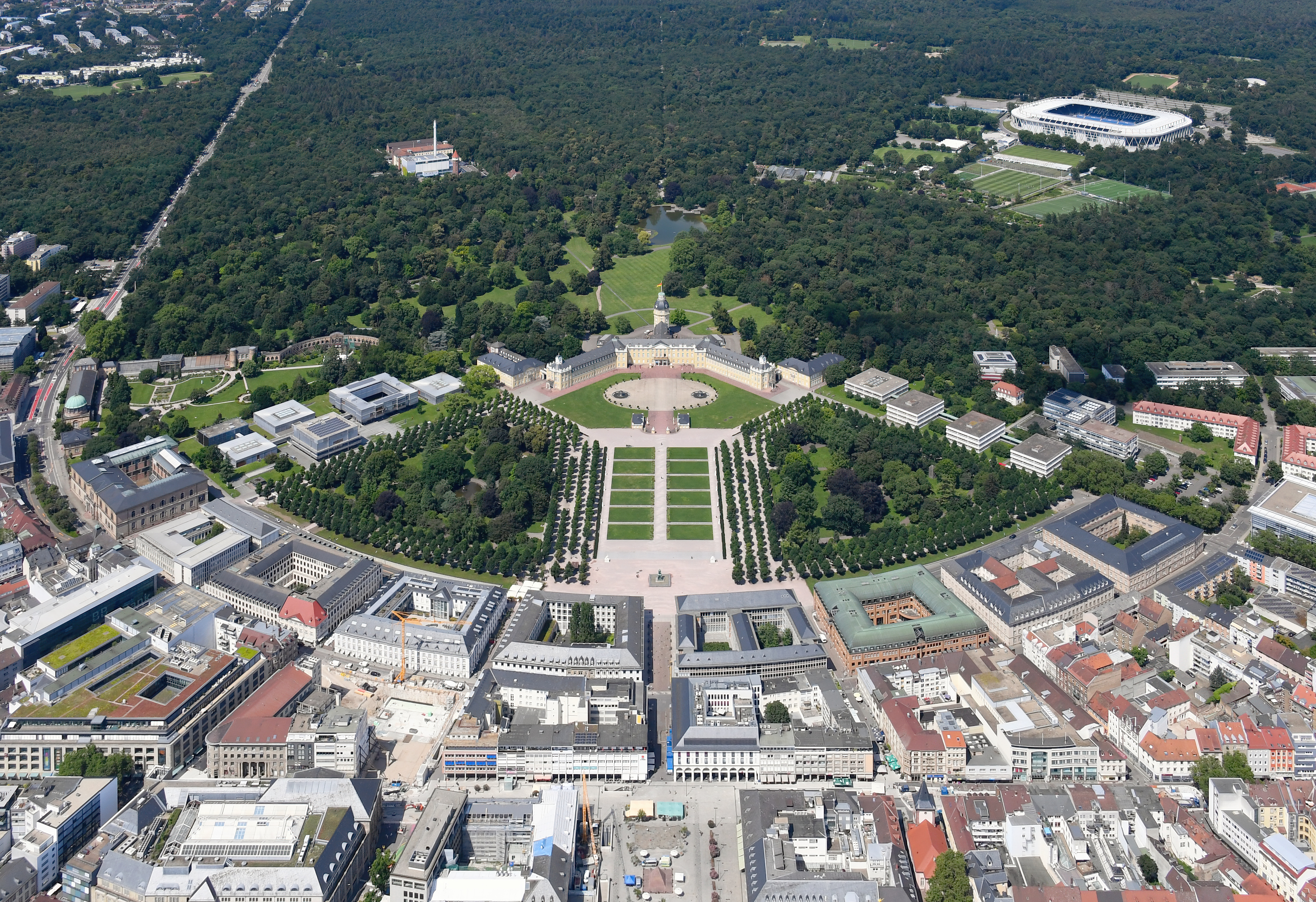
Karlsruhe, Basic structure: Radial
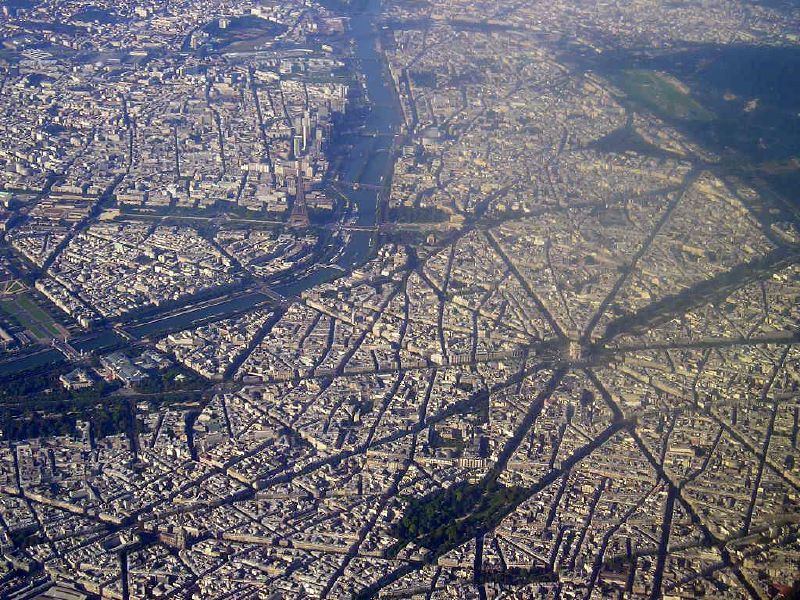
Paris, Radial structure Axes Symmetries River
Washington, D.C., L'Enfant Plan 1792
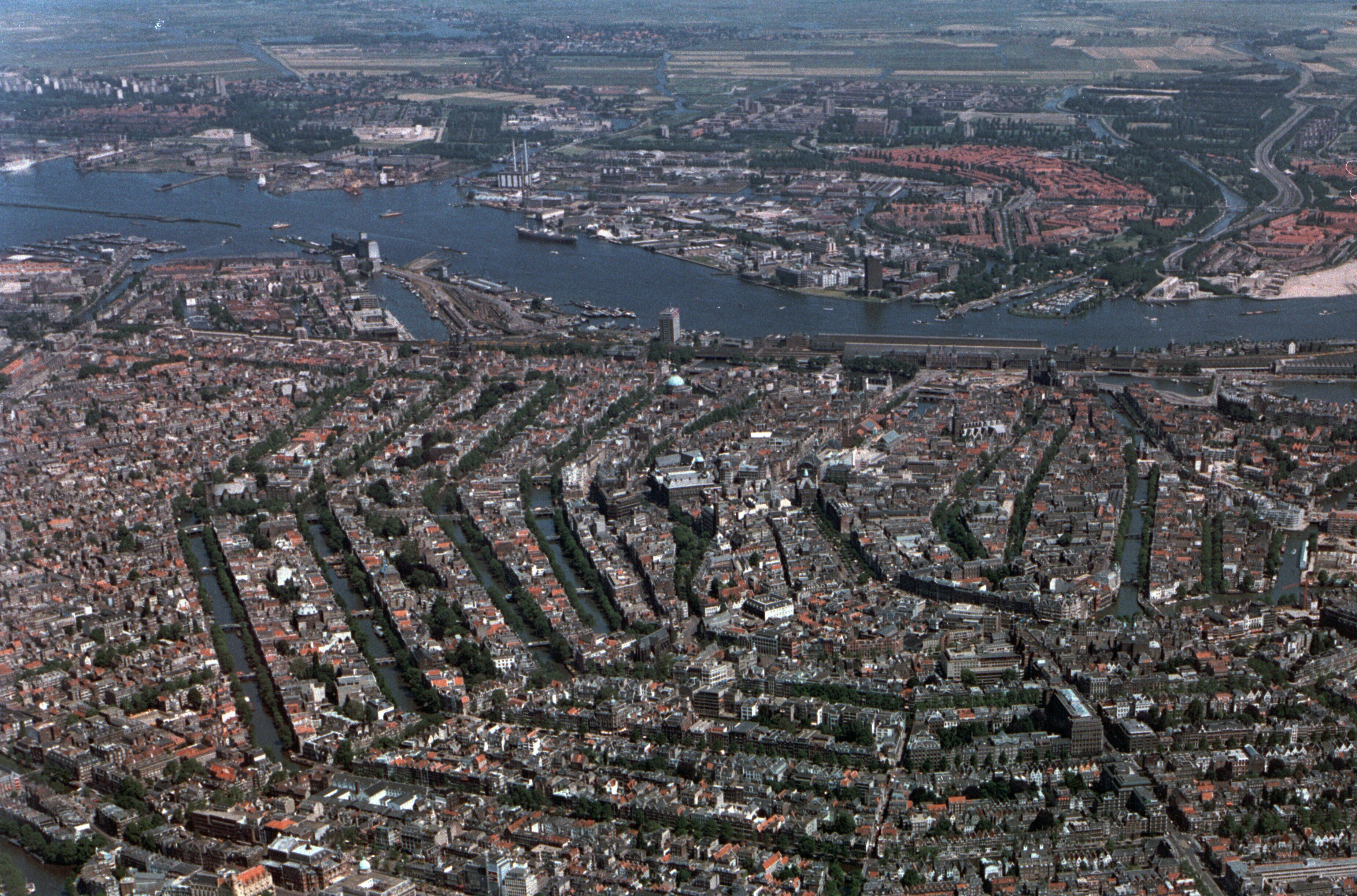
Amsterdam, Basic structure: U-shape
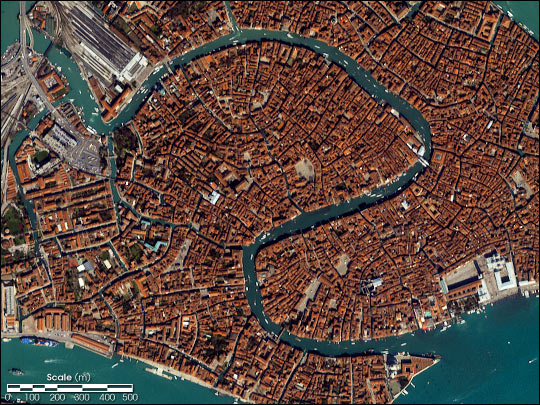
Venice, Basic structure: S-shape

### Cidades históricas – reciprocidade de forma
No Fórum 2/1962 Jacob Bakema fez um estudo sobre o princípio "reciprocidade de forma" e "participação", especialmente no Palácio de Diocleciano em Split. No Fórum 3/1962 Herman Hertzberger pesquisou os anfiteatros romanos em Arles e Lucca. Mais tarde, em 1966, a ideia do anfiteatro de Arles foi assumida por Aldo Rossi no seu livro A Arquitetura da Cidade. Em 1976 Reyner Banham apresentou a Ponte Vecchio em Florença como um dos protótipos históricos em seu livro Megaestrutura.

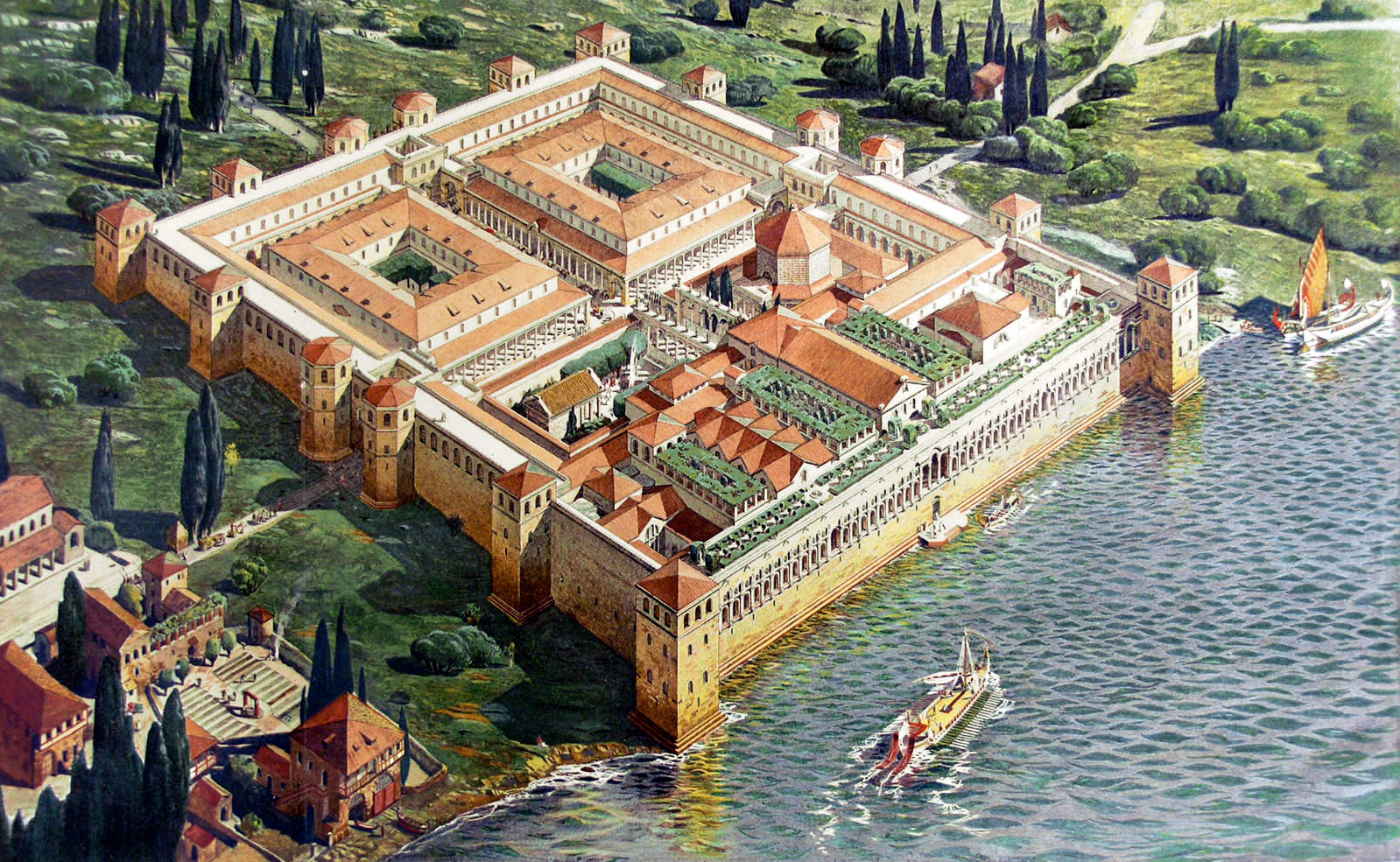
Palácio de Diocleciano, estado original, 305
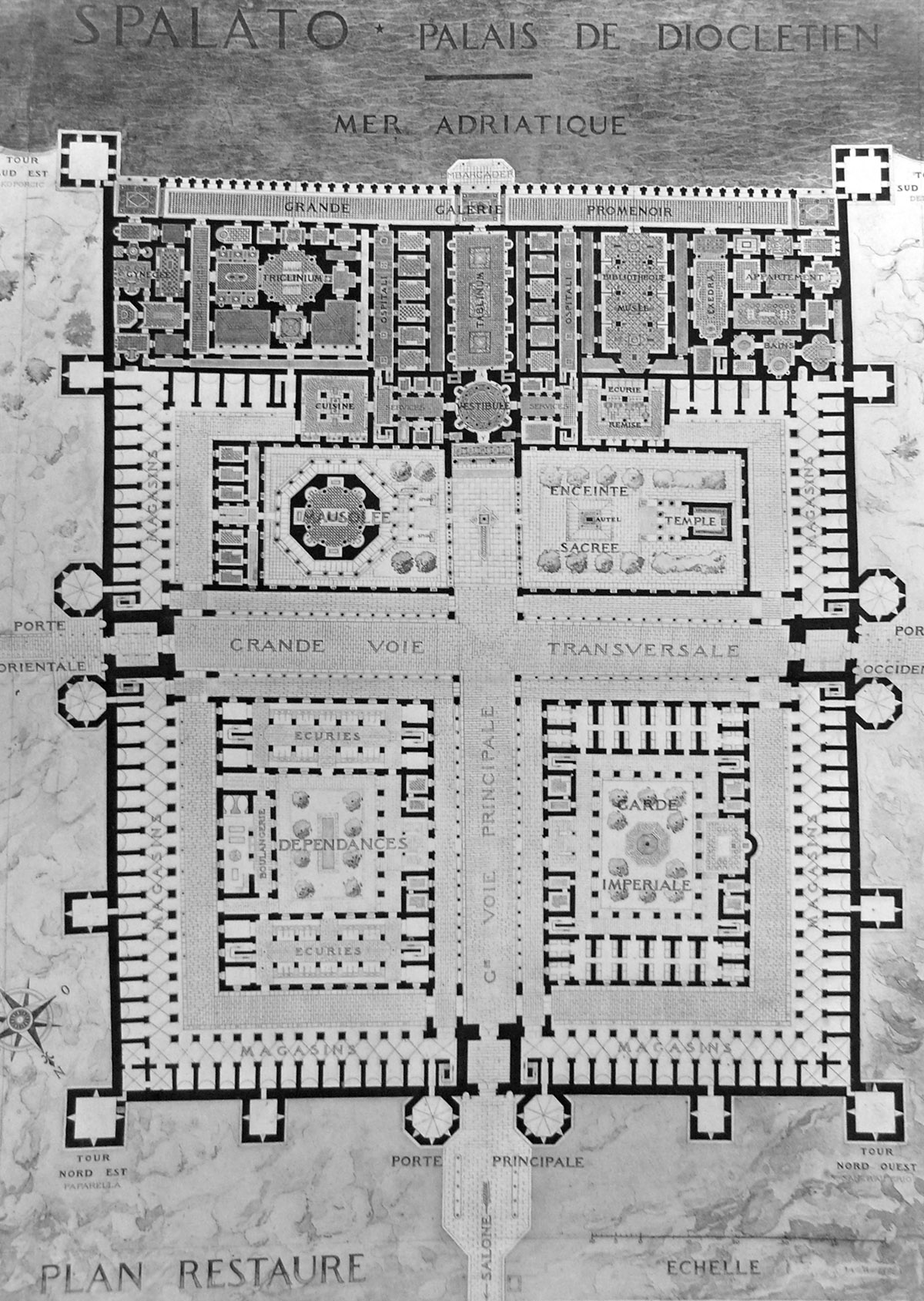
Palácio de Diocleciano, planta original
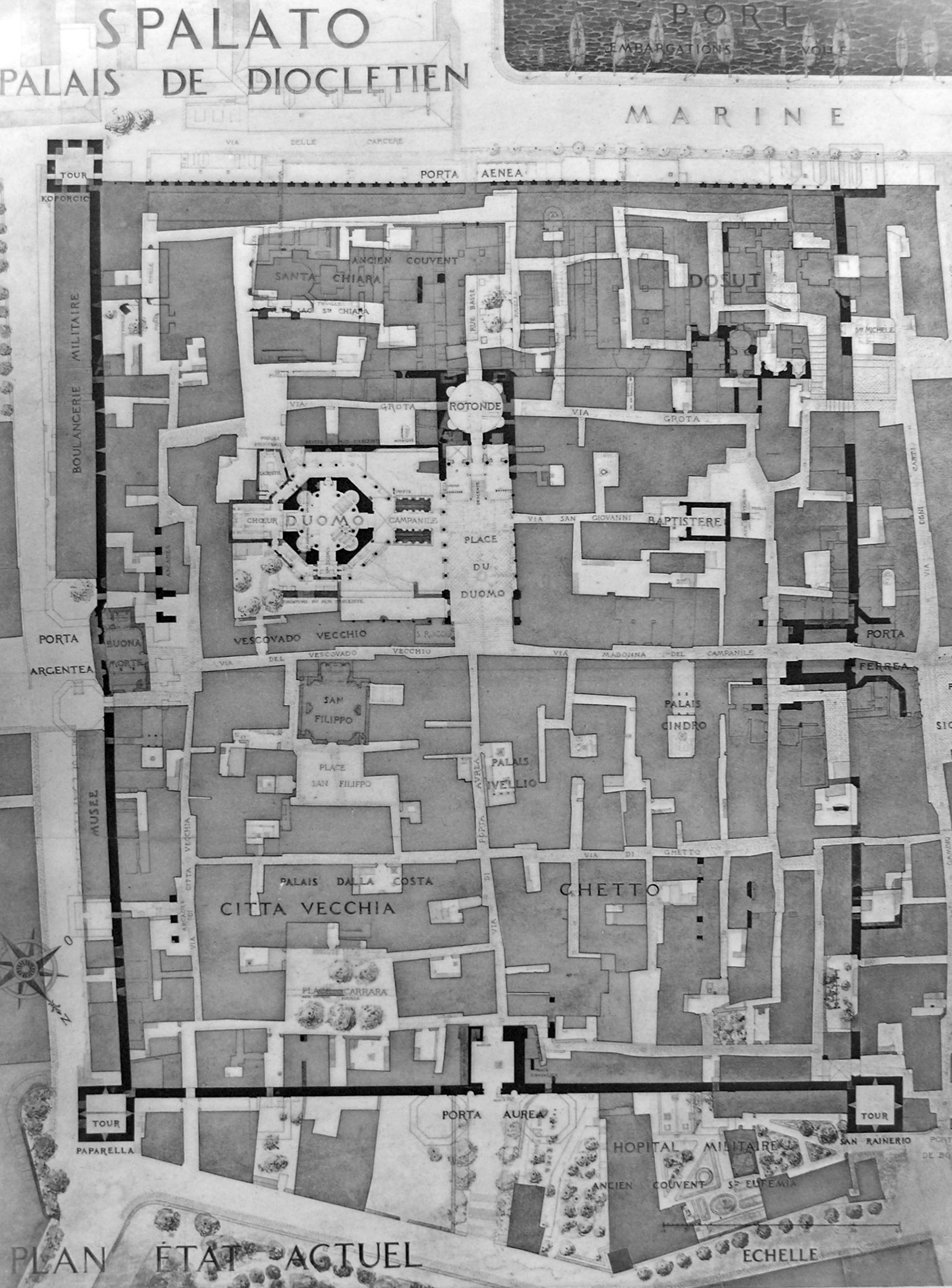
Palácio de Diocleciano transformado em cidade, Split 1912
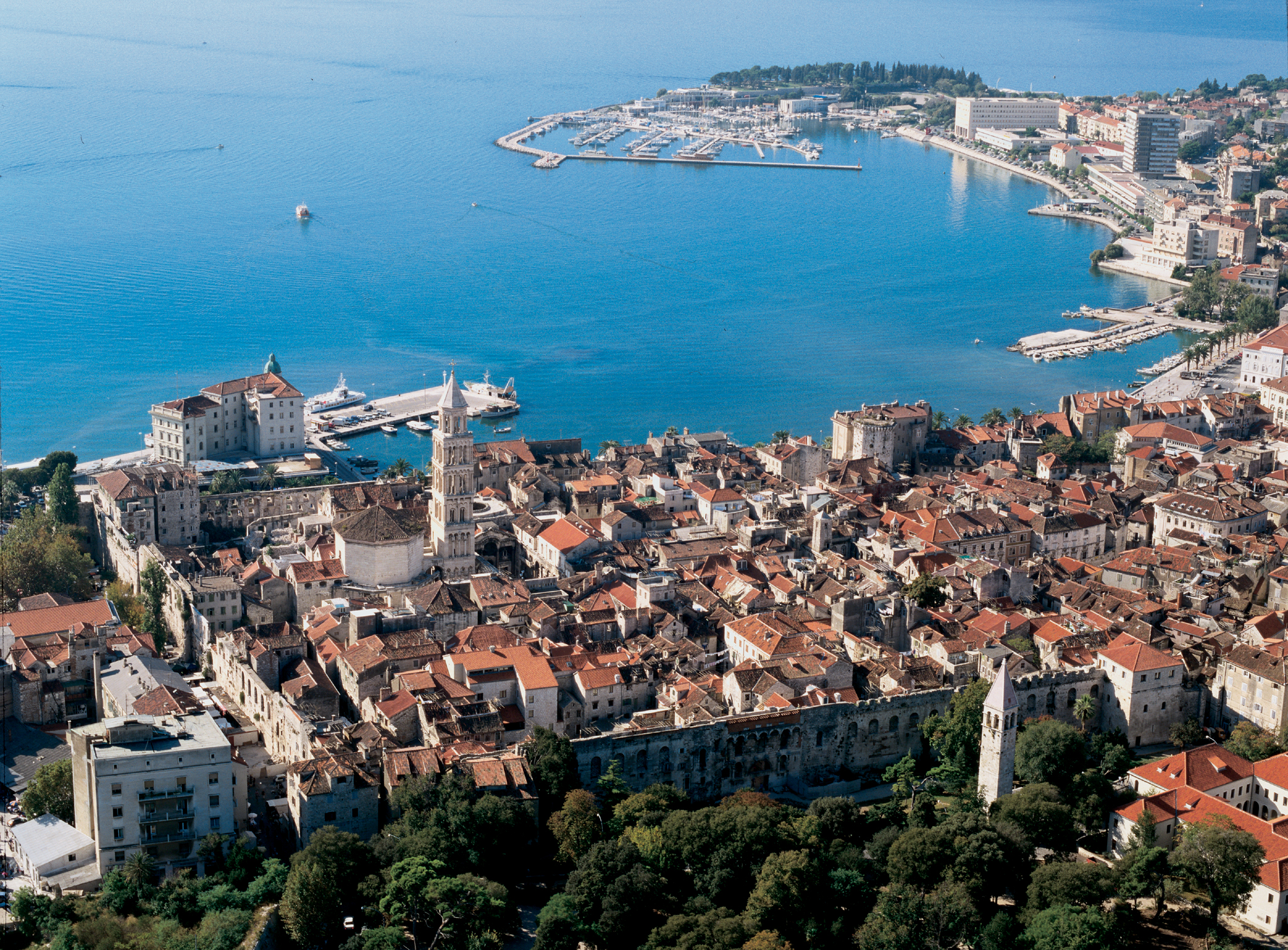
Palácio de Diocleciano, Split, Croácia
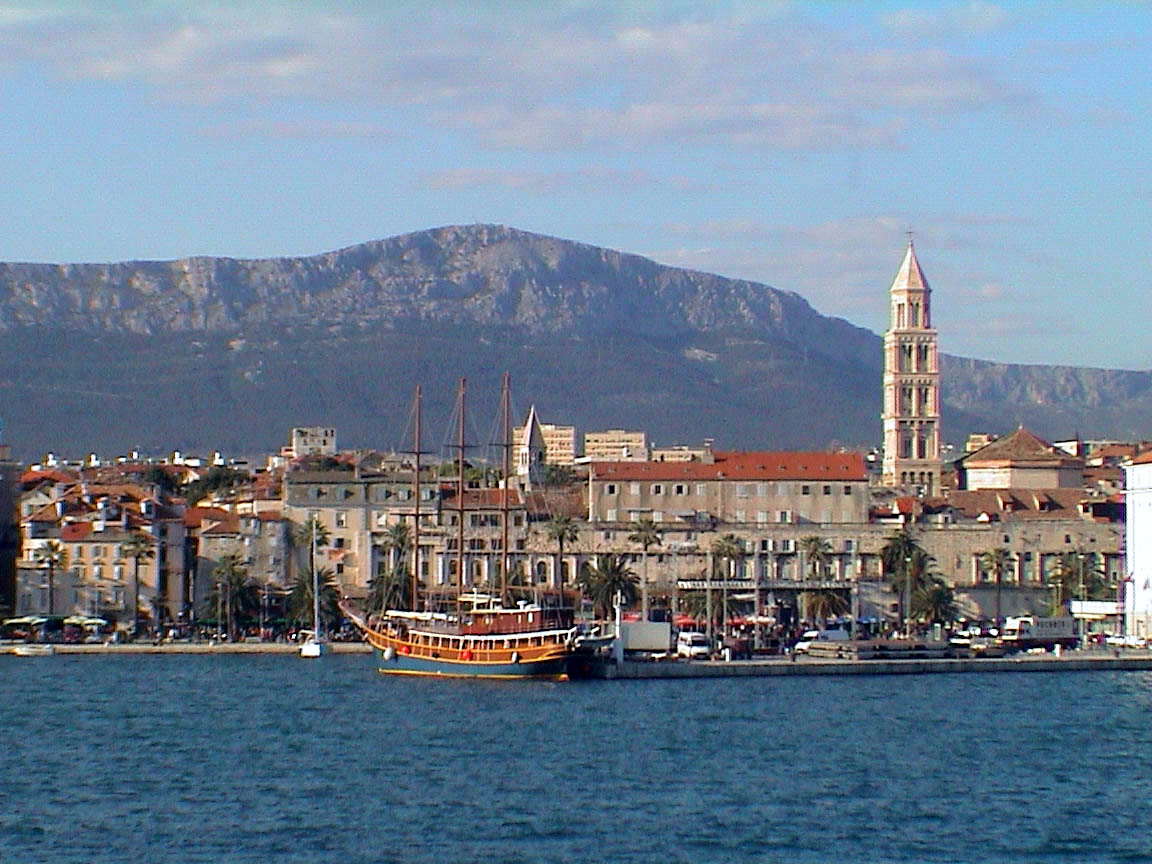
Split, Croácia
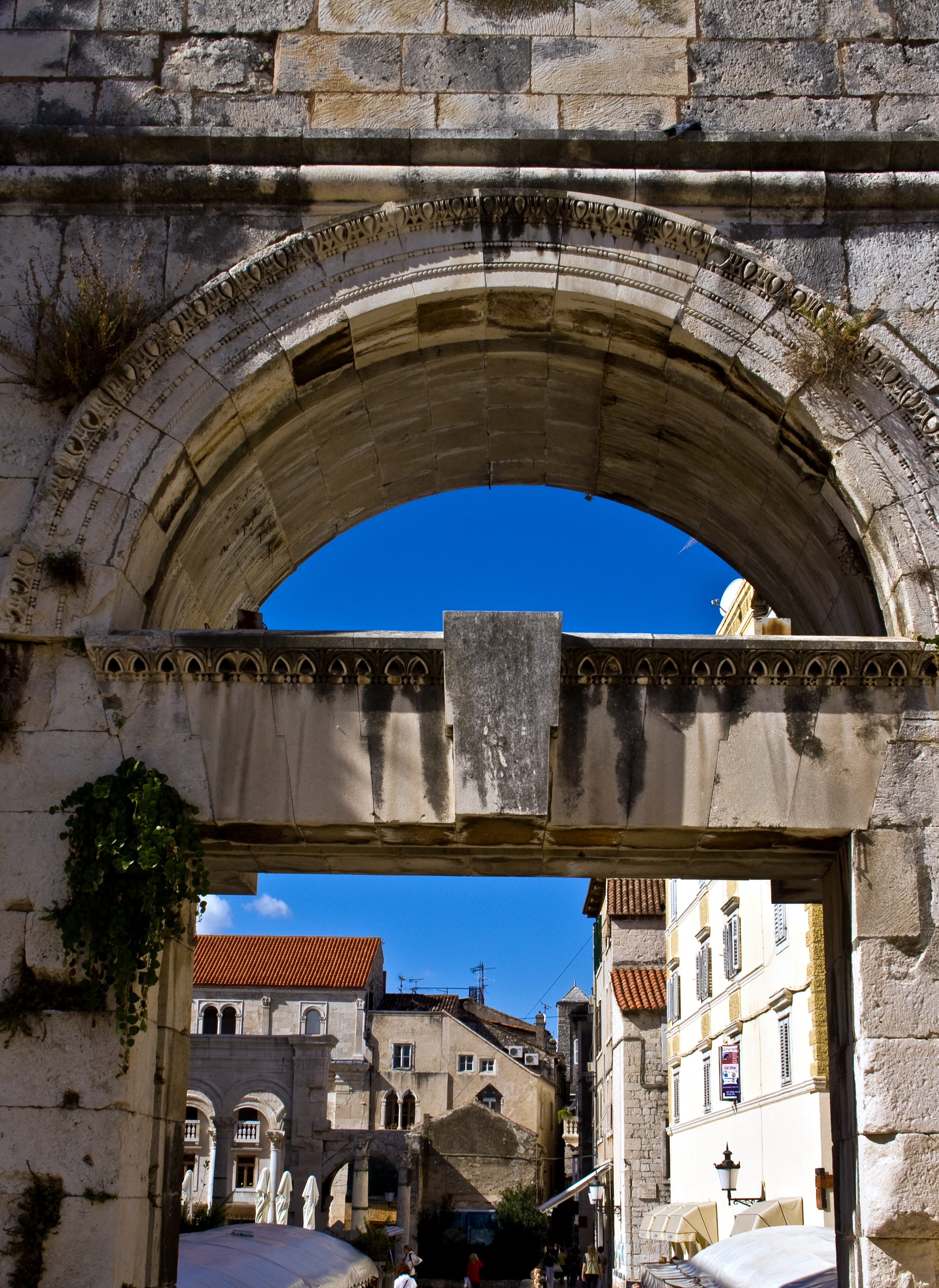
Split, Croácia
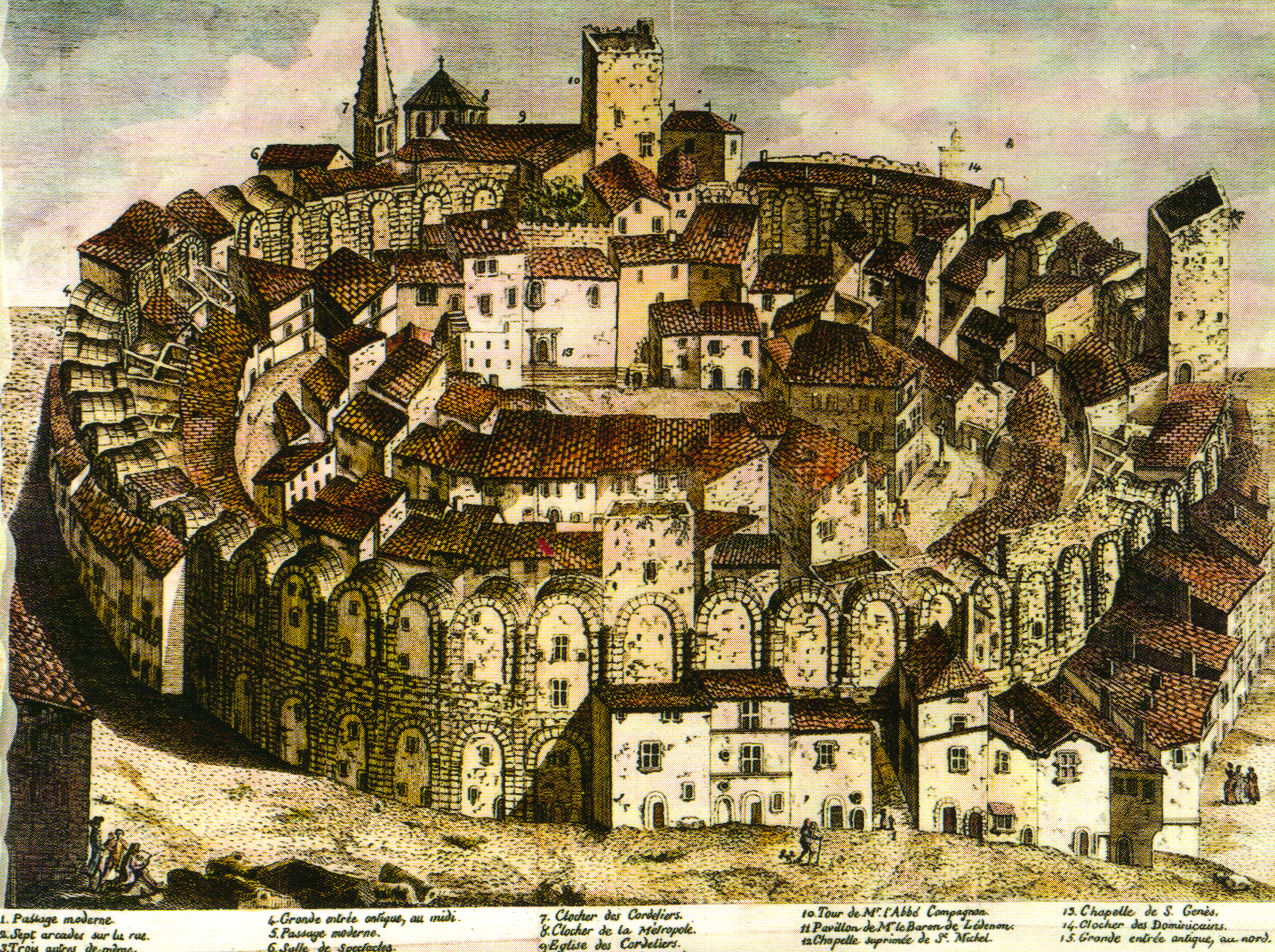
Arles, anfiteatro romano, construído em 90 dC, transformado em cidade 600-1830
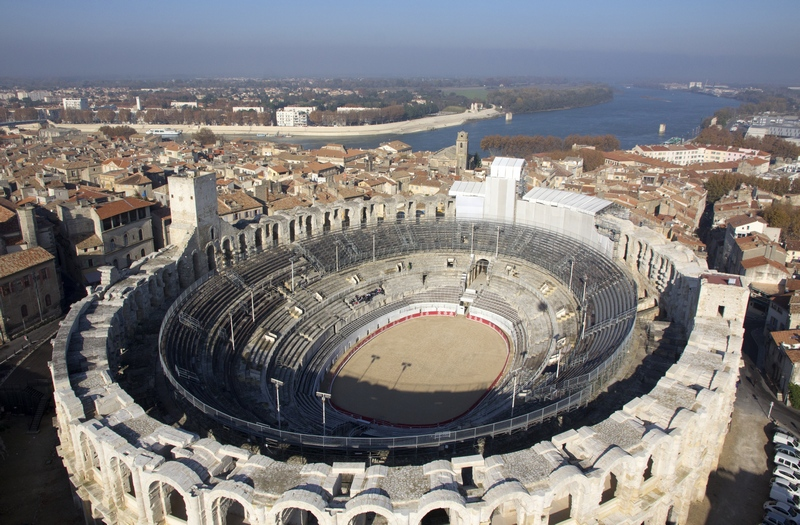
Arles, anfiteatro romano, reutilizado como arena desde 1830
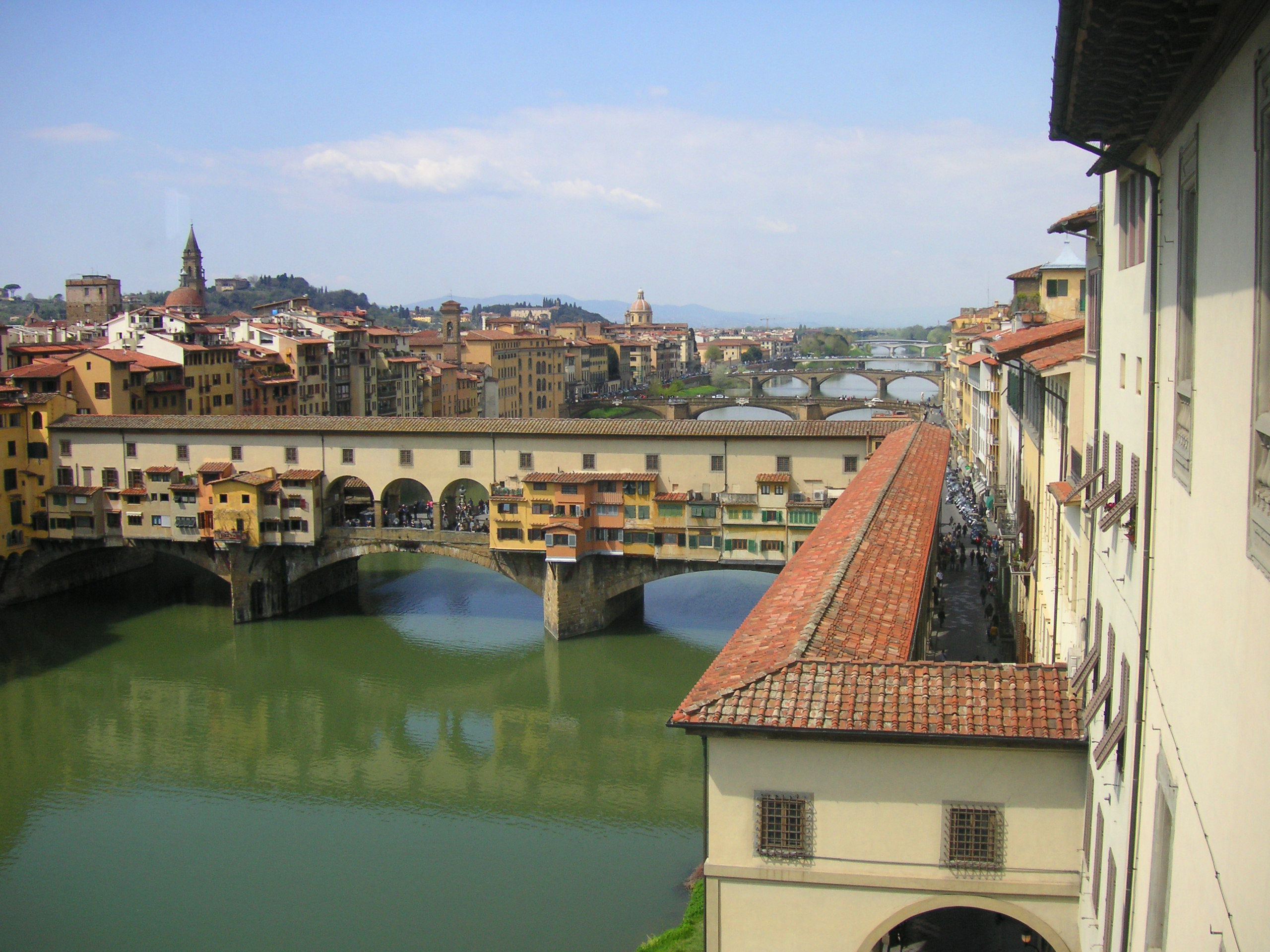
Florença, Ponte Vecchio, Estrutura e coincidência

### Novas cidades
Novas cidades no século XX. O termo "Estruturação Urbana" é introduzido por Alison e Peter Smithson, o termo "Articulações" (do volume construído) por Herman Hertzberger. Ambos os termos são usados como título de um livro de arquitetura.

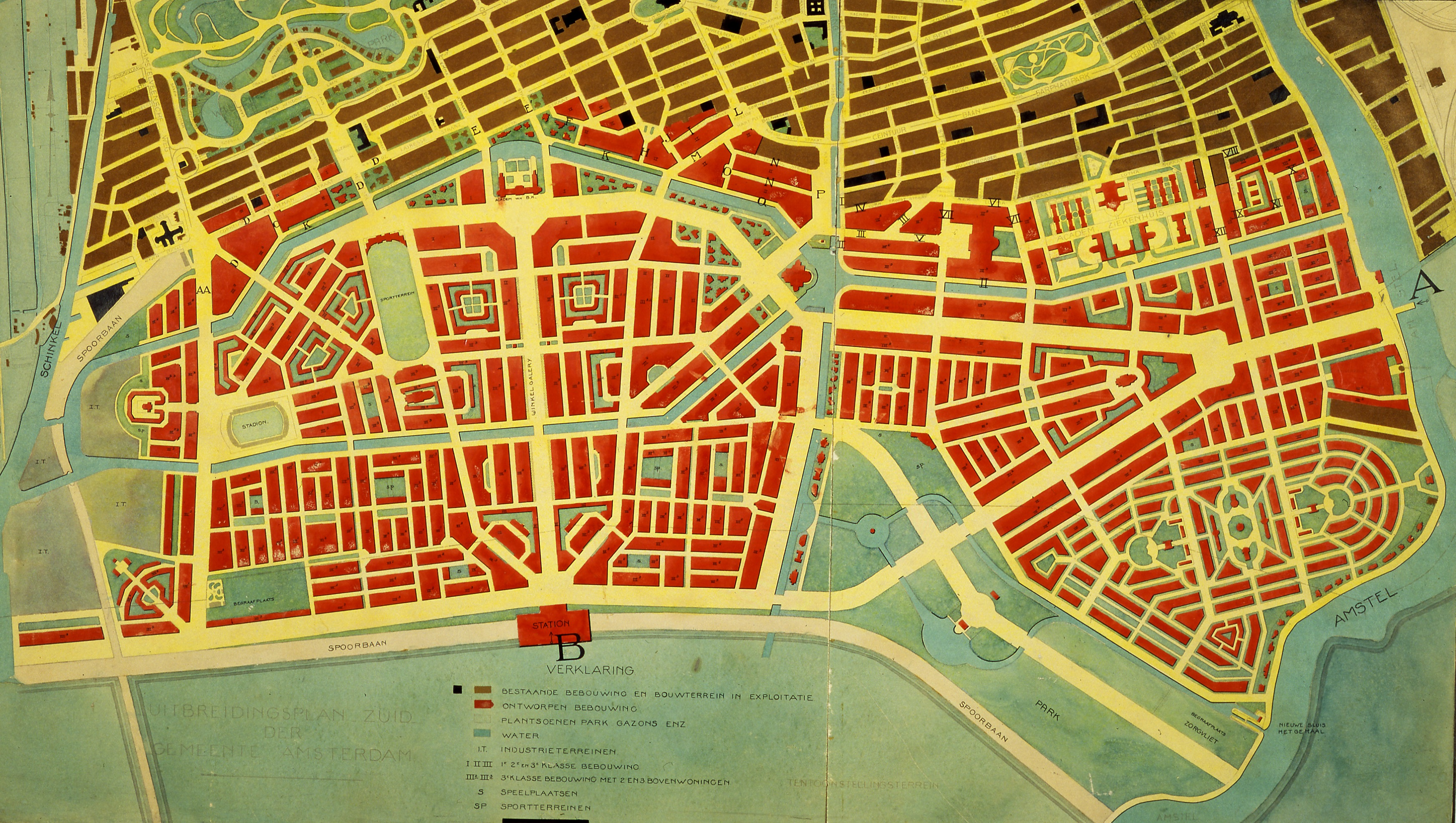
Amsterdam, Plan Zuid, plano urbano de Berlage 1915, arquitetura da Escola de Amsterdã
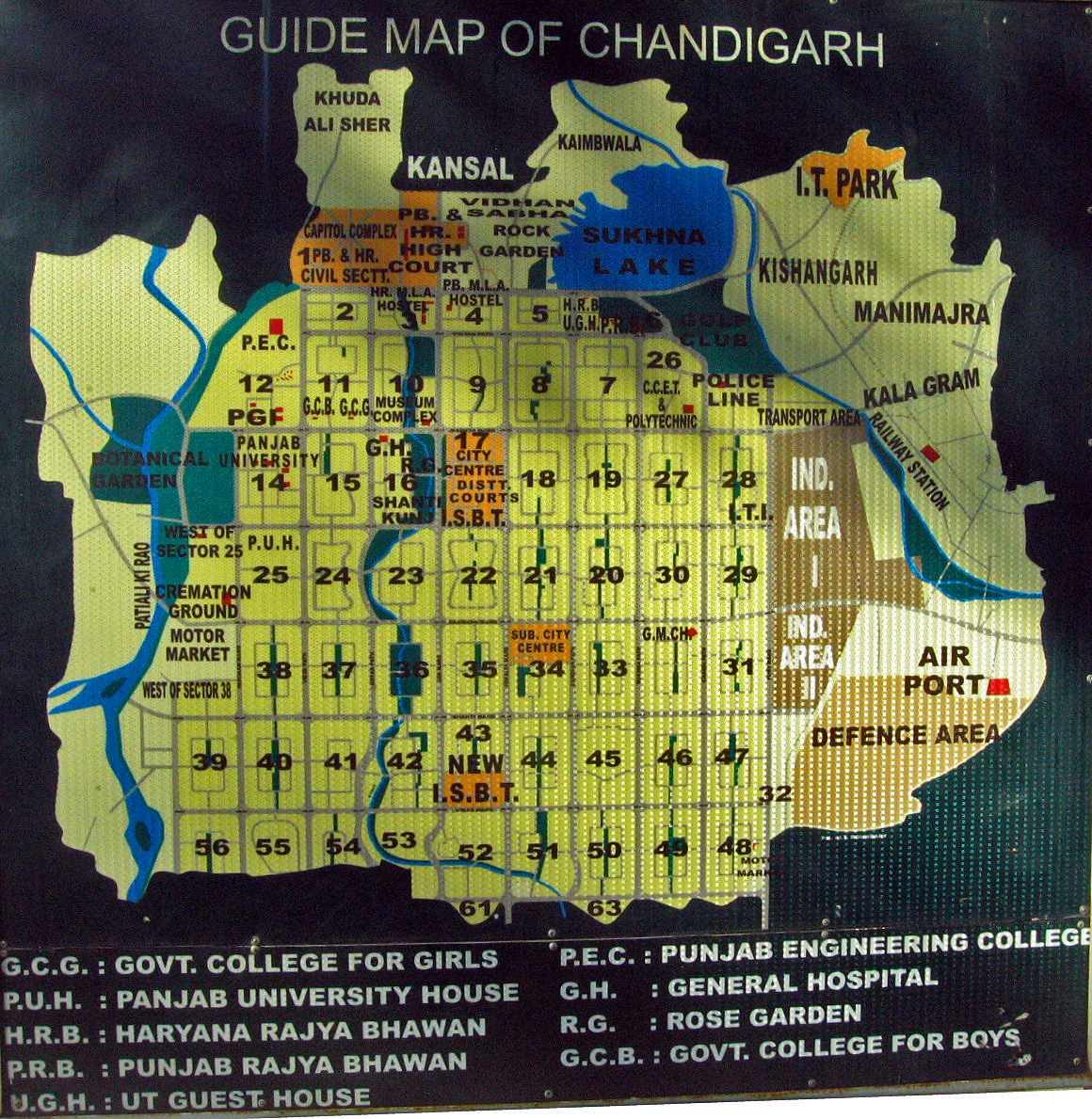
Chandigarh, plano urbano e edifícios governamentais de Le Corbusier, 1951-1964
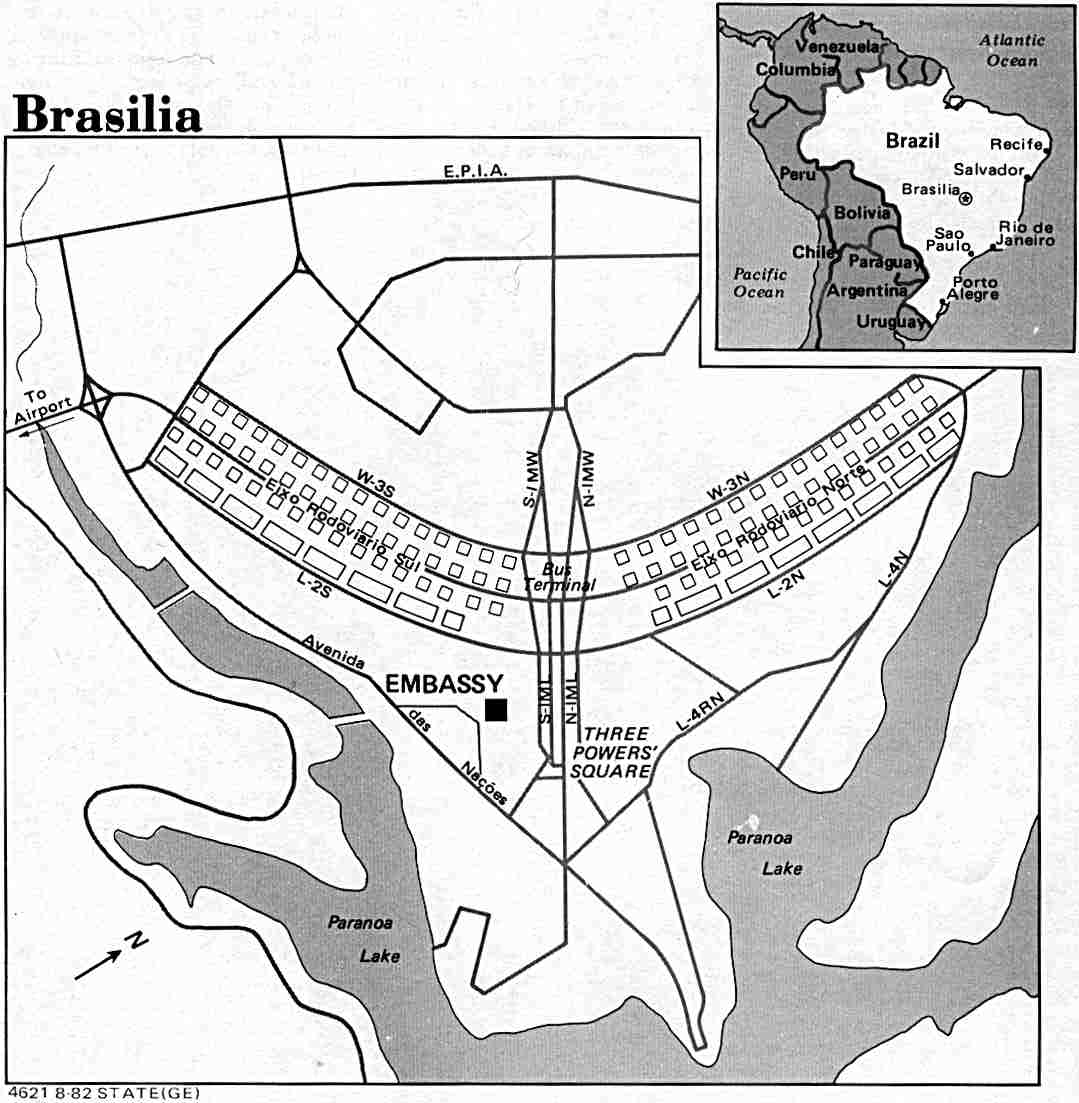
Brasília, plano urbano de Lucio Costa, prédios governamentais de Oscar Niemeyer, 1956-1963
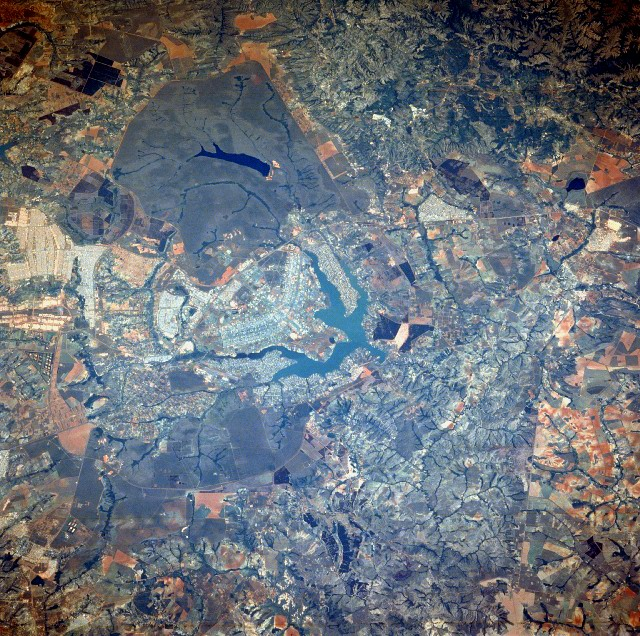
Brasília 1990
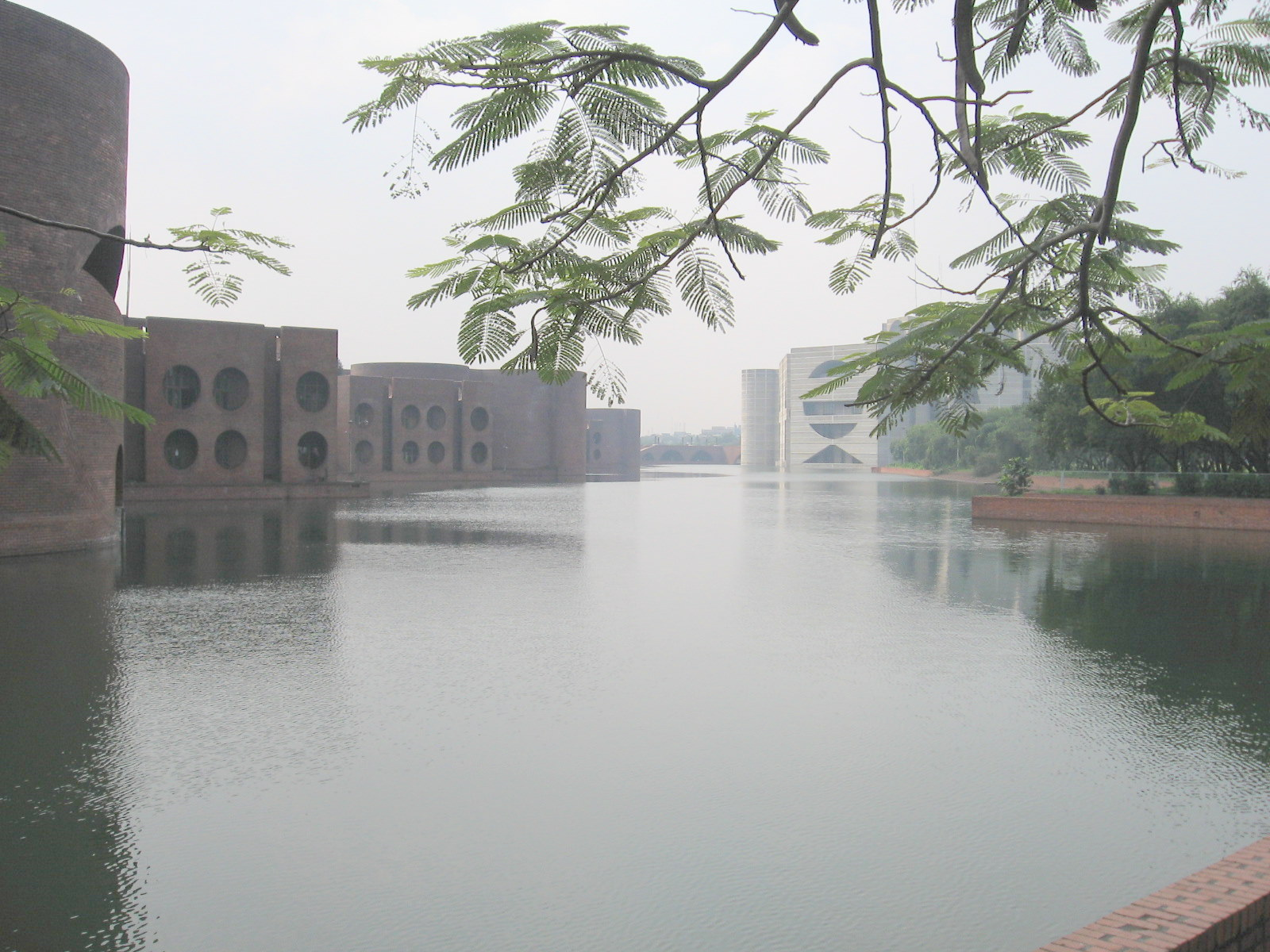
Dhaka, Parlamento Nacional de Bangladesh, plano urbano e arquitetura de Louis Kahn, 1962-1976

### Áreas residenciais, grande e pequena escala

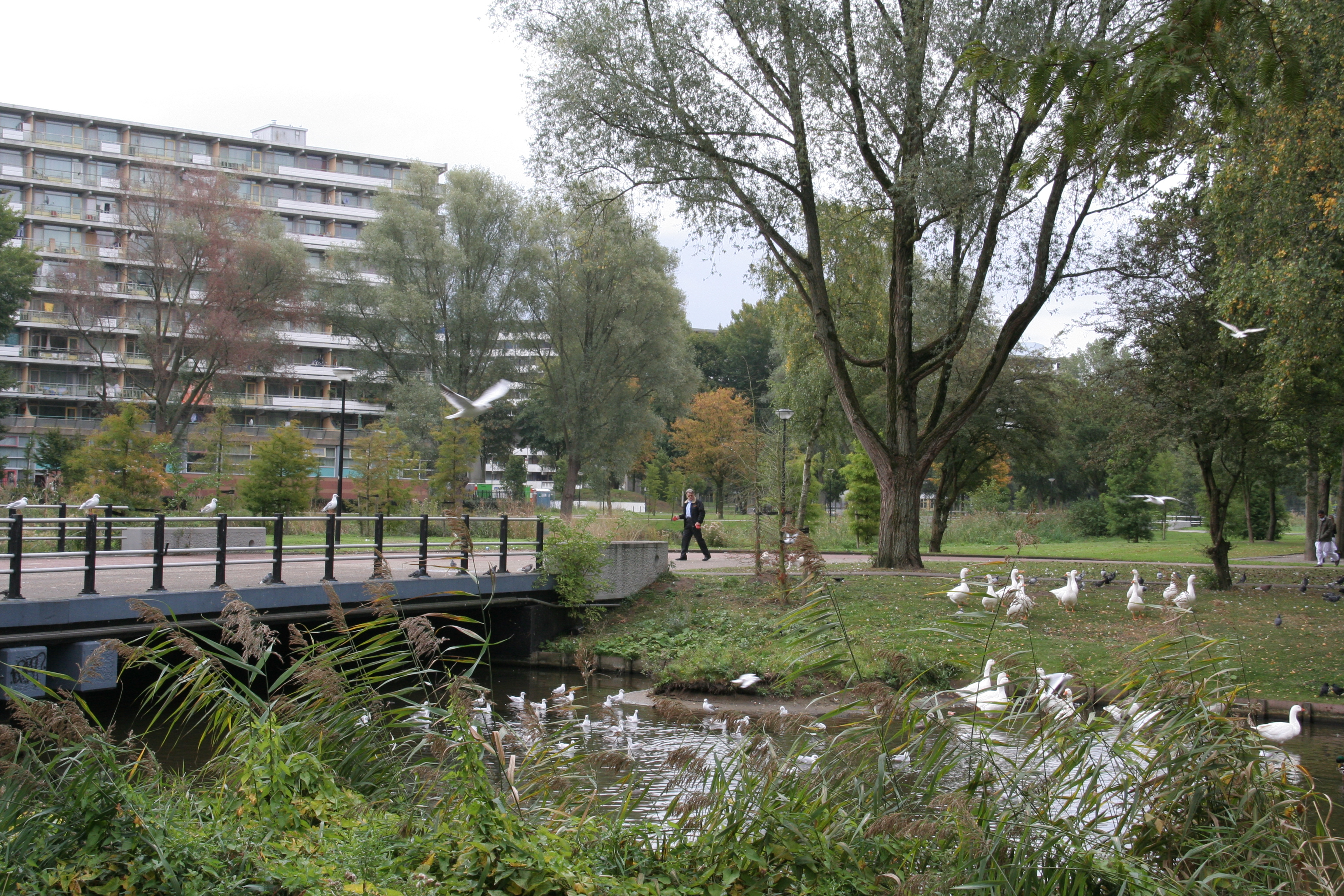
Bijlmermeer em Amsterdã-Zuidoost, 1966-75
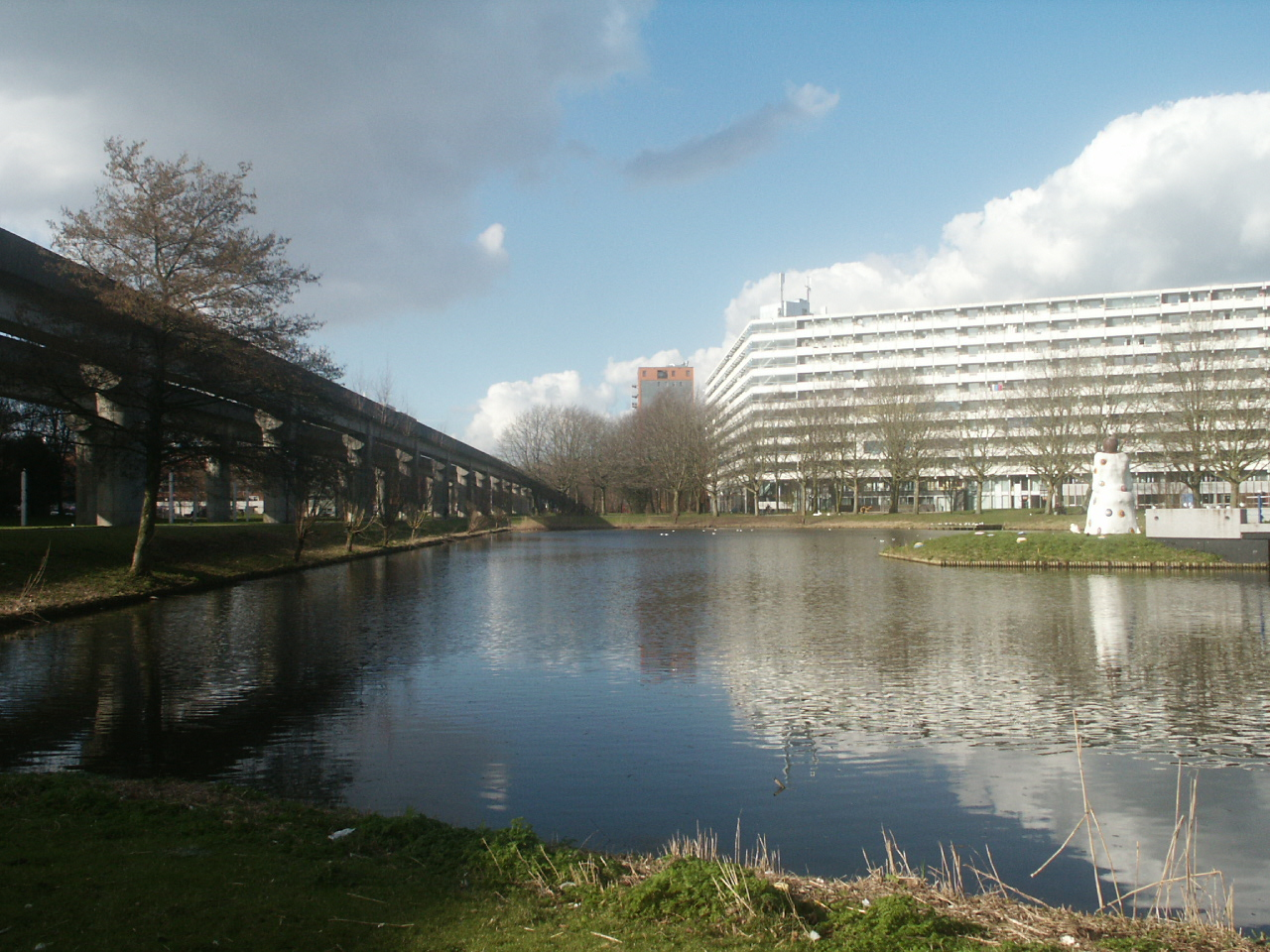
Metro Bijlmermeer
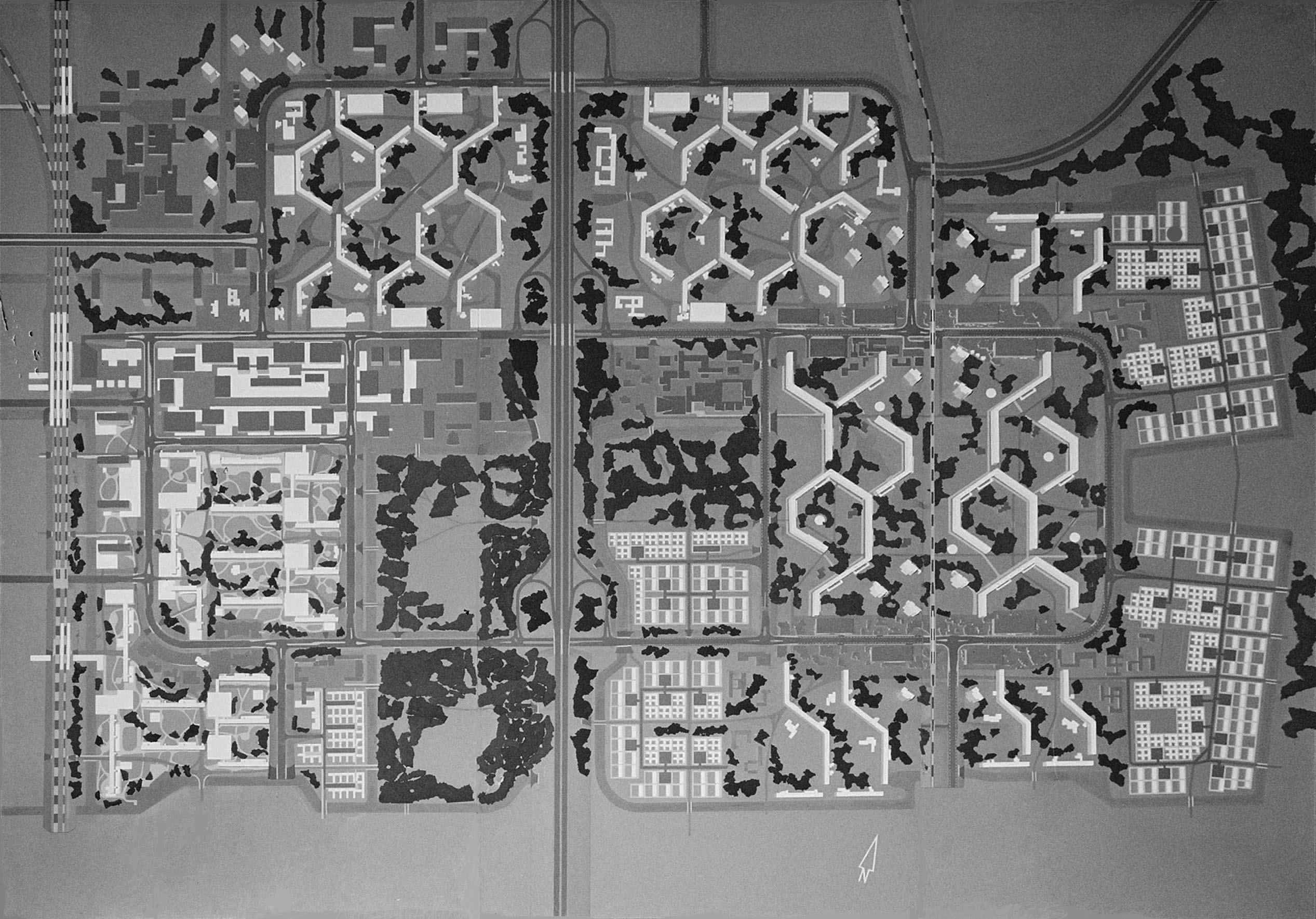
Bijlmermeer, masterplan 1965 (Siegfried Nassuth)
Bijlmermeer 2012, edifícios existentes (vermelho), demolidos (cinza)
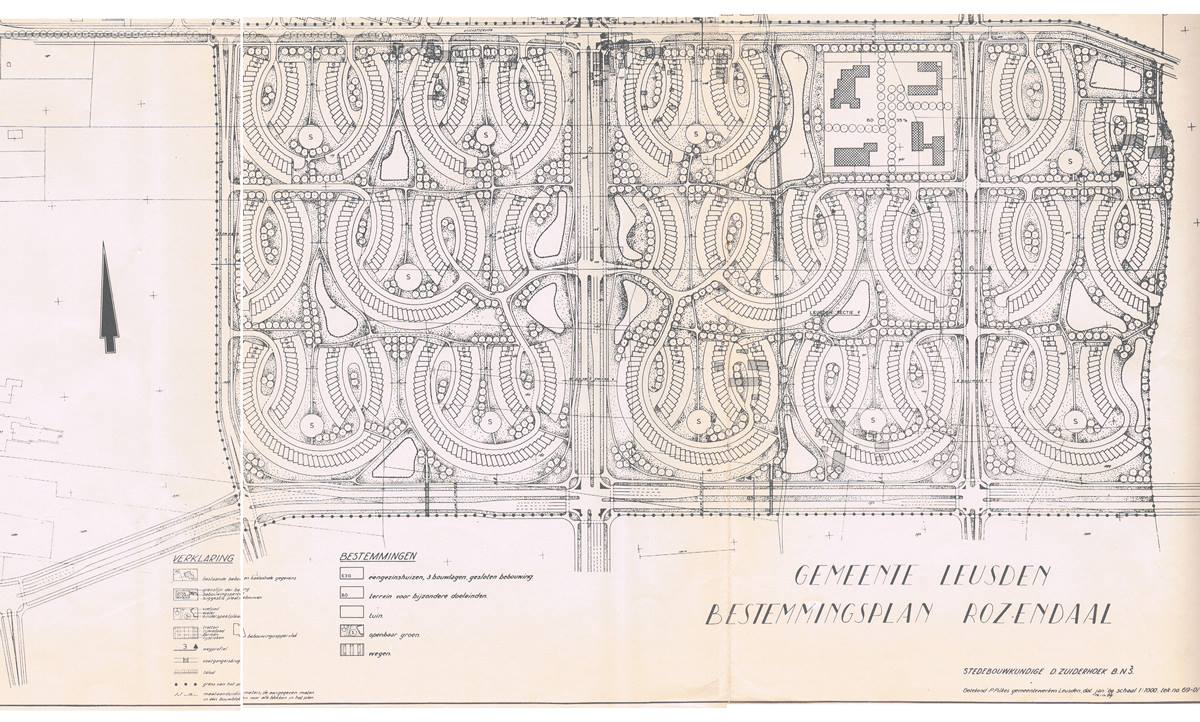
Rozendaal em Leusden, plano diretor 1969 (David Zuiderhoek)
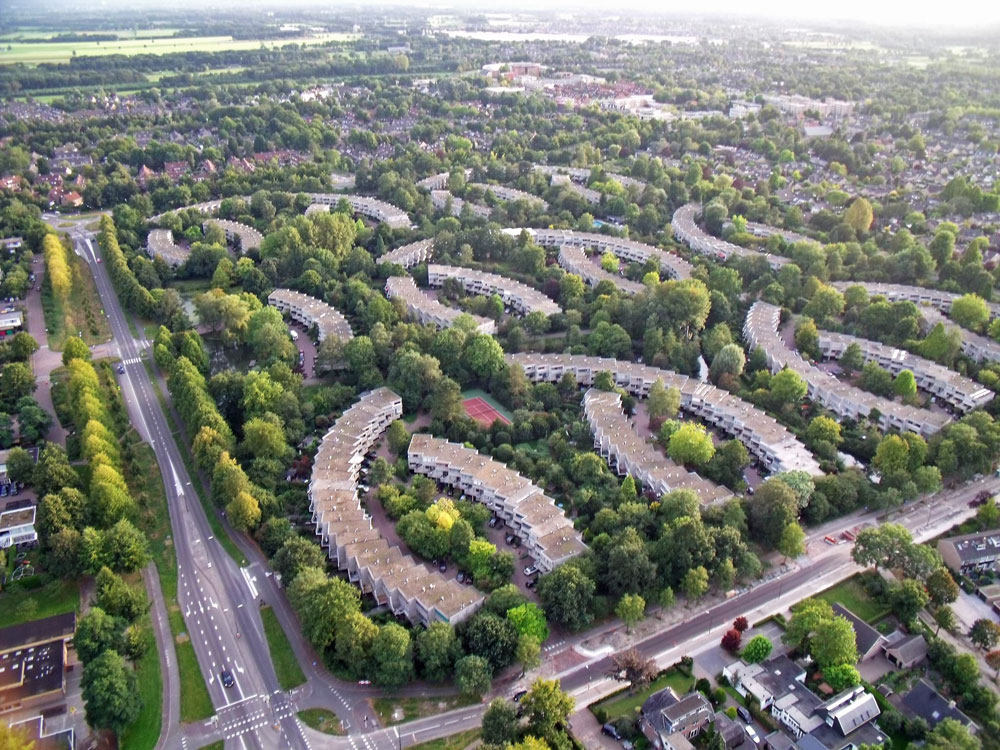
Rozendaal 1973, deixou parte do plano realizado (Henk Klunder)
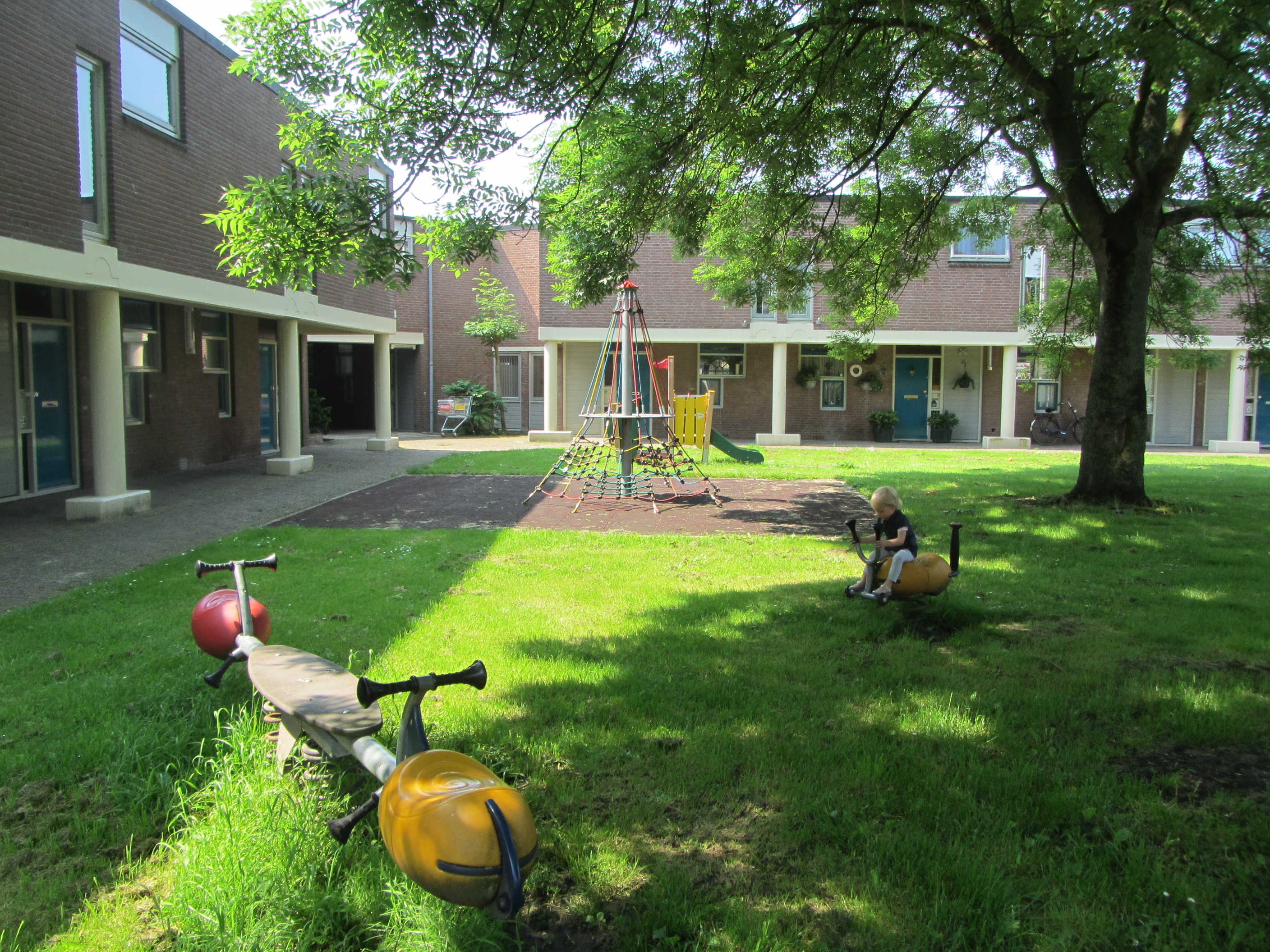
Sterrenwijk em Berkel en Rodenrijs, 1973 (Verhoeven Klunder Witstok Brinkman)
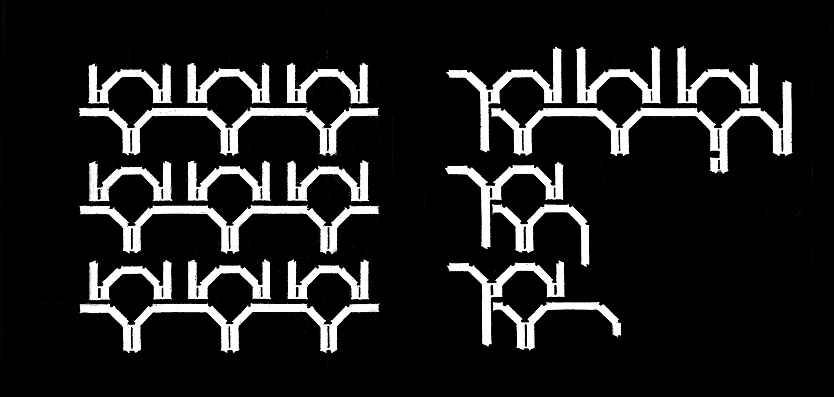
Sterrenwijk, estrutura básica e realização (ver Google Maps, Berkel en Rodenrijs Planetenweg)

## Temas do Team 10
Em 1957, Jacob Bakema e membros de uma comissão de reorganização do CIAM pediram a alteração do nome "CIAM: Congrès Internationaux d'Architecture Moderne" para "CIAM : Groupe de Recherches des Interrelations Sociales et Plastiques". Dois anos depois, os temas do novo "Grupo de trabalho para a investigação das inter-relações entre estruturas sociais e construídas" foram publicados na revista Forum 7/1959. Esta revista foi também o programa do congresso CIAM '59 em Otterlo.
Temas do Team 10 na capa do Fórum 7/1959:
- conjunto
- mudança e crescimento
- à mi-chemin ─ (a meio caminho em relação a outras culturas)
- imaginação versus bom senso
- unidade apreciada
- la plus grand realité du seuil ─ (a filosofia da porta)
- l'espace corredor ─ (contra o corredor espacial entre blocos funcionalistas)
- stad als interieur van de gemeenschap ─ (a cidade como "interior" da comunidade)
- identidade ─ (arquitetura e moradores)
- het ogenblik van core ─ (núcleo da cidade)
- hierarquia de associações humanas
- mobilidade
- l'habitat pour le plus grand nombre ─ (habitat para a maior parte da população)
- harmonia em movimento ─ (estética do número)
- aspecto de dimensões ascendentes
- identificando dispositivos
- ge Differentieerde wooneenheid ─ (unidade habitacional diferenciada)
- grupo visual

"De Drie Hoven" para idosos em Amsterdam-Slotervaart,1974 (Herman Hertzberger)

## Literatura e anotações
1. ↑  Todorov (Ed.), Tzvetan (1965). Théorie de la littérature. Textes des Formalistes russes. [S.l.]: Editions du Seuil. ISBN 9 782020019293 Verifique o valor de |url-access=registration (ajuda)
2. ↑  Barthes, Roland (1964). L’activité estruturaliste. In: Críticas de ensaios. [S.l.]: Points (primeira edição Editions du Seuil). ISBN 202005809-X
3. ↑  Denkinger, Bernhard (2019). Die vergessenen Alternativen. Estruturalismo e construção brutalista na arquitetura. Berlin: Jovis. pp. 36–40. ISBN 978-3-86859-551-2
4. ↑  Dosse, François (1999). Geschichte des Strukturalismus. Banda 2: Die Zeichen der Zeit 1967-1991. Frankfurt: Fischer (Primeira edição pelas Éditions la Découverte). pp. 329–350. ISBN 3-596 -13476-5
5. ↑  Klotz, Heinrich (1999). Architektur der Zweiten Moderne. Ein Essay zur Ankündigung des Neuen. Stuttgart: Deutsche Verlagsanstalt. 14 páginas. ISBN 3-421-03231-9
6. ↑  Frampton, Kenneth (2002). The Structural Regionalism of Herman Hertzberger. In: Trabalho, Trabalho e Arquitetura. Ensaios coletados sobre arquitetura e design. New York: Phaidon. pp. 289–297. ISBN 0714840807
7. ↑  Joedicke, Jürgen (1980). Architektur im Umbruch. Geschichte – Entwicklung – Ausblick. Estugarda 1980. Stuttgart: Karl Krämer. ISBN 3-7828-0459-7
8. ↑  Max Risselada e Dirk van den Heuvel (eds.), Team 10 - Em Busca de uma Utopia do Presente, Rotterdam 2005. Ensaios de 23 autores. Entrevistas com Georges Candilis, Giancarlo De Carlo, Balkrishna Doshi, Ralph Erskine, Herman Hertzberger, Alison e Peter Smithson, Aldo van Eyck.
9. ↑  Herman Hertzberger,  Lições para estudantes de arquitetura, Rotterdam 1991-No.1, 2000-No.2, 2008-No.3. Definição de Herman Hertzberger: "O estruturalismo lida com a diferença de uma estrutura com um ciclo de vida longo e preenchimentos com ciclos de vida mais curtos."
10. ↑  Arnulf Lüchinger, Structuralism in Architecture and Urban Planning, Stuttgart 1980. Structuralism as an international movement. Including original texts by Herman Hertzberger, Louis Kahn, Le Corbusier, Kenzo Tange, Aldo van Eyck and other members of Team 10.
11. ↑  Herman Hertzberger, "Dedicato a Schindler", em: Domus Setembro No.465 /1967, Milão.

## Literatura – interpretações desde 1958

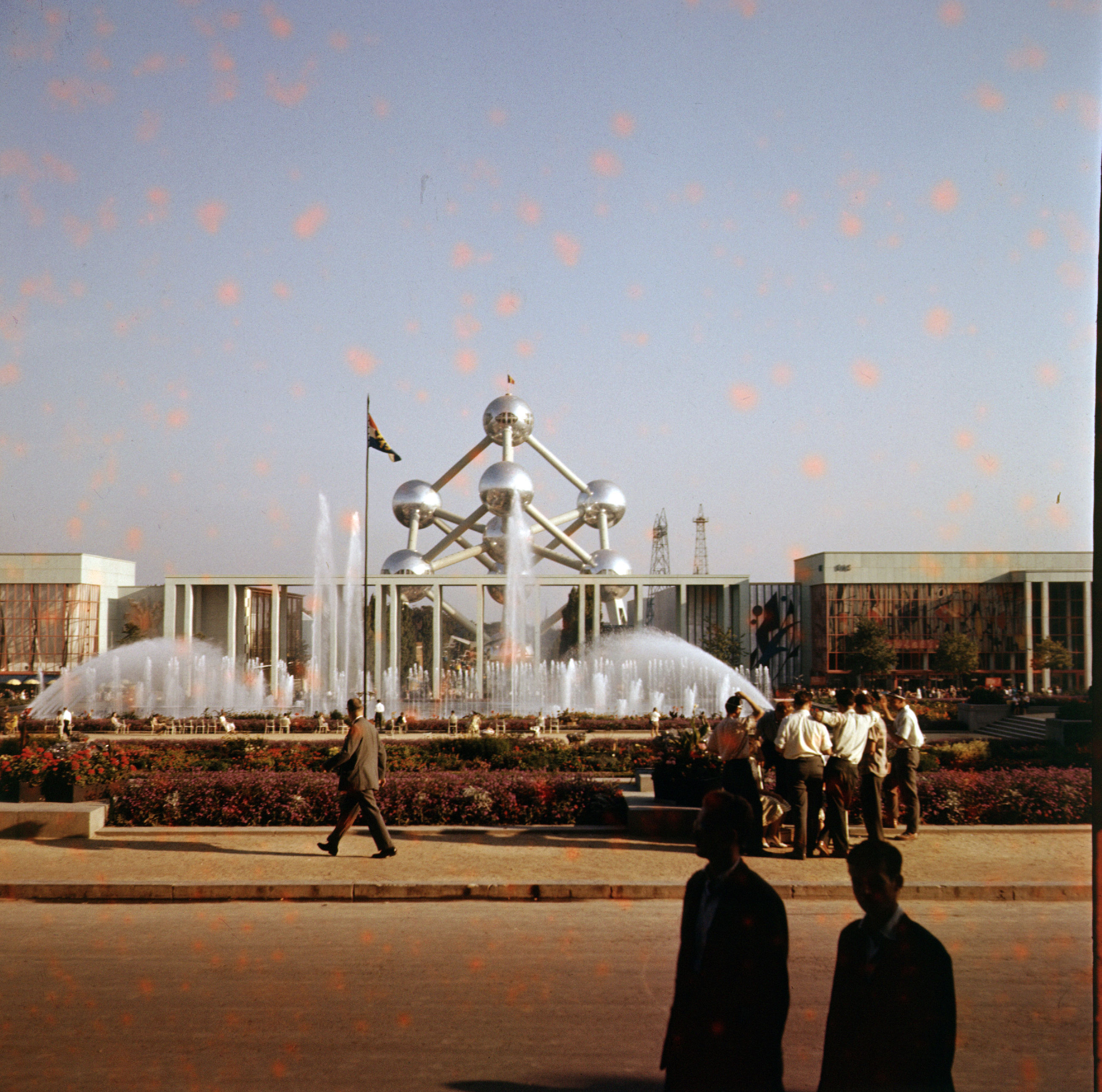
Expo 58 em Bruxelas. Pavilhões Estruturalistas (CH, UK et al.) e Estruturalismo como termo em revistas de arquitetura, (ver Literatura)

- Robert von der Nahmer, Espaço para viver - As casas experimentais Diagoon de Herman Hertzberger, Olympos, Delft 2023.
- Lidwine Spoormans et al., O Futuro do Estruturalismo, TU Delft Open, Delft 2020.
- Bernhard Denkinger: Die vergessenen Alternativen - Strukturalismus und brutalistische Erfahrung in der Architektur, Berlim 2019.
- Alejandro Aravena e Andrés Iacobelli, Elemental - Manual de Habitação Incremental e Design Participativo, Berlim 2016.
- Herman Hertzberger, Arquitetura e Estruturalismo – A Ordenação do Espaço, Rotterdam 2015 (2014).
- Joaquin Warmburg e Cornelie Leopold (eds. ), Strukturelle Architektur, Bielefeld 2012.
- Tomáš Valena, Tom Avermaete e Georg Vrachliotis (eds. ), Structuralism Reloaded - Rule-based Design in Architecture and Urbanism, 47 artigos de autores internacionais, Stuttgart-London 2011.
- Rivka Oxman e Robert Oxman (edicionários convidados. ), "The New Structuralism - Design, Engineering and Architectural Technologies", em: Architectural Design Julho/Agosto 2010, Londres.
- Mark Garcia (convidado. ), "Padrões de Arquitetura", em: Architectural Design Novembro/Dezembro de 2009, Londres.
- Sabrina van der Ley e Markus Richter (eds. ), Megaestrutura Recarregada - Arquitetura Visionária e Design Urbano dos Anos 60 refletida por Artistas Contemporâneos, Ostfildern perto de Stuttgart 2008. 25 artigos sobre Archigram, Yona Friedman, Eckhard Schulze-Fielitz, Constant et al., (Alemão + Inglês).
- Michael Hecker, Estrutural-Estrutural, Teoria Estruturalista em Arquitetura e Urbanismo 1959-1975, tese Stuttgart University of Technology, Stuttgart 2007.
- Max Risselada e Dirk van den Heuvel (eds. ), Equipe 10 - Em Busca de uma Utopia do Presente, ensaios e entrevistas de 23 autores internacionais, Rotterdam 2005. Editor Dirk van den Heuvel sobre o estruturalismo na Holanda na página 208: "O estruturalismo nunca se transformou em um movimento real ou em um grupo organizado."
- Francis Strauven, Aldo van Eyck - A Forma da Relatividade, Amsterdã 1998 (1994). Biografia de Aldo van Eyck e sua “Disciplina Configurativa” de design.
- Wim van Heuvel, Estruturalismo na arquitetura holandesa, Rotterdam 1992.
- Hans van Dijk, "O desaparecimento do estruturalismo", em: Arquitetura na Holanda - Anuário 1988/1989 - Instituto Holandês de Arquitetura Rotterdam, Deventer 1989.
- Anders Ekholm, Nils Ahrbom, Peter Broberg, Poul-Erik Skriver, Strukturalism i Arkitekturen, Estocolmo 1980.
- Reyner Banham, Megaestrutura - Futuros Urbanos do Passado Recente, Londres 1976.
- Alison Smithson, "Mat-Building, arquitetura convencional conforme se desenvolveu em direção à construção de esteira", em: Architectural Design 9/1974, Londres.
- Arnulf Luchinger, "Strukturalismus", em: Bauen+Wohnen 5/1974, Zurique-Munique. – "Estruturalismo, uma nova tendência na arquitetura", em: Bauen+Wohnen 1/1976, Zurique-Munique (editor convidado deste número especial). – "Estruturalismo Holandês", em: Arquitetura+Urbanismo 3/1977, Tóquio. – Estruturalismo em Arquitetura e Urbanismo, Stuttgart 1980. – 2-Komponenten-Bauweise, Haia 2000 (participação).
- Justus Dahinden, Stadtstrukturen für morgen ( Estruturas Urbanas para o Futuro ), Stuttgart 1971, Londres-Nova York 1972.
- Udo Kultermann, "Introdução", em: Kenzo Tange, Zurique 1970. O termo “Estruturismo” é citado por Udo Kultermann como um dos temas, “caracterizando a fase atual da arquitetura”.
- Arnaud Beerends, "Een Structuur voor het Raadhuis van Amsterdam" (Uma Estrutura para a Câmara Municipal de Amsterdã), em: TABK 1/1969, Heerlen. Na Holanda os termos arquitetônicos "Estruturalismo" e "Estruturalistas" são publicados pela primeira vez nesta revista, de acordo com a "Disciplina Configurativa" com unidades construtivas iguais.
- Kenzo Tange, "Função, Estrutura e Símbolo, 1966", em: Udo Kultermann, Kenzo Tange, Zurique 1970. Processo de estruturação em desenho urbano. Kenzo Tange numa palestra em 1981: "Foi, creio eu, por volta de 1959 ou no início dos anos sessenta, que comecei a pensar sobre o que mais tarde chamaria de estruturalismo" (em: Plano 2/1982, Amsterdã) .
- Félix Candela, "Architecture et 'structuralisme'", em: habitation 3/1964, Lausanne, pp. 44–50, sem ilustrações, (ver link externo ETH). Em 1960, Candela construiu a fábrica estruturalista Bacardi em Cuautitlán, perto da Cidade do México.
- N. John Habraken, Apoia - Uma Alternativa à Habitação em Massa . Participação na habitação, estrutura e preenchimento. Edições em holandês 1961, inglês 1972, italiano 1974, espanhol 1975 e alemão 2000 (com ilustrações). A terceira edição de Supports é publicada em 2021 na série "Routledge Revivals".
- Oscar Newman (ed. ), CIAM '59 em Otterlo, Stuttgart-Londres-Nova York 1961. 30 artigos de Louis Kahn, Kenzo Tange, Georges Candilis, Jacob Bakema, Aldo van Eyck, Alison e Peter Smithson et al. (suplemento inglês+alemão).
- Aldo van Eyck, "Het Verhaal van een Andere Gedachte" (A história de outra ideia), em: Forum 7/1959, Amsterdam-Hilversum. Programa do congresso CIAM '59 em Otterlo, sem utilização do termo estruturalismo. Desde a década de 1970, o congresso de Otterlo é considerado o início oficial do movimento estruturalista internacional.
- Ernesto Nathan Rogers e Pier Luigi Nervi, "Architettura e strutturalismo", em: Casabella 7/1959, Milano, pp. Dois meses depois, Ernesto Rogers participou do congresso de Otterlo. Ele era parente de Richard Rogers, que projetou o Centre Pompidou em Paris em parceria com Renzo Piano .
- Giuseppe Vindigni, "Rundgang durch die Expo 1958" (Caminhando pela Expo 1958 em Bruxelas), em: Bauen+Wohnen 9/1958, Zurique, pp. O Pavilhão dos EUA é descrito como “Estruturalismo” e o Pavilhão Suíço como um “favo de mel”. Hoje, o Pavilhão Suíço de Werner Gantenbein é visto como uma importante obra inicial do estruturalismo (ver Link externo ETH).